# Список эпизодов телесериала «Великолепный век»
Список эпизодов телесериала «Великолепный век», созданного компанией «Tims Productions».
Сериал вдохновлён реальными событиями, произошедшими во времена правления султана Сулеймана Великолепного, величайшего полководца и реформатора Османской империи.
Сериал повествует о наиболее заметных событиях правления султана и о его страстных взаимоотношениях с наложницей славянского происхождения Александрой, принявшей ислам и получившей имя Хюррем.

## Обзор сезонов
| Сезон | Сезон | Количество серий | Оригинальная дата показа | Оригинальная дата показа |
| Сезон | Сезон | Количество серий | Премьера сезона          | Финал сезона             |
| ----- | ----- | ---------------- | ------------------------ | ------------------------ |
|       | 1     | 24               | 5 января 2011            | 22 июня 2011             |
|       | 2     | 39               | 14 сентября 2011         | 6 июня 2012              |
|       | 3     | 40               | 12 сентября 2012         | 19 июня 2013             |
|       | 4     | 36               | 18 сентября 2013         | 11 июня 2014             |

## Список серий

### Сезон 1 (2011)
| № | #  | Название   | Режиссёр             | Сценарист  | Зрители Турции (в миллионах) | Оригинальная дата показа |
| --- | -- | ---------- | -------------------- | ---------- | ---------------------------- | ------------------------ |
| 1 | 1  | «Серия 1»  | Ягмур и Дурул Тайлан | Мерал Окай | 10,87                        | 5 января 2011            |
| Сентябрь 1520 г. Османский шехзаде Сулейман вместе со своим верным другом сокольничим Ибрагимом едет в Стамбул, чтобы взойти на престол после смерти отца, султана Селима Явуза. Перед этим он получает письмо от садразама Пири-паши. В это же время из Крыма в столицу привозят рабынь, среди которых оказывается Александра Лисовская из Рутении. Вся её семья была жестоко убита, а сама девушка захвачена крымскими татарами в плен. Сулейман прибывает в Стамбул, где его тепло встречают мать Айше Хафса Валиде Султан, сестра Хатидже и бывшая любимица Гюльфем. Сулейман на глазах у великого визиря назначает Ибрагима хранителем своих покоев. Попав в гарем, Александра ведёт себя неразумно, но Валиде объясняет ей, что теперь она рабыня и принадлежит султану. Нигяр-калфа рассказывает Александре, что в гареме можно сделать неплохую карьеру. Сулейман в первые дни своего правления показывает себя справедливым султаном: он казнит капудан - пашу Джафера Агу, бравшего взятки, и вместе с Ибрагимом решает продолжить политику завоеваний своего деда и отца. Во время визита Сулеймана в гарем, его видит Александра. Хитрым трюком она привлекает внимание султана. Ибрагим замечает интерес повелителя к Александре и приказывает внести её в число девушек, которые будут развлекать султана на празднике. Вскоре в Стамбул прибывает и любимая наложница султана Махидевран с 5 - летним сыном Мустафой. Во время праздника Александра танцует, а затем получает фиолетовый платок — знак приглашения на хальвет. Сулейман принимает венецианского посла. Александра хвастается своей подруге Марии, что всеми способами завоюет сердце султана. Их разговор слышит хазнедар (главный казначей) гарема Дайе-хатун и рассказывает обо всём Валиде. Она решает помешать планам Александры. Вечером Сулейман ожидает Александру, но вместо неё к нему входит Махидевран. Александру отправляют назад в общую спальню. |    |            |                      |            |                              |                          |
| 2 | 2  | «Серия 2»  | Ягмур и Дурул Тайлан | Мерал Окай | 15,26                        | 12 января 2011           |
| В общей спальне Александра сталкивается с насмешками других рабынь из-за того, что она так и не попала в покои повелителя. Махидевран признаётся султану, что скучает по нему, и Сулейман разрешает ей остаться. Махидевран видит в покоях султана кольцо с изумрудом, которое Сулейман сделал ей для комплекта. Наутро Сулейман высказывает Ибрагиму своё возмущение тем, что вместо Александры пришла Махидевран. Он также просит мать не пытаться управлять им. Садразам по приказу султана Сулеймана отправляет в Королевство Венгрию, задолжавшее выплату дани Османской империи, посла. Махидевран, чувствуя, что султан отдаляется от неё, пытается вернуть его расположение, но её план проваливается, и ночью на хальвет к Сулейману отправляется Александра. Султан очарован славянской рабыней и оставляет её в своих покоях на два дня, чем вызывает переполох в гареме. В Сирии местный бейлербей Джанберди аль-Газали, бывший мамлюкский военачальник, поднимает восстание, которое поддерживает Папа римский. Сулейман проводит все ночи с Александрой, включая ночь четверга, которую он должен проводить с главной наложницей. Махидевран расстроена и решает сменить тактику. По возвращении от султана Александру переводят в покои для фавориток. Услышавшая игру на скрипке Хатидже влюбляется в Ибрагима. Валиде устраивает праздник, где между Александрой и Махидевран происходит ссора. Александра отказывается извиняться перед главной наложницей султана, и по приказу Валиде её бросают в темницу. Вечером султан, пожелавший видеть любимицу, узнаёт, что она в темнице. Он приказывает освободить её и дарит ей кольцо с изумрудом, которое сделал для Махидевран. |    |            |                      |            |                              |                          |
| 3 | 3  | «Серия 3»  | Ягмур и Дурул Тайлан | Мерал Окай | 16,62                        | 19 января 2011           |
| Пока султан и Александра наслаждаются счастьем, венгерский король Лайош приказывает убить турецкого посла. После подавления восстания в Сирии взор Сулеймана устремляется на Белград. Между Махидевран и русской наложницей возникают первые стычки. Махидевран требует, чтобы Александра отдала ей кольцо с изумрудом, которое той подарил султан. Махидевран узнаёт, что беременна, и в гареме устраивают праздник. Между Ибрагимом и Хатидже возникает взаимная симпатия. Махидевран приказывает своей служанке Гюльшах украсть у Александры кольцо, которое, как она считает, по праву принадлежит ей. После бойкота, объявленного девушками в гареме, Александра вынуждена просить помощи у главного евнуха Сюмбюля-аги. Она по совету Сюмбюля и Нигяр просит Сулеймана обратить её в ислам, тот выполняет просьбу и даёт любимой новое имя — Хюррем. Хюррем намерена найти того, кто украл её кольцо. Ибрагим начинает расследование и выясняет, что кольцо находится у Махидевран, однако Валиде заступается за невестку. Хюррем возвращают кольцо. Махидевран теряет ребёнка, как и всякую надежду на улучшение отношений с султаном. В гареме она натыкается на Хюррем, идущую к себе после ночи с султаном, и избивает её. |    |            |                      |            |                              |                          |
| 4 | 4  | «Серия 4»  | Ягмур и Дурул Тайлан | Мерал Окай | 16,77                        | 26 января 2011           |
| Избитую Хюррем находят Нигяр, Сюмбюль и Дайе. Дайе решает скрыть произошедшее от султана. Она рассказывает всё Валиде, и та отчитывает Махидевран. Вечером султан приказывает позвать к нему любимую наложницу, но та отказывается. Сулейман приходит в ярость и сам отправляется к Хюррем в комнату, где видит причину отказа. Хюррем признаётся Сулейману, что её избила Махидевран. Отношения султана и Махидевран окончательно портятся, и Сулейман решает выслать Махидевран в старый дворец. До своего выздоровления Хюррем переселяется в покои Сулеймана. Поддавшись уговорам Валиде, султан решает не высылать Махидевран. Хюррем выздоравливает и возвращается в комнату к наложнице Айше. Хатидже и Ибрагим продолжают тайные встречи. Сулейман отдаёт приказ готовиться к походу на Венгрию. Хатидже обещает ждать Ибрагима. Король Лайош не воспринимает всерьёз затею с походом Сулеймана. Между Хюррем и Ибрагимом нарастает напряжение. Сулейман уходит в поход. |    |            |                      |            |                              |                          |
| 5 | 5  | «Серия 5»  | Ягмур и Дурул Тайлан | Мерал Окай | 14,94                        | 2 февраля 2011           |
| В отсутствие султана Валиде решает избавиться от Хюррем, выдав её замуж за сына бывшего воспитателя Сулеймана Касыма - паши. Во время прогулки в саду Хюррем показывают её жениху. Сулейман и Ибрагим разрабатывают план наступления на Белград. На пиру, устроенном Валиде, Хюррем сообщают о её предстоящем замужестве. Хюррем противится этому и, чтобы остаться во дворце, говорит, что ждёт ребёнка. Валиде уверена, что беременность Хюррем — ложь, однако, после осмотра Хюррем неожиданно выясняется, что это правда. Гарем удивлён, а Махидевран расстроена. С помощью Нигяр Хюррем пишет письмо султану, в котором сообщает о своём положении. Валиде решает разорвать помолвку. Сулейман захватывает одну крепость на пути к Белграду, в которой идёт празднование свадьбы придворного короля Лайоша Ариэля. Лайош успевает сбежать, а султан убивает Ариэля. Лекарь прописывает Махидевран сердечные капли, и та подумывает о новом плане избавления от соперницы. Валиде решает выдать Хатидже замуж. В гареме в честь будущего ребёнка Сулеймана и Хюррем устраивают праздник. |    |            |                      |            |                              |                          |
| 6 | 6  | «Серия 6»  | Ягмур и Дурул Тайлан | Мерал Окай | 16,49                        | 9 февраля 2011           |
| 1521 г. Армия Сулеймана в ходе штурма захватывает Белград. Сулейман возвращается во дворец и узнаёт радостную новость о беременности Хюррем. Ссоры между Махидевран и Хюррем не прекращаются. Последней каплей терпения Махидевран становится то, что во время приветствия султана в гареме Сулейман проходит мимо неё. После долгой разлуки султан не отпускает от себя любимую. Вечером Ибрагим встречается с Хатидже в инжировом саду, и они признаются друг другу, что разлука была невыносима. Ненависть Махидевран к Хюррем растёт, и она решается на отчаянный шаг. Во время ужина с султаном Хюррем становится плохо. Сулейман понимает, что его любимицу отравили, но Хюррем с ребёнком удаётся спасти. Валиде слышит, как её сын называет Хюррем своей султаншей, и понимает, что русская рабыня добилась своего. Махидевран боится разоблачения и приказывает Гюльшах избавиться от Хасибе, принёсшей отравленную еду султану. Ибрагим проводит расследование, узнаёт правду и пытается скрыть её от султана. Но Сулейман подслушивает разговор Ибрагима и Гюльшах и идёт к Махидевран, чтобы наказать её. Там он слышит, как Махидевран говорит Мустафе о своей любви к султану, и решает простить её. Утром Хюррем спрашивает у Ибрагима, как он мог допустить, чтобы яд попал в покои султана, но Ибрагим говорит ей, что вопрос закрыт. |    |            |                      |            |                              |                          |
| 7 | 7  | «Серия 7»  | Ягмур и Дурул Тайлан | Мерал Окай | 17,60                        | 16 февраля 2011          |
| После попытки отравления Валиде приказывает выделить Хюррем отдельные покои и личных рабынь. Махидевран приходит в отчаяние. Хюррем требует, чтобы её служанкой стала Мария. Сулейман готовит новый поход, но, вопреки мнению Запада, он собирается завоевать греческий остров Родос - владение рыцарей - госпитальеров, а не Буду. Хюррем узнаёт, что пока она болела, Мария приняла ислам и получила новое имя Гюльнихаль. Хюррем приходит в ярость, считая, что Мария метит на её место, но Гюльнихаль клянётся, что ни о чём таком и не думала. Сулейман узнаёт о попытке матери в его отсутствие избавиться от Хюррем. Хюррем понимает, что Хатидже влюблена в Ибрагима. Узнав, что Хюррем видела его вместе с сестрой султана, Ибрагим советует Хюррем помнить своё место. Хюррем говорит Ибрагиму, что в любой момент может рассказать всё повелителю, и тот накажет зарвавшегося друга. Ибрагим приходит в ярость и решает отомстить Хюррем: он отправляет на хальвет к повелителю Гюльнихаль. Пока султан проводит ночь с Гюльнихаль, Хюррем рожает сына. Валиде приказывает принести малыша в свои покои, однако Хюррем хочет оставить ребёнка у себя. Махидевран, по приказу Валиде, является на церемонию имянаречения. Султан даёт сыну имя Мехмед. Гюльнихаль просит прощения у Хюррем за то, что не смогла помочь ей во время родов, но скрывает, где была на самом деле. |    |            |                      |            |                              |                          |
| 8 | 8  | «Серия 8»  | Ягмур и Дурул Тайлан | Мерал Окай | 17,34                        | 23 февраля 2011          |
| Ибрагим даёт приказ Нигяр донести Хюррем, что в ночь её родов у султана в покоях побывала наложница. Хюррем приказывает Гюльнихаль узнать имя этой наложницы. Ибрагим дарит Хатидже брошь в виде бабочки. Валиде замечает подарок, но Хюррем выручает Хатидже, утверждая, что брошь подарила она. Валиде советует дочери держаться подальше от Хюррем. В присутствии Махидевран Валиде дарит Хюррем своё колье, а Хатидже отдаёт Хюррем свой браслет. Отношения Махидевран и Валиде портятся. Гюльнихаль снова отправляется на хальвет, после которого Сулейман дарит ей соболиную накидку. Сопоставив все факты, Хюррем понимает, что в покоях султана побывала Гюльнихаль, и избивает её. Валиде находит для Хатидже мужа — сына Пири Мехмеда-паши Мехмеда Челеби, и султан даёт своё согласие на брак. Хатидже узнаёт об этом и впадает в беспамятство. Ночью она в бреду зовёт Ибрагима. Хюррем обливает соболиную накидку ядом и отсылает её подруге. Ночью Гюльнихаль становится плохо, и её лицо и тело покрываются язвами. Все уверены, что отравление Гюльнихаль устроила Хюррем. Она навещает Гюльнихаль и обещает ей после выздоровления взять её в услужение. Возле постели Хатидже Махидевран и Хюррем снова ссорятся. У Хюррем отбирают Мехмеда и отдают его кормилице. |    |            |                      |            |                              |                          |
| 9 | 9  | «Серия 9»  | Ягмур и Дурул Тайлан | Мерал Окай | 15,89                        | 2 марта 2011             |
| Сулейман готовится к походу на Родос. Король Лайош распускает слух о том, что Османская армия боится выступать в поход на Венгерское королевство. По поручению Лайоша вдова Ариэля Виктория отправляется в Стамбул, чтобы убить Сулеймана. Один из приближённых султана, Матракчи Насух Эфенди, находит на улице Викторию, не подозревая, кто она на самом деле. С помощью Ибрагима Виктория попадает в гарем. Хатидже тоскует по Ибрагиму. Он обещает разобраться в ситуации, но Хатидже говорит ему, что не сможет ослушаться мать и брата. Нигяр находит для Хюррем знахарку, изготавливающую амулеты и заговоры на желания. Хюррем просит сделать её самой могущественной женщиной в гареме, но знахарка отказывается, мотивируя это тем, что Хюррем беременна. Сулейман просит Ибрагима разослать весть о помолвке Хатидже и Мехмеда Челеби. Не в силах смириться с ненавистным замужеством Хатидже предпринимает попытку самоубийства, выпив яд, но её спасает Гюльфем. Во всю идёт подготовка к помолвке Хатидже. Ибрагим подозревает, что Мехмед Челеби серьёзно болен. Хюррем сообщает султану, что она снова ждёт ребёнка. Праздник в честь помолвки Хатидже оканчивается пожаром в детской, в которой находятся Мехмед и Мустафа. |    |            |                      |            |                              |                          |
| 10 | 10 | «Серия 10» | Ягмур и Дурул Тайлан | Мерал Окай | 15,72                        | 16 марта 2011            |
| Мустафу и Мехмеда из огня выносит Виктория. Хюррем обвиняет Махидевран и Мустафу в поджоге детской, но султан ставит Хюррем на место. В благодарность за спасение внуков, Валиде берёт Викторию к себе в услужение, обращает её в ислам и даёт ей новое имя — Садыка. Ибрагим обещает Хатидже найти выход. Хюррем пытается попросить прощения у султана, но тот не принимает её. Сулейман принимает решение уйти в поход на Родос. Во время прощания Сулейман проходит мимо Хюррем, а Ибрагиму не удаётся встретиться с Хатидже. Вскоре в гарем приходит весть о гибели султана около Родоса. Гарем в трауре, у Хюррем угроза выкидыша, однако новость о смерти султана не подтверждается. Сулейман близок к победе. Великий магистр ордена госпитальеров предлагает кузену Сулеймана, с рождения христианину, покинуть остров, но тот отвергает предложение, считая Родос родным домом. Нигяр советует Хюррем вести себя более сдержанно. Махидевран говорит Нигяр, что ей нужно выбрать, кому она хочет служить. Армия Сулеймана захватывает Родосскую крепость. У Хюррем начинаются роды. Во время намаза на Сулеймана совершено покушение, жертвой которого становится Ибрагим. |    |            |                      |            |                              |                          |
| 11 | 11 | «Серия 11» | Ягмур и Дурул Тайлан | Мерал Окай | 17,29                        | 23 марта 2011            |
| У Хюррем рождается девочка. Валиде даёт внучке имя Михримах. Сулейман разгневан тем, что покушение на него было совершено кем-то из султанской семьи. Махидевран ликует и говорит Хюррем, что та не смогла родить сына, как обещала. В ответ Хюррем говорит, что Махидевран не сможет родить даже девочку, поскольку султан больше не зовёт её к себе, а сама Хюррем родит ещё много сыновей. Донесение, посланное Садыкой королю Лайошу, перехватывают, но прочесть его не удаётся. Сулейман делает великому магистру заманчивое предложение: он сохранит прежнюю жизнь на Родосе в обмен на выдачу кузена Сулеймана Мурада и его семьи. Магистр клянётся, что потомок османского рода переселился на Мальту. Чтобы добиться расположения гарема, Хюррем устраивает праздник. Махидевран недовольна тем, что её соперница распоряжается в гареме. При попытке бегства стража султана хватает Мурада и часть его семьи. Спастись удаётся только его жене и младшему сыну. Сулейман казнит сына Джема - султана Мурада и его детей. Армия султана с победой возвращается в Стамбул. Хюррем просит прощения у султана за то, что не смогла родить сына, но Сулейман очарован Михримах и потому ни капли не огорчён. Во время занятий с Мустафой Мехмеду Челеби становится плохо. Он клянётся, что у него обычная простуда, однако Ибрагим уверен, что жених Хатидже болен чахоткой. В комнате Ибрагима султан находит любовное письмо. Он приказывает страже схватить Ибрагима и привести к нему. |    |            |                      |            |                              |                          |
| 12 | 12 | «Серия 12» | Ягмур и Дурул Тайлан | Мерал Окай | 17,63                        | 30 марта 2011            |
| В инжировом саду во время тайной встречи с Хатидже Ибрагима хватает стража. На празднике в гареме между Хюррем и Махидевран назревает новая ссора, но её быстро останавливает Хатидже. Перед тем, как наградить Ибрагима за верную службу, Сулейман устраивает другу испытание, которое тот успешно проходит. На совете Дивана Ибрагим получает должность Великого визиря. Это назначение приводит остальных визирей в ярость. Бывший великий визирь Пири-паша советует ему в будущем не ждать, когда власть откажется от него, а самому отказаться от власти. Ибрагим получает от лекаря подтверждение того, что у Мехмеда Челеби чахотка, и сообщает об этом султану и Валиде. Гарем обеспокоен болезнью Мустафы. Махидевран считает, что Мехмед Челеби успел заразить её сына, но лекарь опровергает это. Сулейман отказывается отменить свадьбу, и Ибрагим решает вернуться в Паргу. Под давлением Валиде Сулейман зовёт на ночь четверга Махидевран. |    |            |                      |            |                              |                          |
| 13 | 13 | «Серия 13» | Ягмур и Дурул Тайлан | Мерал Окай | 15,97                        | 6 апреля 2011            |
| Ибрагим отправляется в Паргу, где встречает своего отца и брата-близнеца Нико. Сулейман получает от Ибрагима прощальное письмо, в котором великий визирь отказывается от всех должностей и извиняется за свою любовь к Хатидже. Сама Хатидже также получает от Ибрагима письмо, в котором он просит прощения у любимой, что не смог сдержать своего слова и бросает её. Сулейман приходит в ярость и считает, что Ибрагим предал его. Валиде и Сулейман объявляют Хатидже бойкот. Хюррем просит Валиде простить дочь и рассказывает ей о том, что Ибрагим и Хатидже любят друг друга. Валиде приходит в ярость, считая что Ибрагим недостоин её дочери. Сулейман удовлетворяет требование матери по поводу ночи четверга: Махидевран действительно проводит ночь в покоях султана, но тот больше не прикасается к ней. Махидевран, всю ночь пролежавшая в постели султана одна, возвращаясь к себе, натыкается на Хюррем. Айше-хатун начинает подозревать Садыку в обмане и грозит ей всё рассказать Валиде. Садыка убивает Айше. Сулейман узнаёт о беззакониях, которые творит Ферхат-паша, и решает принять меры. Хюррем, накануне поссорившуюся с Айше, обвиняют в убийстве. У Хюррем забирают детей и запирают её в покоях до выяснения обстоятельств. Сулейман посылает в Паргу погоню за Ибрагимом. Хатидже умоляет брата простить её любимого, но султан не слушает уговоров сестры. Ибрагим решает вернуться в Стамбул. Валиде рассказывает сыну об убийстве Айше, и Сулейман идёт к Хюррем, чтобы потребовать объяснений. |    |            |                      |            |                              |                          |
| 14 | 14 | «Серия 14» | Ягмур и Дурул Тайлан | Мерал Окай | 16,88                        | 13 апреля 2011           |
| Сулейман не верит Хюррем и вместе с маленькой Михримах решает выслать её в старый дворец. Мехмед остаётся с отцом. Ибрагим в сопровождении отца и брата возвращается в Стамбул. Сулейман прощает друга и даёт согласие на его брак с Хатидже. Хюррем просит у Хатидже помощи. Прибывшая вместе с мужем Бейхан Султан говорит Валиде, что её Ферхата-пашу оговорили. Валиде рассказывает сыну о разговоре с Бейхан. На совете Дивана Ибрагим решает сохранить мужу Бейхан жизнь, но лишает его всех должностей и привилегий, отправив его наместником в Семендире. Хюррем просит помощи у Ибрагима, но великий визирь говорит ей, что она это заслужила. Хюррем и Михримах отправляются в старый дворец. Гюльнихаль решает поехать с Хюррем. Ибрагим не верит в виновность Хюррем и убеждается в этом. Сюмбюль и Нигяр приводят к нему одну из наложниц, которая видела убийство Айше и утверждает, что Хюррем невиновна. Но Ибрагим не спешит сообщить повелителю радостную весть. Он приезжает в старый дворец и предлагает Хюррем сделку. Судьба приводит в Стамбул художника Луку, бывшего жениха Хюррем. Матракчи знакомится с ним и берёт его с собой. |    |            |                      |            |                              |                          |
| 15 | 15 | «Серия 15» | Ягмур и Дурул Тайлан | Мерал Окай | 17,51                        | 20 апреля 2011           |
| Ибрагим предлагает Хюррем сделку: она должна прилюдно попросить прощения у Махидевран и поцеловать подол платья Валиде. Султан зовёт к себе Гюльфем. Об этом узнаёт Махидевран и приходит в ярость. Из-за недовольства наложниц Дайе переселяет Садыку в общую спальню. Садыка возмущена, однако Дайе объясняет ей, что на этаже для фавориток будет жить та, кому посчастливилось хоть раз пройти по Золотому пути. Садыка просит Сюмбюля помочь ей стать фавориткой султана. Не вынеся страданий Мехмеда, Хатидже решает отвезти его к матери. Она уговаривает Хюррем делать всё, что от неё требуют, чтобы вернуться в Топкапы. Хюррем соглашается на сделку и возвращается во дворец. Во дворце начинается празднование помолвки Хатидже и Ибрагима. Появление Хюррем приводит в ярость Махидевран. По гарему быстро разносится слух, что Хюррем оправдана. Махидевран идёт на хальвет к султану, но её место уже заняла Хюррем. Сулейман дарит Хатидже и Ибрагиму дворец и назначает Ибрагима на пост бейлербея Румелии. Хюррем узнаёт, что может доказать свою невиновность и без Ибрагима, и перестаёт выполнять условия сделки. Садыку готовят для султана. Чтобы Хюррем не помешала её планам, Валиде забирает Хюррем с собой осматривать дворец Хатидже. Для росписи дворца великий визирь нанимает на работу Луку. |    |            |                      |            |                              |                          |
| 16 | 16 | «Серия 16» | Ягмур и Дурул Тайлан | Мерал Окай | 17,00                        | 27 апреля 2011           |
| Валиде, Хатидже и Хюррем осматривают новый дворец Хатидже, подаренный Сулейманом. Во время прогулки в саду Мехмед падает в бассейн, но его спасает Махидевран. Садыка, воспользовавшись хальветом с Сулейманом, собирается его убить, но известие о происшествии в саду рушит её планы. Во время осмотра дворца Хатидже Лука узнаёт в Хюррем свою невесту Александру. Сулейман и Хюррем благодарят Махидевран за спасение Мехмеда. Хюррем узнаёт, что Садыка побывала в покоях у повелителя по приказу Валиде, и решает избавиться от неё. Хюррем уговаривает Хатидже забрать Садыку в свой дворец после её свадьбы с Ибрагимом. Махидевран становится плохо, и Гюльшах рассказывает в гареме, что её госпожа ждёт ребёнка. Валиде приглашает акушерку для осмотра Махидевран. Махидевран, понимая, что не может стать матерью, поскольку долгое время не была с султаном, нехотя соглашается на осмотр, в ходе которого выясняется, что она не беременна. Между тем, Хюррем узнаёт, что снова ждёт ребёнка, и сообщает об этом Валиде. При передаче информации сообщник Садыки пытается изнасиловать её, однако Садыке удаётся убежать. Ибрагим убеждает Сулеймана разрешить Луке написать его портрет. Сулейман позирует Луке в саду, куда с радостной вестью о своей беременности приходит Хюррем. |    |            |                      |            |                              |                          |
| 17 | 17 | «Серия 17» | Ягмур и Дурул Тайлан | Мерал Окай | 16,67                        | 4 мая 2011               |
| Валиде планирует свадебные торжества в честь Хатидже и Ибрагима. Янычары недовольны большими тратами на свадьбу Ибрагима. Во время празднования свадьбы Хатидже и Ибрагима у Хюррем начинаются роды. Дайе сообщает Валиде, что родился ещё один шехзаде. Сулейман даёт сыну имя — Селим. Махидевран опять наблюдает торжество соперницы, однако всё же приходит на церемонию имянаречения и дарит Селиму амулет от сглаза. Гюльшах, видя страдания Махидевран, предлагает убить Хюррем, но Махидевран отвергает предложение. Венецианский дож присылает Ибрагиму свадебный подарок: стол из красного дерева. Хатидже шокирована и приятно удивлена удобством подарка. После появления на свет Селима Сулейман на пикнике дарит Хюррем двух попугайчиков-неразлучников. Хюррем рассказывает в гареме, что эти попугаи — символ её с Сулейманом любви. Махидевран предупреждает её, что сколько бы сыновей она не родила, Мустафа по-прежнему останется наследником престола. Матракчи назначает Садыке свидание в саду. Хатидже приглашает всю семью брата в свой дворец. Валиде недовольна интерьером дворца Хатидже. Сулейман просит пригласить художника, который делал роспись стен во дворце сестры. На обеде во дворце Хатидже Хюррем узнаёт своего бывшего жениха Луку. |    |            |                      |            |                              |                          |
| 18 | 18 | «Серия 18» | Ягмур и Дурул Тайлан | Мерал Окай | 13,64                        | 11 мая 2011              |
| Хюррем, увидев Луку, которого она считала погибшим, теряет сознание. Придя в себя, она вспоминает нападение крымских татар на деревню и убийство своих родных. Хатидже просит объяснить Хюррем, в чём причина её волнений, но Хюрем отмалчивается. Чтобы насолить Хюррем, Махидевран просит разрешения у Валиде отдать ей покои Хатидже. Видя привязанность Матракчи, Ибрагим и Хатидже решают женить его на Садыке. Нигяр начинает готовить покои Хатидже для Махидевран, но об том слышит Хюррем, которая просит султана отдать покои ей. Бейлербей Египта Ахмед-паша провозглашает себя султаном и поднимает восстание. Сулейман приказывает Ибрагиму привезти ему голову непокорного. Хатидже беременна. Сулейман просит Хюррем позировать вместе с ним для портрета, но та просит его отказаться от этой затеи. Хюррем просит Луку не подвергать её и детей смертельной опасности и покинуть Стамбул. |    |            |                      |            |                              |                          |
| 19 | 19 | «Серия 19» | Ягмур и Дурул Тайлан | Мерал Окай | 15,37                        | 18 мая 2011              |
| Хюррем встречается с Лукой во дворце Хатидже, убеждает его вернуться на родину и говорит ему, чтобы он забыл её. Махидевран угрозами заставляет Нигяр доносить на Хюррем. Садыка в рисунках Луки находит портрет Хюррем. Ибрагим успешно подавляет восстание в Египте. Сулейман собирается на охоту в Эдирне и хочет взять с собой Мустафу и Махидевран. Хюррем с Мехмедом тоже хочет поехать. Махидевран крадёт у Хюррем кольцо с изумрудом, которое Сулейман делал в подарок ей. Хюррем с детьми возвращается в столицу раньше султана. Лука сжигает портреты Хюррем и собирается вернуться в Крым. Пока Ибрагим развлекается в Египте, янычары поднимают восстание, требуя отставки Ибрагима. Они устраивают погром в Стамбуле и готовятся к наступлению на султанский дворец и дворец Ибрагима. Хюррем из-за воинственного положения в столице вынуждена ехать во дворец Хатидже. Матракчи и Лука тоже прибывают туда. Чтобы переждать бунт, Валиде приказывает всему гарему спускаться в подвал. Валиде очень волнуется за дочь, поскольку от неё нет никаких вестей. Янычары берут в окружение дворец Ибрагима. Хатидже, Лука, Садыка, Матракчи, Гюльфем и Хюррем с детьми решают укрыться в подвале. Во время спуска в подвал Хатидже падает с лестницы. |    |            |                      |            |                              |                          |
| 20 | 20 | «Серия 20» | Ягмур и Дурул Тайлан | Мерал Окай | 15,23                        | 25 мая 2011              |
| Сюмбюль докладывает Валиде, что дворец Хатидже окружён, и от султана, как и от Хатидже, новостей нет. В подвале обнаруживается, что Лука серьёзно ранен, а Хатидже теряет ребёнка. Узнав о бунте янычар, Сулейман возвращается в Топкапы и приходит в ярость. Он приказывает прекратить восстание и удовлетворяет требования янычар — повышает им жалование и обещает поход. Измученных пленников дворца Ибрагима привозят в Топкапы. Валиде с ужасом понимает, что пришлось пережить её дочери. Хатидже расстроена и винит в произошедшем себя. Сулейман казнит зачинщиков мятежа. Мустафа рассказывает матери о том, что Хюррем, во время бунта янычар, заботилась о нём. Махидевран приходит поблагодарить соперницу, однако из-за возникшей между ними стычки Махидевран решает оставить кольцо Хюррем у себя. Ибрагим возвращается в Стамбул. Хюррем обещает награду тому, кто найдёт её кольцо, и Махидевран через Нигяр возвращает его. Сулейман благодарит Луку за спасение своей семьи и просит его остаться в Стамбуле. Хюррем видит Луку в саду и приказывает Нигяр передать ему деньги и записку, в которой Хюррем просит Луку забыть про их любовь и уехать. Влюблённый в Садыку Матракчи невольно становится её помощником. Ибрагим пытается вернуть жену к жизни. Сулейман во дворце Хатидже проводит ночь с Садыкой. |    |            |                      |            |                              |                          |
| 21 | 21 | «Серия 21» | Ягмур и Дурул Тайлан | Мерал Окай | 15,08                        | 1 июня 2011              |
| Хюррем узнаёт о произошедшем во дворце Хатидже. Садыка в слезах просит прощения у погибшего жениха за то, что не смогла убить султана. В Стамбул из Семендире приходит множество жалоб на беззакония, которые творит Ферхат-паша. Сулейман приказывает Ибрагиму разобраться с жалобами, и вскоре из Семендире приезжают Ферхат-паша и Бейхан Султан. Ибрагим устраивает Луку на работу в придворную мастерскую. Махидевран вызывает к себе Нигяр и в обмен на информацию о Хюррем, одаривает её и обещает сделать её главной калфой. В гарем из Крыма привозят новых наложниц, одна из которых — Татьяна — подарена султану. Лука возвращает Хюррем её деньги. Нигяр понимает, что влюблена в Ибрагима. Сулейман решает казнить Ферхата-пашу. Узнав о казни мужа, Бейхан говорит Сулейману, что больше у неё нет брата, есть только повелитель. Хатидже говорит, что понимает сестру, но Бейхан ей отвечает, что она поймёт её только тогда, когда казнят её мужа. Лука передаёт через Нигяр послание Хюррем. Татьяну готовят к хальвету. Султан ждёт обещанную наложницу, но к нему заходит Хюррем. Она просит убить себя, если султан хочет иметь других наложниц. |    |            |                      |            |                              |                          |
| 22 | 22 | «Серия 22» | Ягмур и Дурул Тайлан | Мерал Окай | 14,15                        | 8 июня 2011              |
| Выходка Хюррем приводит Сулеймана в ярость. Хюррем ставит султану условие: или уедут наложницы, или уедет она. Валиде и весь гарем недовольны поведением Хюррем. Махидевран думает, что скоро избавится от соперницы. Хюррем готовится к отъезду. Сулейман понимает, что Хюррем очень любит его, и высылает наложниц из дворца. Матракчи дарит Садыке колье. Она понимает, что он влюблён, но продолжает пользоваться этим. Во время занятий Гюльшах выказывает своё неуважение Мехмеду. Хатидже говорит матери, что понимает ревность Хюррем. Валиде объясняет, что если у Ибрагима будет любовница, он потеряет жену, положение и жизнь. Узнав о произошедшем в классе шехзаде, Хюррем приходит в ярость и запрещает Гюльшах приближаться к Мехмеду. В знак своей любви Сулейман дарит Хюррем брошь в виде тюльпана — символа принадлежности к династии. Сулейман знакомится с сыном венецианского дожа Альвизо Гритти. Гюльшах затевает убийство Хюррем, жертвой которого становится Гюльнихаль. |    |            |                      |            |                              |                          |
| 23 | 23 | «Серия 23» | Ягмур и Дурул Тайлан | Мерал Окай | 15,59                        | 15 июня 2011             |
| Хюррем обнаруживает в своей постели окровавленную Гюльнихаль и приходит в ужас. Гюльшах сталкивается с Хюррем и понимает, что совершила ошибку. Гюльнихаль находится на грани между жизнью и смертью. Узнав о том, что Гюльшах вопреки её приказу посягнула на жизнь Хюррем, Махидевран избивает верную служанку. Валиде узнаёт о случившемся и забирает детей и Хюррем к себе. Гюльшах попадает в лазарет. На утро Сулейман, узнав о произошедшем ночью, приказывает Ибрагиму начать расследование. Гюльшах рассказывает обо всём Нигяр. Нигяр идёт к Махидевран и грозится рассказать всем, кто покушался на Гюльнихаль. Сулейман и Ибрагим наносят визит сыну венецианского дожа, и султан просит его стать советником по делам европейских государств. Лука заканчивает портрет султана и Хюррем и просит Ибрагима отпустить его на родину. Хюррем обвиняет Махидевран в покушении на неё. Сулейман предлагает Махидевран взять себя в руки или уехать из Стамбула. Лука передаёт Хюррем прощальную записку через Нигяр, но записка попадает в руки Ибрагима. |    |            |                      |            |                              |                          |
| 24 | 24 | «Серия 24» | Ягмур и Дурул Тайлан | Мерал Окай | 13,33                        | 22 июня 2011             |
| Ибрагим узнаёт о совместном прошлом Хюррем и Луки и записках, которыми они обмениваются. Он приказывает Нигяр обыскать комнату Хюррем. Нигяр находит её портрет, нарисованный Лукой, и сжигает его. Лука собирается бежать и назначает Хюррем последнюю встречу. Об этом узнаёт Ибрагим, намеренный уничтожить Хюррем. Валиде советует Махидевран избавиться от Гюльшах. Хюррем снится кошмар, и она решает не ходить на встречу с Лукой. От нервного напряжения Хюррем теряет сознание, и лекарша сообщает ей о беременности. Утром Хюррем собирается в сад, но вместо встречи с Лукой, идёт к Валиде. Не дождавшись появления Хюррем, Ибрагим приказывает схватить Луку и бросить его в темницу. Лука доверяет ему и рассказывает историю своей любви. В гости во дворец Хатидже и Ибрагима приезжает Альвизо с сестрой. Моника Гритти интересуется обычаями турок и признаётся, что не смогла бы делить своего мужчину с гаремом. Хюррем говорит ей, что и она не смогла этого сделать. Хатидже возмущена вопросом венецианки про гарем Ибрагима и говорит мужу, что не потерпит измены. Садыка узнаёт о предстоящей свадьбе с Матракчи и понимает, что пришло время отомстить султану. Вслед за Хюррем, узнав о её беременности, приезжает Сулейман. Ибрагим сводит Луку и Хюррем у себя дома и предлагает одному из них смерть — отравленный лукум. Садыка в саду у Ибрагима нападает на Сулеймана с ножом. Лука съедает отравленный лукум и умирает на руках у любимой. |    |            |                      |            |                              |                          |

### Сезон 2 (2011—2012)
| № | #  | Название   | Режиссёр             | Сценарист    | Зрители Турции (в миллионах) | Оригинальная дата показа |
| --- | -- | ---------- | -------------------- | ------------ | ---------------------------- | ------------------------ |
| 25 | 1  | «Серия 25» | Ягмур и Дурул Тайлан | Мерал Окай   | 12,02                        | 14 сентября 2011         |
| После обезвреживания Садыки Сулейман обвиняет Ибрагима в том, что тот допустил к нему так близко убийцу. Хюррем прогоняет Нигяр, думая, что это она выдала её Ибрагиму. Под пытками Ибрагима Садыка признаётся, что ей помогал Матракчи. Ибрагим, узнав, что Матракчи обманули, решает наказать его и велит ему самому избавиться от Садыки. Хюррем мучают кошмары, связанные с Ибрагимом - пашой. Она говорит ему, что когда-нибудь он поплатится за всё, что натворил. Под предлогом побега Матракчи увозит Садыку в море и топит её там. Чтобы поднять настроение Хюррем, султан дарит ей лошадь, которую та называет Страсть. В хамаме Нигяр - калфа просит прощения у Хюррем и рассказывает ей правду, но Хюррем непреклонна и не желает видеть предательницу. Во время прогулки в саду Хюррем начала подозревать в организации хальвета Садыки султанш. На совете Дивана Сулейман, разгневанный поступком короля Лайоша, объявляет о своём намерении идти войной на Венгрию. Ватикан призывает всю Европу выступить против Сулеймана. В то время, как армия готовится выйти из столицы, в Эдирне Хюррем рожает третьего сына — Баязида. Сулейман поддаётся на уговоры Махидевран и Валиде и берёт с собой в лагерь Мустафу. Мустафа тайком отправляется в лес и сталкивается с так называемыми всадниками из османской армии - дели. В лагерь шехзаде возвращает Дели Сабит. Сулейман отсылает сына назад к матери. Султан отправляется в поход за головой короля Лайоша. Хатидже узнаёт о своей беременности. В лесу Сулейман интересуется у Ибрагима насчёт Хюррем и тут же венгерский наёмник стреляет в него из аркебузы. |    |            |                      |              |                              |                          |
| 26 | 2  | «Серия 26» | Ягмур и Дурул Тайлан | Мерал Окай   | 11,36                        | 21 сентября 2011         |
| Сулейман получает лишь лёгкое ранение, поскольку в самый опасный момент на помощь ему приходит Малкочоглу Бали - бей. Советники просят венгерского короля начать мирные переговоры с османами или же бежать, но Лайош решает лично сразиться с войском Сулеймана. Махидевран интересуется причиной размолвки Хюррем и Нигяр. Нигяр говорит, что Хюррем считает странным совпадением нападение на Гюльнихаль и повышение самой Нигяр. В Топкапы появляется новоиспечённый слуга Хюррем — бывший евнух из дворца Эдирне Гюль-ага. Между ним и Сюмбюлем-агой начинается соперничество за первенство в гареме. По просьбе султанш Гюль-ага приводит к ним предсказателя Якуба Эфенди. Якуб предвещает Хатидже рождение сына, а Хюррем — «чёрные тучи, которые развеет смерть». Узнав от Хюррем о беременности Хатидже, султан делится радостной вестью с Ибрагимом. У Хюррем появляется новая служанка Нилюфер. Хюррем предлагает Хатидже взять несколько служанок, но Хатидже приходит в ярость. Она говорит, что если Ибрагим будет ухаживать за другой, то уничтожит мужа. Хюррем потрясена переменами в отношениях с Хатидже. На поле битвы при Мохаче Сулейман одерживает победу над венгерской королевской армией, причём сам король Лайош погибает в болоте во время отступления. |    |            |                      |              |                              |                          |
| 27 | 3  | «Серия 27» | Ягмур и Дурул Тайлан | Мерал Окай   | 11,44                        | 28 сентября 2011         |
| Сулейман возвращается в Стамбул, где его встречают с великой радостью. В османских водах мусульманские пираты захватывают корабль Изабеллы Фортуны, принцессы Кастилии и Леона. Несмотря на доводы Альвизе Гритти, пираты решают отправить Изабеллу султану. В гареме Хюррем замечает Нигяр, беседующую с Махидевран, и понимает, что калфа работает на два лагеря. Хюррем, осознавая, что её ненависть к Ибрагиму безгранична, просит Якуба Эфенди изготовить яд для великого визиря. Валиде, переживающая из-за дочери, отправляет ей в помощь Нигяр. Ибрагим выкупает Изабеллу у пиратов и отвозит её в охотничий домик. Хюррем говорит Михримах, чтобы та ценила своё положение, поскольку она является султаншей, а не рабыней, как её мать. Михримах рассказывает об этом Хатидже, но сестру султана не волнует боль Хюррем. Сулейман, жаждущий встречи с испанской принцессой, во время охоты отправляется в охотничий домик. |    |            |                      |              |                              |                          |
| 28 | 4  | «Серия 28» | Ягмур и Дурул Тайлан | Мерал Окай   | 11,76                        | 5 октября 2011           |
| Сулейман навещает Изабеллу и выслушивает нелестное мнение о себе. По просьбе Хюррем Якуб Эфенди изготавливает яд, который нельзя обнаружить. Во дворец Ибрагима привозят статуи древнегреческих богов, захваченных в качестве трофея в Венгрии. Хатидже уверена, что идолы принесут им несчастье. Ибрагим пытается убедить её, что это всего лишь статуи. Народ Стамбула, прознавший о статуях, также возмущён и считает Ибрагима идолопоклонником. Валиде просит сына избавиться от изваяний, но Сулейман просит её не вмешиваться в дела Ибрагима. Хюррем крадёт тетрадь Ибрагима и передаёт её Якубу Эфенди, который пропитывает тетрадь ядом. Альвизе Гритти сообщает принцу Фердинанду Габсбургу, что его невеста Изабелла находится в плену у султана. Несмотря на то, что Изабелла получает всё, что пожелает, она пытается сбежать. Сулейман выделяет Махидевран деньги на благотворительность. Махидевран оповещает гарем, а вместе с ним и Хюррем о милости, оказанной ей султаном. Во время прогулки по Стамбулу с Матракчи Малкочоглу встречает Армин, дочь торговца-еврея Джошуа, и влюбляется в неё. Во время визита Хюррем у Хатидже начинаются роды. Вопреки стараниям акушерки новорождённый малыш не дышит. |    |            |                      |              |                              |                          |
| 29 | 5  | «Серия 29» | Ягмур и Дурул Тайлан | Мерал Окай   | 18,53                        | 12 октября 2011          |
| Хюррем спасает новорождённого сына Хатидже, чем заслуживает похвалу от всей семьи. Ибрагим также благодарит Хюррем, но та напоминает ему о смерти Луки и говорит, что никогда не забудет об этом. Во время неудачного побега Изабелла получает травму ноги. Между Малкочоглу и Гритти в кабаке назревает скандал из-за танцовщицы Эленики. Австрийские послы предлагают выкуп за Изабеллу, но Сулейман отсылает их. Принц Фердинанд приезжает в Стамбул с намерением увидеть невесту. Гритти переодевает принца слугой и отправляет в дом, где держат Изабеллу. Хюррем узнаёт, что Ибрагим часто навещает прекрасную иностранку в охотничьем домике, и рассказывает об этом Хатидже. Бали-бей начинает ухаживать за Армин, но девушка неприступна и не отвечает на его чувства. Хатидже приказывает Ибрагиму рассказать всё о женщине, которую он навещает. Ибрагим приходит в ярость от такого обращения, но всё же рассказывает правду. Супруги мирятся, но в душе Ибрагима остаётся осадок. Сулейман посылает Ибрагима в Анатолию, чтобы подавить восстание, во главе которого стал махди Календар Челеби. |    |            |                      |              |                              |                          |
| 30 | 6  | «Серия 30» | Ягмур и Дурул Тайлан | Мерал Окай   | 17,70                        | 19 октября 2011          |
| Принца задерживают при попытке проникнуть в охотничий домик. Изабелла просит Сулеймана не наказывать её жениха, но султан непреклонен и приказывает бросить принца в темницу. Хатидже высказывает матери свои обиды на брата, но Валиде требует, чтобы та взяла себя в руки. Мустафа рассказывает матери о поездке с отцом к Изабелле. Махидевран спешит рассказать обо всём Хюррем. Сулейман отдаляется от Хюррем всё больше, и Хюррем, понимая причину, собирается встретиться с соперницей лицом к лицу. Сын Хатидже и Ибрагима Мехмед заболевает. Хюррем догадывается о причинах болезни и пытается уберечь ребёнка. Отношения Ибрагима и Хатидже становятся напряжёнными. Изабелла предлагает Сулейману своё тело в обмен на жизнь её жениха. Нигяр, измученная придирками потерявшей душевное равновесие Хатидже, совершенно растеряна. Чтобы подавить народное движение во главе с Календаром Челеби в Анатолии, Ибрагим - паша идёт на подкуп туркменских беев и помещиков - сипахов. Приехав в охотничий домик к сопернице, Хюррем застаёт с Изабеллой Сулеймана. |    |            |                      |              |                              |                          |
| 31 | 7  | «Серия 31» | Ягмур и Дурул Тайлан | Мерал Окай   | 16,08                        | 26 октября 2011          |
| Увиденная сцена сбивает Хюррем с толку. Ибрагим не может забыть оскорбительных слов жены. Униженная отказом султана, Изабелла решает покончить с собой и устраивает пожар. Узнав, что его дочь тайно встречается с Малкочоглу, отец увозит Армин из Стамбула. Изабеллу спасают, и Сулейман приказывает отправить её во дворец Хатидже. Валиде предлагает сыну взять Изабеллу в гарем, но Сулейман говорит матери, что Изабелла политическая пешка, и ей в гареме не место. Махидевран и Хюррем приезжают навестить Хатидже и сталкиваются с Изабеллой. Ибрагим после усмирения восстания устанавливает мир в Анатолии и возвращается в Стамбул. Махидевран говорит Хюррем, что она в любой момент может совершить ошибку, тем самым бросив Сулеймана в объятья Изабеллы. Сулейман распускает слухи о смерти Изабеллы и отпускает принца Фердинанда. Хатидже хочет избавиться от статуй. Ибрагим разгневан и говорит жене, что в их дворце будет всё так, как хочет он. Хюррем приказывает Нигяр следить за Изабеллой. |    |            |                      |              |                              |                          |
| 32 | 8  | «Серия 32» | Ягмур и Дурул Тайлан | Мерал Окай   | 16,01                        | 2 ноября 2011            |
| Изабелла понимает, что начала влюбляться в султана. Малкочоглу похищает Армин и прячет её у Матракчи. Армин, собиравшаяся сбежать, понимает, что любит Бали-бея. Во время прогулки в саду с детьми Гюль-ага видит змею, и у Хюррем рождается план избавления от соперницы. Хюррем угрожает Изабелле и велит ей уехать. Изабелла начинает флиртовать с Ибрагимом, чем вызывает ревность Хатидже. Отец Армин жалуется Ибрагиму на Бали-бея, и тот велит Малкочоглу вернуть девушку отцу. Под предлогом исповедования Изабелла отправляется в церковь, где передаёт весточку родным. Между Ибрагимом и Сулейманом возникает напряжение из-за принцессы. Такие же проблемы ждут Ибрагима дома. Хюррем понимает, что султан охладевает к ней. По приказу султана Изабеллу перевозят в охотничий домик. Хюррем приезжает в охотничий домик и видит на шее Изабеллы ожерелье, которое султан делал для неё. Она понимает, что пора избавиться от соперницы. Ибрагиму становится плохо. Отравленная тетрадь начинает действовать. |    |            |                      |              |                              |                          |
| 33 | 9  | «Серия 33» | Ягмур и Дурул Тайлан | Мерал Окай   | 19,61                        | 9 ноября 2011            |
| Хюррем отправляет Изабелле ядовитый подарок, принцессу спасает почтовый голубь, принёсший вести от родных. Сулейман запрещает Хюррем общаться с Изабеллой. Чтобы насолить Хюррем, Валиде устраивает праздник, на который приглашена Изабелла. Расстроенная Армин возвращается домой. Во время болезни Ибрагима Нигяр ухаживает за ним. Видя это, Хатидже отправляет Нигяр назад в Топкапы. В Стамбуле появляется человек, объясняющий догмы христианской веры. Сулейман приказывает Ибрагиму вызвать философа на совет Дивана. Сулейман признаётся Изабелле, что очень любит Хюррем. Хюррем страдает всё сильней и собирается отослать лошадь, подаренную султаном обратно, но Сулейман убеждает Хюррем, что Изабелла лишь пешка в его политической игре. Валиде требует, чтобы Сулейман переселил Изабеллу в гарем. Сулейман советует матери не втягивать принцессу в гаремные интриги. На совете Дивана Ибрагим теряет сознание. Хюррем и Нигяр приезжают навестить его. Во время визита Сулеймана в охотничий домик Изабеллу кусает змея. |    |            |                      |              |                              |                          |
| 34 | 10 | «Серия 34» | Ягмур и Дурул Тайлан | Мерал Окай   | 19,50                        | 16 ноября 2011           |
| Сулейман спасает Изабеллу. По просьбе принцессы он остаётся с ней в охотничьем домике. Хюррем собирается покончить с Ибрагимом, но прибытие Нигяр и лекаря рушит её планы. Лекарь говорит, что великого визиря отравили. Ибрагим собирается скрыть свой диагноз от всех и просит сказать, что у него воспаление лёгких. Валиде приказывает переселить Мустафу в бывшие покои Хатидже, на которые претендует Хюррем. Проснувшись утром, Хатидже обнаруживает на руках мёртвого сына. Обезумев от горя, она запирается у себя в покоях и отказывается отдавать ребёнка для похорон. Изабелла узнаёт, что её жених подготавливает для неё побег, но она понимает, что не хочет покидать султана. Ибрагим обвиняет Хюррем в смерти ребёнка и показывает ей дневник Луки, с помощью которого собирается уничтожить её. Хатидже признаётся в том, что она сама стала причиной смерти малыша. Изабелла вновь отправляется в церковь в сопровождении Малкочоглу. С помощью Нигяр Ибрагим узнаёт причину своего отравления: его тетрадь пропитана ядом. Ибрагим решает отомстить и идёт к султану с дневником Луки, где просит Хюррем перевести его содержание. Хатидже решается на попытку самоубийства. |    |            |                      |              |                              |                          |
| 35 | 11 | «Серия 35» | Ягмур и Дурул Тайлан | Мерал Окай   | 18,44                        | 23 ноября 2011           |
| Хатидже вскрывает вены. Ибрагим принуждает Хюррем прочесть дневник Луки султану, но известие о происшествии с Хатидже рушит его планы. Пожалев, что выбросила дневник, Хюррем отправляет Нилюфер на его поиски в сад. Гюльшах опережает служанку Хюррем и отдаёт дневник Махидевран. Изабелла приезжает навестить Хатидже и сталкивается с угрозами Хюррем. Малкочоглу навещает Армин и узнаёт от лекаря, что у неё чума. Эпидемия чумы в столице набирает обороты и добирается до дворца. Валиде решает уехать с дочерью в Эдирне. Хюррем организовывает побег для Изабеллы. Ибрагим поручает Нигяр найти дневник Луки. Изабелла устраивает Сулейману сцену ревности. Ибрагим, сражённый чарами Нигяр, в отсутствие жены делает её своей любовницей, но на утро прогоняет прочь. Изабелла отправляется на корабль, где её уже ждёт узнавший о побеге Ибрагим. |    |            |                      |              |                              |                          |
| 36 | 12 | «Серия 36» | Ягмур и Дурул Тайлан | Мерал Окай   | 14,15                        | 30 ноября 2011           |
| Ибрагим понимает, что побег принцессы устроила Хюррем. Армин становится хуже, и она решает порвать с Малкочоглу. Несогласный с таким решение, Малкчоглу женится на Армин. Ибрагим докладывает повелителю о неудачном побеге Изабеллы. Султан отправляется к принцессе и говорит ей, что не желает её больше видеть. Нигяр возвращается в гарем. Хюррем устраивает праздник по поводу избавления от Изабеллы. Бали-бей утром просыпается с мёртвой женой. Очнувшись от своего горя, Хатидже решает вернуться в Стамбул. Валиде возвращается в гарем и, увидев праздник Хюррем, приходит в ярость. Нигяр заходит в свою комнату и обнаруживает, что Гюльшах осматривала её вещи. Между ними вспыхивает ссора, перешедшая в драку. В Стамбуле Хатидже преследуют галлюцинации: она слышит плач мёртвого сына. Чтобы избавиться от этого, Хатидже сжигает колыбель сына и ей становится легче. Она решает устроить в своём дворце приём, пригласив Изабеллу. Ибрагима преследуют воспоминания о ночи с Нигяр. Валиде принимает решение выдать Нигяр замуж. Хюррем, столкнувшись с Изабеллой во дворце Хатидже, требует у неё объяснений. Изабелла говорит ей, что будет бороться за любовь султана. Их разговор подслушивает Сулейман и решает взять Изабеллу в гарем. После уговоров Дайе Валиде решает не высылать Нигяр. |    |            |                      |              |                              |                          |
| 37 | 13 | «Серия 37» | Ягмур и Дурул Тайлан | Мерал Окай   | 15,67                        | 7 декабря 2011           |
| Изабелла переезжает в гарем, вызывая тем самым ярость Хюррем. Хюррем спешит за объяснением к Сулейману, но тот советует ей не лезть в его дела. В Семендире Малкочоглу понимает, что кроме Армин ему никто не нужен. Валиде вызывает Хюррем к себе, а в это время Изабелла отправляется на хальвет к султану. Хюррем понимает, что избавиться от соперницы будет не так-то просто. По приказу Хюррем Нилюфер подстраивает несчастный случай во время конной прогулки. По приказу Ибрагима Нигяр предлагает Хюррем избавиться от Изабеллы, воспользовавшись ситуацией в столице. Хюррем соглашается, но недоверие к калфе пересиливает, и она приставляет к Нигяр Гюля-агу и Нилюфер. Ибрагим даёт Нигяр капсулу с ядом, чтобы в смерти Изабеллы обвинили Хюррем. Хюррем отправляется к Изабелле и советует ей самостоятельно покинуть гарем, но принцесса прогоняет султаншу и рассказывает обо всём Сулейману. В самый разгар выполнения плана Гюль-ага понимает, что Нигяр предала их и отравила еду принцессы. Он рассказывает об этом Хюррем, и та спешит в покои Изабеллы, где обнаруживает мёртвую Кармину. Хюррем набрасывается на Нигяр, но та оправдывается. Они запирают мёртвую служанку и принцессу в прачечной. |    |            |                      |              |                              |                          |
| 38 | 14 | «Серия 38» | Ягмур и Дурул Тайлан | Мерал Окай   | 17,74                        | 14 декабря 2011          |
| Хюррем приказывает Гюлю-аге и Нигяр избавиться от Изабеллы и её мертвой служанки. Хюррем говорит Изабелле, что снова победила. Гюль-ага и Нигяр обсуждают, как лучше выполнить приказ Хюррем. Их разговор слышит Гюльшах. Весь гарем разыскивает принцессу, но от неё ни осталось и следа. Махидевран, узнав о разговоре слуг Хюррем, отправляется в прачечную, но Изабеллы и там нет. Сулейман обещает наказать виновных. Валиде слышит разговор Хюррем и Михримах о том, что Хюррем сможет избавиться и от Ибрагима, Валиде, Махидевран и Мустафы также, как избавилась от Изабеллы. Бали-бей просит Сулеймана разрешить ему вернуться домой, но султан отказывает и назначает его хранителем покоев, чем вызывает недовольство Ибрагима. Валиде рассказывает сыну о разговоре Хюррем и Михримах. Сулейман обещает наказать Хюррем и советует Валиде, во избежание в дальнейшем подобных ситуаций, лучше управлять гаремом. Хатидже просит Гюля-агу привести ей предсказателя. Якуб Эфенди, по приказу Хюррем, предсказывает Хатидже скорую смерть близкого ей человека. Сулейман вызывает к себе Хюррем, но вопреки ожиданиям гарема, снова прощает её. Валиде решает сама наказать Хюррем и лишает её преданных слуг. Отобрав у Нилюфер нож Хюррем, Валиде строит план избавления от ненавистной султанши. Сулейман говорит Ибрагиму, что Изабелла отправилась в монастырь замаливать грехи. Нилюфер сообщает Хюррем, что её хотят убить, но убивают её лошадь. Расстроенная убийством любимой лошади, Хюррем отправляется к Валиде с окровавленным ножом в руках. |    |            |                      |              |                              |                          |
| 39 | 15 | «Серия 39» | Ягмур и Дурул Тайлан | Мерал Окай   | TBA                          | 21 декабря 2011          |
| Хюррем требует убить себя. Сулейман назначает Ибрагима главнокомандующим османской армией. Хюррем рассказывает Сулейману о произошедшем: султан приказывает Малкочоглу начать расследование. Малкочоглу быстро находит виновного: убийцей оказывается Нилюфер. Хюррем защищает её, считая, что во всём виновата одна из султанш. Хатидже рассказывает мужу о предсказании Якуба Эфенди. Разъярённый Ибрагим отправляется к прорицателю и убивает его, но перед смертью Якуб предсказывает Ибрагиму скорую гибель. Под давлением Малкочоглу Нилюфер сознаётся в убийстве, но утверждает, что ей угрожала смертью Дайе. Бали-бей докапывается до истины, но Валиде приказывает ему ничего не говорить султану. Во время сборов Нигяр, собирающейся переехать к Хатидже по просьбе султанши, Гюльшах находит дневник Луки и отдаёт его Махидевран. Хюррем узнаёт, что Нилюфер во всём призналась, но всё ещё считает, что служанку подставили. Хюррем отправляется в темницу, чтобы спасти Нилюфер, но приходит слишком поздно: Нилюфер задушили по приказу Валиде. Сулейман отправляется в поход на Венгрию, где успешно отвоёвывает венгерскую корону и коронует нового венгерского правителя. Сближение Малкочоглу с султаном злит Ибрагима. Махидевран отдаёт дневник Луки Валиде и та, прочтя его, вызывает к себе Хюррем и требует немедленно покинуть дворец. |    |            |                      |              |                              |                          |
| 40 | 16 | «Серия 40» | Ягмур и Дурул Тайлан | Мерал Окай   | 12,73                        | 28 декабря 2011          |
| Валиде говорит Хюррем, что знает о её измене, и что если она не уедет, казнят не только её, но и её детей. Хюррем рассказывает Валиде правду. Валиде теряет сознание, и все тут же начинают винить в этом Хюррем. Хюррем обвиняет во всём Нигяр и приказывает слугам выкрасть дневник у Валиде. Нигяр советует ей решить этот вопрос с Дайе. Дайе выслушивает Хюррем, но ничего ей не отвечает. Она спрашивает Нигяр, была ли измена, но калфа отвечает, что Хюррем слишком сильно любит султана. Валиде приходит в себя и требует выслать Хюррем из гарема, но Дайе отдаёт Хюррем дневник Луки. Хюррем сжигает дневник на глазах у Валиде. Сулейман возвращается в столицу. Хюррем жалуется султану, что не может заниматься благотворительностью, и Сулейман решает дать ей свободу. Валиде возмущена поступком сына, Махидевран же приходит в ярость из-за возвышения соперницы. Нигяр признаётся Ибрагиму, что не может забыть проведённую с ним ночь, но Ибрагима её чувства не волнуют. Нигяр решает покончить с собой и оставляет прощальное письмо. Письмо находит Хатидже. Сулейман зовёт на хальвет Хюррем, но та отказывается и говорит, что как правоверная мусульманка не может делить ложе с мужчиной, не являющимся её мужем. |    |            |                      |              |                              |                          |
| 41 | 17 | «Серия 41» | Ягмур и Дурул Тайлан | Мерал Окай   | 15,62                        | 4 января 2012            |
| Сулейман злится на Хюррем и отправляет её в охотничий домик. Нигяр собирается прыгнуть с балкона дворца Хатидже, но Ибрагим останавливает её. Хюррем молит Сулеймана не разлучать её с сыновьями, но он непреклонен. Сулейман зовёт к себе на хальвет Махидевран, но та проводит ночь в одиночестве. Хюррем с Михримах покидают дворец, сыновья остаются с отцом. Хатидже отдаёт мужу письмо Нигяр, так и не решившись прочесть его. Новость о беременности Хатидже доходит до Топкапы. Махидевран советует Хатидже выдать Нигяр замуж. Сулейман отправляется в охотничий домик, чтобы навестить заболевшую дочь, и остаётся там на ночь. Валиде решает нанести удар. Она вступает в сговор с Ибрагимом. Вместе они устраивают ловушку Хюррем, которая по приглашению Валиде едет во дворец, чтобы встретиться с детьми, но по пути её ждут наёмники, намеревающиеся убить её. Султан Сулейман узнает о нападении на Хюррем и отправляется ей на помощь. Малкочоглу отбивает карету, но Хюррем в ней нет. Испугавшись, Хюррем бежит в лес, падает с обрыва и теряет сознание. |    |            |                      |              |                              |                          |
| 42 | 18 | «Серия 42» | Ягмур и Дурул Тайлан | Мерал Окай   | 12,41                        | 11 января 2012           |
| Ибрагим допрашивает разбойника и узнаёт, что Хюррем скорее всего жива. Сулейман, также уверенный, что его любимая наложница жива, продолжает поиски Хюррем. Ибрагим приказывает избавиться от разбойника, пока тот не начал говорить. Сулейман находит Хюррем в беспамятстве в лесу и привозит её во дворец. Махидевран, Хатидже и Валиде в смятении: вопреки их стараниям Хюррем вновь удалось выжить и вернуться в гарем ещё более сильной. Валиде приказывает Ибрагиму замести следы, чтобы расследование не привело к ней. Хюррем приказывает Гюлю-аге собрать сильных и преданных слуг на её сторону, так как султанша уверена: война только начинается. Во время допроса Ибрагим убивает главаря разбойников. Султан сообщает Ибрагиму, что Хюррем отныне не покинет гарем. Хюррем приказывает нанять убийцу для Ибрагима. Во время празднования церемонии обрезания шехзаде Мустафы и шехзаде Мехмеда Валиде вновь убеждается в любви сына к Хюррем: Сулейман отсылает наложницу, которую ему прислала мать. Поняв, что Хатидже не может жить без Ибрагима, Хюррем приказывает отозвать убийцу. Сулейман отводит Хюррем к окну комнаты, в которой происходит церемония никяха Сулеймана и Хюррем. |    |            |                      |              |                              |                          |
| 43 | 19 | «Серия 43» | Ягмур и Дурул Тайлан | Мерал Окай   | 12,76                        | 18 января 2012           |
| Во время празднования обрезания шехзаде Мустафы и шехзаде Мехмеда Ибрагима ранит стрела. Рана не кажется великому визирю серьёзной, и он запрещает сообщать об инциденте султану. Сулейман объявляет всем о своём никяхе с Хюррем. Валиде, как и Махидевран с Хатидже, недовольна таким поворотом событий. Гюльфем, наоборот, поздравляет супругов. Слуги готовятся отпраздновать событие в гареме, однако Валиде запрещает это делать. Ночью Ибрагиму становится плохо из-за воспалившейся раны. Лучника, ранившего Ибрагима, сажают в темницу, но там его убивают. Ибрагим отправляется к Нигяр и там выясняет, что стрела была отравлена. Лекари говорят, что счёт жизни Ибрагима идёт на часы. Ибрагиму становится хуже, и Матракчи решает отвезти его в пещеру с целебными источниками. Хюррем приезжает поддержать Хатидже, но та прогоняет её. Нигяр отправляется вслед за Ибрагимом в пещеру. Хюррем заказывает себе корону больше и шикарней, чем у Валиде. Слухи о деяниях Хюррем доходят до Валиде, и та решает рассказать сыну об измене его жены. Сулейман не верит, однако Валиде обещает, что Хюррем сознается во всём сама. В то время, как султан прячется за перегородкой, Валиде вызывает Хюррем к себе и заводит с ней беседу о Луке. |    |            |                      |              |                              |                          |
| 44 | 20 | «Серия 44» | Ягмур и Дурул Тайлан | Мерал Окай   | 11,85                        | 25 января 2012           |
| Хюррем видит отражение султана в кувшине на столе и решительно отрицает всё, в чём её обвиняет Валиде. В пещере за Ибрагимом ухаживает Нигяр, которая оказывается не в состоянии скрывать свои чувства. Это замечает Сюмбюль и отчитывает Нигяр. Она клянется, что Ибрагим ничего не знает. Хатидже переживает за мужа, и лишь после разговора с Хюррем она приходит в себя. В Крыму разгорается война за трон. Валиде просит своего брата Гирей-хана привезти во дворец его дочь Айбиге. Ибрагим приходит в себя. Лекарь говорит, что случилось чудо и рана Ибрагима практически затянулась. Ибрагим приказывает отвезти его домой. Хатидже радуется быстрому выздоровлению мужа. Сюмбюль рассказывает Дайе об увиденном в пещере. Дайе просит его не распространяться на эту тему и отчитывает Нигяр. Валиде, в награду за хорошую службу, обещает Нигяр роскошную свадьбу с Матракчи. Нигяр вынуждена согласиться. Во время празднования свадьбы Нигяр Айбиге знакомится с Хюррем и сразу же проникается симпатией к ней. Во время прогулки по рынку один из торговцев пытается отравить Ибрагима. В кабаке у Эленики Гюль-ага ссорится с Матракчи. На проводах Нигяр в дом мужа появляется Хюррем в большой, красивой и дорогой короне. Валиде приходит в ярость и приказывает Хюррем удалиться. Хюррем у ног Валиде просит о дружбе, однако та отказывает ей и уходит. У Хатидже начинаются роды. Матракчи разводится с Нигяр. Нигяр просит его объяснить причину и вскоре у своих ног она видит Ибрагима. Султан вызывает к себе Валиде, Махидевран и Гюльфем и просит их уважительно относиться к Хюррем. |    |            |                      |              |                              |                          |
| 45 | 21 | «Серия 45» | Ягмур и Дурул Тайлан | Мерал Окай   | 12,32                        | 1 февраля 2012           |
| Ибрагим говорит Нигяр, что они теперь вместе. Хатидже рожает двойню — дочь Хуриджихан и сына Османа. Ибрагим узнаёт о пополнении в семье лишь утром, после ночи с Нигяр. Махидевран не желает оказывать Хюррем уважение и требует султана даровать ей свободу. Сулейман приказывает выслать Махидевран из дворца. Ибрагим заступается за неё. Айбиге и Бали-бей проводят всё больше времени вместе. Айбиге раздражает Бали-бей, однако Хюррем подозревает, что за этим прячется зарождающееся чувство. В постели у Эленики Бехрам признаётся ей в покушении на жизнь Ибрагима. Эленика просит Гюля-агу сообщить обо всём Бали-бею, но Гюль-ага докладывает об этом Хюррем. Мустафа вновь застаёт мать в слезах и просит у отца разрешения уехать с Махидевран в Эдирне. Ибрагим дарит Нигяр дом. Бехрам следит за ним и уже знает, что у великого визиря появилась любовница. Чтобы снять с себя все подозрения, Хюррем рассказывает Ибрагиму о том, кто на него покушался. Ибрагим приходит к Бехраму, но тот грозится рассказать об измене Ибрагима и требует восстановить его на должности наместника Анатолии. Валиде приглашает Хюррем на ужин и говорит ей, что хочет мира. Ибрагим делает попытку отравить Бехрама, однако тот спасается и просит аудиенции у султана. |    |            |                      |              |                              |                          |
| 46 | 22 | «Серия 46» | Ягмур и Дурул Тайлан | Мерал Окай   | 13,47                        | 8 февраля 2012           |
| Благосклонность Валиде не радует Хюррем. Она уверена, что Валиде плетёт новую интригу против неё. Под давлением Бехрама Ибрагим вынужден вернуть ему пост. Султан удивлён, но Ибрагим говорит, что с такой должностью ещё можно следить за Бехрамом. Валиде начинает игру против Хюррем и сокращает прибавку к жалованию наложниц гарема, принявших сторону ненавистной султанши. Супруга султана пытается разобраться, но только ухудшает положение. Гарем разделяется на два лагеря: сторонники Хюррем и сторонники Махидевран. Наложницы устраивают ссоры и драки. Валиде не только не собирается вмешиваться, но и рада этому хаосу. Ибрагим требует у Бехрама бумаги на дом Нигяр, которые могут подтвердить факт адюльтера Ибрагима. Бехрам отказывается. Ибрагим приказывает убить Бехрама, его охрану и всех свидетелей убийства. Прошло три года. У Хюррем и Сулеймана рождается четвёртый сын — Джихангир. Повзрослевший Мустафа и Махидевран возвращаются в Топкапы. Атмосфера гарема продолжает приближаться к точке кипения. Бали-бей влюбляется в Айбиге, но всё ещё не может забыть свою жену. После церемонии вручения меча Мустафе Валиде приказывает Махидевран отобрать девушек для гарема Мустафы. Ни одна из сторонниц Хюррем не должна попасть туда. Ибрагим продолжает встречаться с Нигяр. Великий визирь понимает, что Нигяр — его судьба. На хальвет к Мустафе отправляют Элиф. Хюррем понимает, что ей нужно избавиться от влияния Махидевран на Мустафу. Для этого необходимо внедрить одну из наперсниц Хюррем в гарем шехзаде. |    |            |                      |              |                              |                          |
| 47 | 23 | «Серия 47» | Ягмур и Дурул Тайлан | Мерал Окай   | 16,41                        | 15 февраля 2012          |
| Хюррем уверена, что как только Сулейман уйдёт в поход, Валиде воспользуется случаем навредить ей. На время похода Хатидже вместе с Нигяр переселяются в Топкапы. Валиде подкупает одну из служанок Хюррем. Во время похода французские послы предлагают Сулейману союз против Австрии. Лалезар-хатун нелестно высказывается в адрес Хюррем, и султанша обещает отрезать ей язык. Ночью Лалезар действительно отрезают язык и в произошедшем обвиняют Хюррем. Мустафа получает ранение во время битвы и просит ничего не рассказывать отцу. По приказу Валиде Фатьма-хатун крадёт деньги у наложниц и подкладывает их любимице Мустафы Элиф. Когда за Элиф приходит стража, чтобы выгнать её из дворца, девушка сжигает себя заживо. Фатьма подталкивает наложниц к бунту. Валиде приказывает нейтрализовать всех слуг Хюррем. О планах Валиде слышит Айбиге и рассказывает обо всём Дайе. Та вместе со стражей спешит на помощь Хюррем, но приходит слишком поздно: наложницы врываются в покои Хюррем и обжигают ей лицо. |    |            |                      |              |                              |                          |
| 48 | 24 | «Серия 48» | Ягмур и Дурул Тайлан | Мерал Окай   | 16,33                        | 22 февраля 2012          |
| После покушения Хюррем пишет письмо Сулейману, в котором рассказывает о произошедшем. Её письмо перехватывает Ибрагим. Хюррем возвращается в Топкапы из дворца Хатидже. Она показывает Валиде своё лицо и говорит ей, что Дайе отправила второе письмо повелителю. Валиде отстраняет Дайе от должности хазнедар и на её место назначает Гюльшах. Хюррем гневается на Нору и прогоняет её. Сулейман возвращается во дворец и требует у Валиде объяснения, но Валиде утверждает, что Хюррем виновата сама. Ибрагим устраивает в своём дворце ужин и приглашает Валиде, султана и Хюррем, но восстановить мир не удаётся. Нора привлекает к себе внимание Мустафы, и наследник зовёт девушку на хальвет. Ибрагим, оставив жену в одиночестве, проводит ночь с Нигяр. Айбиге одолевает ревность к Эленике. Малкочоглу говорит Матракчи, что влюбился. Все обитатели гарема возмущены поведением Гюльшах: она принимает жестокие меры по отношению к ним. Гюльшах толкает Нигяр, и в ответ Дайе даёт пощёчину Гюльшах, та всё рассказывает Валиде. Валиде выгоняет Дайе из гарема, однако Хюррем приказывает Дайе остаться. Махидевран в разговоре с Хюррем пытается ударить её, но её попытку останавливает Сулейман и приказывает извиниться перед Хюррем. Махидевран жалуется Мустафе, и наследник идёт к отцу разбираться. |    |            |                      |              |                              |                          |
| 49 | 25 | «Серия 49» | Ягмур и Дурул Тайлан | Мерал Окай   | 12,94                        | 29 февраля 2012          |
| Сулейман разгневан на Мустафу. После разговора с ним султан признаётся Ибрагиму, что мог забыть, что перед ним сын. Мустафа влюбляется в Нору и проводит с ней ночь. По совету Хюррем Нора просит Мустафу обратить её в ислам. Мустафа даёт ей новое имя — Эфсун. Махидевран обеспокоена увлечением сына. Она рассказывает Эфсун о правилах гарема и о том, что Мустафа не может иметь детей до своего отбытия в санджак. Эфсун обо всём докладывает Хюррем. Матракчи признаётся жене, что не может жить так дальше. Он находит на своей двери рога, а значит о том, что Нигяр ему изменяет, в городе начинают ходить слухи. Нигяр просит у него прощения, но признаётся, что не может порвать с Ибрагимом из-за своей любви. Сулейман даёт разрешение Айбиге на возвращение в Крым и приказывает Бали-бею сопровождать её. Айбиге понимает, что её чувства к Бали-бею взаимны. Несмотря на уговоры матери и Валиде, Мустафа отказывается идти на пятничный намаз. Уговорить его удаётся Ибрагиму. Сулейман возвращает Дайе её прежнюю должность. Валиде возмущена таким решением сына. Нигяр говорит Хатидже, что бесплодна, и поэтому Матракчи хочет развода. По приказу Валиде во дворец возвращаются Фидан и Фатьма. В Топкапы Махидевран принимает на службу Фатьму, а Фидан назначают калфой. От этой новости Хюррем приходит в ярость и требует у Валиде объяснения. Валиде отвечает, что они уже понесли наказание. Махидевран и Валиде решают поженить Мустафу и Айбиге. |    |            |                      |              |                              |                          |
| 50 | 26 | «Серия 50» | Ягмур и Дурул Тайлан | Мерал Окай   | 11,90                        | 7 марта 2012             |
| Валиде объявляет о свадьбе Айбиге и Мустафы. Султан доволен таким решением матери. Прибывшему для реставрации статуй скульптору, Ибрагим заказывает собственный бюст. Хатидже возмущается поведением мужа, но тот говорит ей не вмешиваться. Айбиге говорит Хюррем, что не хочет замуж за Мустафу. Хюррем уговаривает её бороться за свою любовь, предлагает ей бежать с Бали-беем и обещает ей свою помощь. Матракчи и Нигяр официально разводятся. В гареме все сочувствуют Нигяр и пытаются ей помочь. Махидевран высылает Эфсун в старый дворец и отправляет на хальвет к сыну Фатьму, но Мустафа недоволен таким положением дел и приказывает вернуть Эфсун. По приказу Хюррем Фатьме обжигают лицо. Узнав о том, что Малкочоглу вновь отправился в кабак к Эленике, Айбиге даёт Валиде согласие на брак с Мустафой. Дайе идёт навестить Нигяр и там понимает, что у Нигяр есть любовник. Дайе высказывает Нигяр свои опасения, в это время их слышит Хюррем. Хюррем рассказывает мужу о делах Ибрагима. Дайе узнаёт в мужчине, пришедшем к Нигяр, Ибрагима. |    |            |                      |              |                              |                          |
| 51 | 27 | «Серия 51» | Ягмур и Дурул Тайлан | Мерал Окай   | 13,62                        | 14 марта 2012            |
| Сулейман понимает, что власть сильно изменила Ибрагима, но тот напоминает другу, что ничего не просил. Чтобы выйти из неловкого положения, Дайе говорит Хюррем, что Нигяр из-за развода пыталась наложить на себя руки. Ибрагим уходит из дома. Хюррем рассказывает Айбиге, что Малкочоглу уже давно не был у Эленики. Айбиге понимает, что совершила ошибку. Айбиге идёт к Бали-бею, чтобы объясниться, но тот уверяет её, что не испытывает к ней никаких чувств. Сулейман отсылает отрубленную голову бюста во дворец Ибрагима. Наутро у обнаружившей голову Хатидже случается истерика: она уверена, что брат казнил её мужа. Хатидже отправляется в Топкапы и закатывает там скандал. Нигяр, услышав о казни Ибрагима, теряет сознание. Вскоре выясняется, что Ибрагим уехал охотничий домик. В Стамбуле появляется Эфенди Хазретлери, который мечтает свергнуть Ибрагима. Ибрагим жалуется брату на отношение к нему султанской семьи и Хатидже в частности. Михримах случайно ломает корону матери и обвиняет в этом служанку. Ибрагим говорит Нико, что любит другую и мечтает вернуться с ней в Паргу. Сулейман грозится казнить Ибрагима, если он не появится на помолвке Мустафы. Мустафа по просьбе Хатидже уговаривает великого визиря вернуться. В столицу прибывает отец Айбиге — Сахиб Гирей-хан. Мустафа и Эфсун понимают, что они любят друг друга. Матракчи догадывается, что Бали-бей любит Айбиге, и их чувства взаимны. Хюррем решает воспользоваться ситуацией. Ибрагим появляется во дворце, и его тут же ловит стража. |    |            |                      |              |                              |                          |
| 52 | 28 | «Серия 52» | Ягмур и Дурул Тайлан | Мерал Окай   | 12,73                        | 21 марта 2012            |
| Ибрагима бросают в темницу. Хюррем сообщает Хатидже о произошедшем. Сулейман обвиняет Ибрагима, но всё же решает сохранить ему жизнь и должность. Дайе, чтобы защитить Нигяр, советует ей остаться жить во дворце. У Бали-бея появляется ещё одна поклонница — Михримах, которая считает Айбиге соперницей в борьбе за сердце Малкочоглу. Михримах говорит при всех, что Айбиге влюблена в Бали-бея, но её слова никто не воспринимает всерьёз. Вернувшись на службу, Ибрагим отменяет приказ Айяса-паши о дотациях суфийскому движению текке, которое поддерживает Эфенди Хазретлери. От Фатьмы, подслушавшей разговор Гюля-аги и Эфсун, Махидевран узнаёт, что Эфсун всё ещё служит Хюррем. Она избивает Эфсун и набрасывается на Хюррем с обвинениями, но ей не удаётся убедить сына в том, что его любимица предала его. Хатидже начинает подозревать, что у мужа есть любовница. Люди из текке поднимают бунт у дворца Ибрагима с требованием вернуть им дотации. Новости о конфликте между матерями наследников доходят до повелителя. Сулейман требует, чтобы Хюррем извинилась перед Мустафой. |    |            |                      |              |                              |                          |
| 53 | 29 | «Серия 53» | Ягмур и Дурул Тайлан | Мерал Окай   | 15,46                        | 28 марта 2012            |
| Хюррем вынуждена извиниться перед Мустафой. Она возмущена и спрашивает у мужа, за кого он её принимает, чтобы она извинялась перед шехзаде. Махидевран отдаёт приказ Фатьме и Гюльшах убить Эфсун, и фаворитке Мустафы ничего не остаётся, как пообещать Махидевран шпионить за Хюррем и рассказывать о её секретах. Эфенди Хазретлери приказывает текке настраивать народ против Ибрагима. Эфсун предупреждает Хюррем об угрозах Махидевран. Хюррем обещает найти выход и находит его: она отдаёт ей приказ донести Махидевран о планах Хюррем относительно Айбиге и Бали-бея. Дайе хочет выдать Нигяр замуж и поручает Сюмбюлю найти для неё жениха. Нигяр обращается к Ибрагиму, но он советует ей самой найти выход. Махидевран принимает рассказ Эфсун за чистую монету. Хатидже пытается восстановить отношения с супругом, однако Ибрагим не желает с ней мириться. Махидевран рассказывает всему гарему, что Хюррем извинялась перед Мустафой. Во время прогулки с Айбиге Хюррем говорит Мустафе, чтобы он не был пешкой в руках матери. Возобновлённая дружба между Валиде и Дайе начинает выводить Гюльшах из себя. Махидевран запрещает Айбиге общаться с Хюррем и Бали-беем. Хюррем советует Махидевран лучше поберечь Мустафу от самой себя. Хюррем даёт Эфсун пузырёк с ядом, чтобы отравить Мустафу. Матракчи делает Ибрагиму замечание, великий визирь прогоняет друга. Матракчи принимают в свои ряды дервиши. Сулейман в знак примирения преподносит Хюррем украшение, однако, Хюррем отвергает подарок. В ответ султан дарит это украшение Махидевран. Нигяр, притворившись больной, с помощью Гюля-аги заставляет нового жениха отказаться от неё. Пока Мустафа и Эфсун разговаривают за ужином, она тайком подливает в его суп яд. Джихангир заболевает. Лекарь говорит, что у малыша проблемы с позвоночником и у него будет горб. |    |            |                      |              |                              |                          |
| 54 | 30 | «Серия 54» | Ягмур и Дурул Тайлан | Мерал Окай   | 13,40                        | 4 апреля 2012            |
| Мустафа успевает съесть ложку отравленного супа, когда Эфсун переворачивает стол. У Мустафы начинается жар, и Эфсун поднимает весь гарем на ноги. Лекари спасают шехзаде. Главный лекарь говорит султану, что чтобы снять Джихангиру боли, придётся сделать опасную процедуру по растягиванию позвоночника, во время которой малыш может умереть. Гадалка говорит Хюррем, что Джихангир своей болезнью расплачивается за чужие грехи. Султан отпускает Айбиге погостить в Крым. Хюррем советует Айбиге бежать с Бали-беем, а Мустафа говорит Малкочоглу, что собирается расторгнуть помолвку. Нигяр уходит домой для встречи с Ибрагимом. Он остаётся у неё на ночь, и их с Нигяр любовь становится всё сильнее. Выясняется, что Матракчи специально внедрили в текке дервишей, чтобы Ибрагим мог знать о каждом шаге Эфенди Хазретлери, однако, тот не спешит раскрываться. Опасная процедура проходит успешно. В это время султана поддерживают Ибрагим и Мустафа. Эфсун признаётся Хюррем, что любит Мустафу и не сможет его убить. Хюррем распускает по дворцу слухи о побеге Айбиге и Бали-бея. Хатидже упрекает мужа в том, что он не ночевал дома. Ибрагим предлагает ей всей семьёй съездить в Бейкоз. Мустафа от Сюмбюля узнаёт о беременности Эфсун. Во время плавания на корабле Айбиге и Бали-бей признаются друг другу в своих чувствах. Махидевран рассказывает Сулейману о побеге Айбиге и Бали-бея. Султан отдаёт приказ вернуть корабль в Стамбул. На карету Ибрагима нападают разбойники. На утро Джихангир перестаёт дышать. От пережитых волнений Сулейман теряет сознание. |    |            |                      |              |                              |                          |
| 55 | 31 | «Серия 55» | Ягмур и Дурул Тайлан | Мерал Окай   | 14,25                        | 11 апреля 2012           |
| Джихангира приводят в чувство. Лекарь говорит, что Сулейман находится между жизнью и смертью. По дороге в Бейкоз на карету Ибрагима нападают разбойники и угрожают жизни Хатидже. Ибрагим спасает жену. Сулейман видит в своих видениях отца. Махидевран вспоминает молодого Сулеймана и рождение Мустафы. Узнав о болезни повелителя, Хюррем надевает траур. Жизнь без Сулеймана кажется ей бессмысленной. Во время путешествия в Крым Айбиге хочет отдаться Бали-бею. Ибрагим спасает разоблачённого Матракчи. Махидевран готовится к смерти Сулеймана, желая возвести Мустафу на престол. Хюррем просит Гюля-агу принести ей яд. Валиде слышит о планах Махидевран. Во дворец возвращают Айбиге и Бали-бея. По приказу Валиде детей Хюррем отправляют во дворец Хатидже и Ибрагима. Айбиге и Бали-бей пытаются доказать свою невиновность, однако Махидевран избивает Айбиге и говорит Мустафе, что правду об Айбиге рассказала Эфсун. Мустафа разочарован: его любимая наложница тоже принимает участие в интригах. Махидевран говорит Хюррем у постели Сулеймана, что скоро она увидит смерть своих детей. Хюррем клянётся, что Сулейман будет жить. Неожиданно, весь гарем становится на сторону Хюррем. Сулейман приходит в себя. |    |            |                      |              |                              |                          |
| 56 | 32 | «Серия 56» | Ягмур и Дурул Тайлан | Мерал Окай   | 15,14                        | 18 апреля 2012           |
| Отношение Сулеймана к Махидевран изменилось. Она обвиняет в этом Хюррем, однако Валиде ставит Махидевран на место. Бали-бей говорит повелителю, что виновен только в любви к Айбиге. Гюльшах рассказывает Айбиге о том, что Эфсун доложила о её побеге по наущению Хюррем. Айбиге требует у подруги объяснения, однако Хюррем говорит ей, что всё идёт по плану. Сулейман отдаёт Малкочоглу в руки сына. Махидевран советует Мустафе казнить Бали-бея, но он решает помиловать его. Бали-бей возвращается на родину, помолвка Айбиге и Мустафы расторгнута, а сама Айбиге уезжает в Крым. Валиде вновь объявляет Дайе своей личной служанкой. Недовольная таким положением дел, Гюльшах крадёт у Дайе документы на поместье, отписанное Хюррем хазнедар, и предоставляет его Валиде как компромат на Дайе, но Нигяр подменивает документы. Хюррем говорит Сулейману, что пока он был без сознания, она думала о своей смерти. Сулейман забирает у супруги яд. Нигяр говорит Ибрагиму, что у них не может быть собственной семьи. Ибрагим просит Нигяр родить ему девочку. Хатидже устанавливает слежку за мужем, однако Идрис-ага видит Ибрагима только в трактире за беседами с Матракчи и Эленикой. После угроз Хатидже Ибрагим решает расстаться с Нигяр. Махидевран узнаёт о беременности Эфсун, она настаивает на аборте, но Мустафа просит мать этого не делать. Он хочет отослать Эфсун в Манису до прибытия Мустафы, но Хюррем всё рассказывает Валиде, и Эфсун делают аборт. Мустафа узнаёт об этом слишком поздно: у Эфсун сильное кровотечение. Она рассказывает Мустафе о планах Хюррем и умирает на руках шехзаде. |    |            |                      |              |                              |                          |
| 57 | 33 | «Серия 57» | Ягмур и Дурул Тайлан | Йылмаз Шахин | 14,18                        | 25 апреля 2012           |
| Махидевран и Мустафа рассказывают обо всём повелителю, но султан не верит им. Сулейман решает проверить любимую: он предлагает Хюррем выпить яд, чтобы доказать свою любовь. Хюррем выпивает всё до дна. Вскоре Хюррем просыпается, и Сулейман рассказывает, что в пузырьке было снотворное. Ибрагим объясняет Мустафе, что Хюррем непобедима, и он напрасно всё рассказал отцу. Гюльфем рассказывает Валиде о подозрениях Хатидже. За халатность Дайе лишает работы в гареме акушерку Арифе, которая делала аборт Эфсун. Валиде приказывает привести к ней Идриса-агу, нанятого Хатидже для того, чтобы следить за её мужем. Гюльшах подталкивает Арифе на убийство Дайе. Ибрагим устанавливает у себя во дворце трон для встреч с австрийскими послами. Дайе уговаривает Нигяр бросить Ибрагима, пока обо всём не узнала Валиде. Арифе по велению Гюльшах ночью прокрадывается в хаммам, чтобы убить Дайе. Дайе узнаёт о беременности Нигяр. Их разговор подслушивает Арифе и начинает шантажировать Дайе, однако Дайе отталкивает от себя Арифе, и акушерка, ударившись головой, умирает. Валиде решает отправить Дайе на пенсию. Вечером на карету Дайе нападают разбойники. Бывшую хазнедар грабят и избивают. Хюррем хочет, чтобы на месте Дайе был свой человек. Махидевран предлагает на эту должность Гюльшах, однако Валиде назначает Нигяр. Махидевран и Мустафа решают ударить Хюррем по самому больному месту — её детям. Мустафа забирает детей Хюррем на охоту. Ибрагим понимает, что любит Хатидже, и расстаётся с Нигяр. Идрис-ага сообщает Валиде, что любовницей Ибрагима является Нигяр. |    |            |                      |              |                              |                          |
| 58 | 34 | «Серия 58» | Ягмур и Дурул Тайлан | Йылмаз Шахин | 14,17                        | 2 мая 2012               |
| Валиде узнаёт, что Нигяр беременна от Ибрагима. Хюррем боится, что Мустафа в любой момент разлучит её с детьми. Она спешит в охотничий домик, однако Мустафа не тронул их даже пальцем. Мустафа говорит Хюррем, что этот случай послужит для неё уроком. Выясняется, что ограбление Дайе было организовано Гюльшах. Фатьма рассказывает об этом Махидевран, и, несмотря на мольбы Гюльшах, Махидевран выгоняет верную служанку. Хатидже рассказывает Валиде о наступившей гармонии в их с Ибрагимом браке. Валиде решается рассказать обо всём сыну, но не успевает: у неё случается инсульт, надолго приковавший её к постели. Нигяр отпускают домой. Дайе советует ей уехать из Стамбула, однако Ибрагим приказывает Нигяр остаться на должности хазнедар, так как он уверен — Валиде вскоре умрёт. Хюррем узнаёт, что у Ибрагима есть тайна, которая может его уничтожить. Ибрагим, чтобы замести следы, приказывает убить Идриса-агу. В Стамбул прибывает главный казначей — Искендер Челеби. У него с Ибрагимом начинаются разногласия. Хюррем, узнав об этом, переманивает Искендера на свою сторону. Махидевран понимает — на время болезни Валиде обязанности управления гаремом перейдут к ней. Сулейман в печали — Валиде не приходит в себя. Он вспоминает все те события, когда Валиде защищала его жизнь. Дайе хочет увидеть Валиде, однако Махидевран прогоняет её. Сулейман решает вернуть бывшую хазнедар. Избитая Дайе стучит в дом рыдающей Нигяр. Валиде открывает глаза. |    |            |                      |              |                              |                          |
| 59 | 35 | «Серия 59» | Ягмур и Дурул Тайлан | Йылмаз Шахин | 13,57                        | 9 мая 2012               |
| Валиде парализована. Сулейман передаёт управление гаремом на время болезни валиде Махидевран. Искендер передает повелителю протокол переговоров Ибрагима с австрийскими послами, в котором великий визирь ставит себя на одну ступеньку с Сулейманом. Хюррем понимает, что Искендер на её стороне. Она даёт ему задание — убедить султана как можно скорее отправить Махидевран и Мустафу в Манису. Мустафа предупреждает мать держаться от Хюррем подальше, но жажда мести ослепляет Махидевран. Она отправляет всех верных служанок Хюррем в старый дворец, а Гюля-агу требует казнить, однако в дело вмешивается Хатидже. Она ставит зазнавшуюся Махидевран на место и возвращает Хюррем всех служанок и Гюля-агу. Махидевран требует, чтобы Гюль-ага и Нигяр поклялись ей в верности. Гюль-ага становится на сторону Хюррем, а Нигяр — на сторону Махидевран. Чтобы сделать карьеру в гареме, Фатьма подставляет и избивает Гюльшах, для того, чтобы отдалить её от Махидевран. Она предпринимает попытки соблазнить Мустафу. Гюльшах понимает, что Махидевран в ней больше не нуждается, и просит Хюррем взять её к себе. Хюррем прогоняет её, не понимая, чем может быть полезна бывшая служанка соперницы. По приказу Хюррем Гюль-ага рассказывает Махидевран о сотрудничестве Хюррем с одним из приближённых султана. Махидевран из-за неумелого управления гаремом растратила весь годовой бюджет. Нигяр признаётся Ибрагиму, что ждёт от него ребёнка. Их разговор подслушивает Гюльшах. |    |            |                      |              |                              |                          |
| 60 | 36 | «Серия 60» | Ягмур и Дурул Тайлан | Йылмаз Шахин | 15,40                        | 16 мая 2012              |
| Ибрагим и Нигяр догадываются, что во время разговора их подслушали. Хюррем узнаёт, что Мустафа поедет в Манису один, а его мать останется управлять гаремом, пока Валиде не поправится. Она понимает, что к такому решению султана мог подтолкнуть только Ибрагим. Хюррем приказывает Искендеру найти Эфенди Хазретлери и объединить их усилия против Ибрагима. Фатьма всеми силами пытается завоевать сердце Мустафы, однако Махидевран отправляет на хальвет к шехзаде другую. Фатьма сталкивает соперницу с лестницы, та попадает в лазарет. Однако Мустафа не принимает их обоих — он не может забыть умершую Эфсун. Нигяр находит того, кто подслушивал их с Ибрагимом разговор. Гюльшах отправляют в старый дворец, однако и там она доносит вести Хюррем. Нигяр обо всём рассказывает Ибрагиму. Искендер указывает Ибрагиму на его место. Ибрагим избивает его и снимает с поста. По приказу Ибрагима Гюльшах избивают и выбрасывают в ров. Сулейман приказывает Ибрагиму помириться с Искендером. С помощью Гюля-аги Хюррем удаётся устроить покушение на Валиде и свалить вину на Махидевран. Хатидже приказывает ей уйти из дворца, однако Нигяр рассказывает правду. По приказу Махидевран Гюль-ага был изгнан из дворца. Ибрагим говорит Махидевран, что и Нигяр должна покинуть дворец. Хюррем получает приглашение на встречу с неизвестной, которой оказывается избитая Гюльшах. |    |            |                      |              |                              |                          |
| 61 | 37 | «Серия 61» | Ягмур и Дурул Тайлан | Йылмаз Шахин | 15,20                        | 23 мая 2012              |
| Чудом выжившая Гюльшах рассказывает Хюррем о Нигяр и Ибрагиме. Она просит Хюррем помочь и взять её в услужение. Хюррем соглашается, но Гюльшах опасно возвращаться в гарем, пока всё не решилось. Сюмбюль и Шекер видят Нигяр на рынке. Она врёт им, что у неё есть беременная соседка, и Нигяр надо купить кроватку для будущего малыша. Сюмбюль всё рассказывает Хюррем. Махидевран решает отомстить Хюррем и посылает на хальвет к повелителю русскую рабыню, однако султан прогоняет её. Несмотря на протесты Ибрагима, Сулейман назначает ему в помощники Искендера. Валиде становится лучше. Фатьма добивается своего — она проводит ночь с Мустафой. Шехзаде обещает ей, что возьмёт её с собой в Манису. Сулейман рассказывает Яхье Эфенди о сне, в котором султан видел Валиде. Оба понимают, что Валиде вскоре умрёт. Махидевран велит Фатьме остаться во дворце. Сулейман назначает на должность хазнедар гарема Гюльфем. Она сразу берётся за дело и обвиняет Махидевран в растрате средств гарема. Махидевран просит помощи у Искендера, тот отказывает, но предлагает выход — взять в долг у еврейки, и Махидевран соглашается. Эфенди Хазретлери отдаёт приказ поэту Фигани настроить народ против Ибрагима, но великий визирь сажает поэта в темницу. По приказу Хюррем Нигяр похищают. После рассказа Хюррем о Нигяр и Ибрагиме Валиде становится хуже, и она умирает. |    |            |                      |              |                              |                          |
| 62 | 38 | «Серия 62» | Ягмур и Дурул Тайлан | Йылмаз Шахин | 15,93                        | 30 мая 2012              |
| Гарем в глубокой печали. Сулейман назначает Махидевран управляющей гаремом. Дайе винит себя в смерти Валиде. Она понимает, что, скрыв проделки Нигяр, довела Валиде до инсульта, отдаёт всё своё имущество в её фонд и устраивается служанкой в богатый дом Стамбула. Нигяр делает попытку сбежать от Гюльшах, но её ловят, и вместе с Гюльшах отправляют в дом Нигяр. Ибрагим обеспокоен пропажей Нигяр и приказывает обыскать её дом, однако Гюльшах прячет Нигяр в подвале. От Сюмбюля Хюррем узнаёт о положении Дайе. Она приказывает ему привести к ней бывшую хазнедар, однако Дайе уверяет Сюмбюля, что собирается уехать на родину. Хюррем искренне понимает её боль и пытается помочь. Дайе решает покончить с собой. Пока Сулейман пытается помириться с Бейхан, Хюррем подбрасывает Хатидже записку, где рассказывает об измене Ибрагима и указывает дом, в котором живёт его любовница. Махидевран занимает всё больше денег у ростовщицы. Хатидже рассказывает о записке Бейхан и Гюльфем и направляется к дому любовницы её мужа. Нигяр оглушает Гюльшах и выбегает во двор, где лицом к лицу сталкивается с Хатидже. |    |            |                      |              |                              |                          |
| 63 | 39 | «Серия 63» | Ягмур и Дурул Тайлан | Йылмаз Шахин | 15,06                        | 6 июня 2012              |
| Хатидже, увидев беременную Нигяр, требует у неё объяснения, кто отец её будущего ребёнка, на что Нигяр клянётся, что это Матракчи Насух Эфенди. Матракчи решает не выдавать её и подтверждает эту версию, однако Хатидже не верит им и тайно прячет Нигяр в своём дворце. Сулейман слышит, как Мустафа говорит младшим братьям, что когда-нибудь он взойдет на престол. Это заставляет Сулеймана прийти к выводу, что он стал на шаг ближе к пролитию крови старшего сына. Гюльфем в открытую выступает против Махидевран, а Хюррем советует сопернице пойти к султану и попросить лишить её статуса управления гаремом. Махидевран просит помощи у Ибрагима. Он обещает разобраться в ситуации, однако Искендер подбивает Ракель-хатун пожаловаться Гюльфем. Ибрагим узнаёт, что убил не того. Настоящим Эфенди Хазретлери оказывается Искендер Челеби. Гюльфем пытается поговорить с Махидевран о её долгах, но та прогоняет её. Гюльфем грозится рассказать обо всём султану. Ибрагим признаётся Хатидже о своей измене с Нигяр. Она принимает решение развестись с Ибрагимом, а Нигяр после родов казнить. Гюльшах возвращается в гарем в качестве служанки Хюррем. На Гюльфем совершено нападение, в котором все винят Махидевран. Сулейман узнаёт о большом денежном долге Махидевран и нападении на Гюльфем. Султан говорит ей, что она не справилась, и отбирает власть над гаремом. Сулейман вызывает к себе Хюррем и говорит, что отныне управлять гаремом будет она. |    |            |                      |              |                              |                          |

### Сезон 3 (2012—2013)
| № | #  | Название    | Режиссёр             | Сценарист    | Зрители Турции (в миллионах) | Оригинальная дата показа |
| --- | -- | ----------- | -------------------- | ------------ | ---------------------------- | ------------------------ |
| 64 | 1  | «Серия 64»  | Ягмур и Дурул Тайлан | Йылмаз Шахин | 10,82                        | 12 сентября 2012         |
| Люди Барбароссы спасают девушку, единственную выжившую после кораблекрушения. Вместе с остальными рабами Барбаросса отправляет её в Стамбул. Хюррем празднует победу, однако в гареме неспокойно. Униженная изменой Ибрагима, Хатидже вымещает свою злость на Хюррем. Махидевран рассказывает Гюльфем о том, кто на самом деле совершил на неё покушение. Махидевран, Хатидже и Гюльфем объединяются против Хюррем. Хатидже рассказывает брату о своём решении развестись с Ибрагимом. Сулейман просит её самой подумать об участи мужа. Ибрагим покидает столицу. В Манисе Мустафа чувствует себя полноправным правителем. Хюррем собирается переехать в покои валиде, однако Хатидже делает всё, чтобы помешать этому. Она вынуждает Гюльфем пожаловаться на Хюррем султану и отказаться от должности хазнедар. Махидевран, Хатидже и Гюльфем решают найти Сулейману наложницу, от которой он потеряет голову и, тем самым, уничтожит Хюррем. Один из евнухов пытается спасти Нигяр из темницы, но по пути она попадается Хатидже. Искендер подсылает Хюррем Рустема-агу. Девушка, найденная Барбароссой, не попадает в гарем, и её отправляют на невольничий рынок. С помощью Михримах Хюррем переезжает в покои валиде. Хатидже обещает Хюррем, что у повелителя будет другая девушка. В ответ Хюррем отвечает, что не мешало бы устроить гарем Ибрагиму. Хатидже, теряя над собой контроль, даёт Хюррем пощёчину. |    |             |                      |              |                              |                          |
| 65 | 2  | «Серия 65»  | Ягмур и Дурул Тайлан | Йылмаз Шахин | 10,58                        | 19 сентября 2012         |
| Хатидже сообщает Хюррем, что решила не разводиться с Ибрагимом. Сулейман против того, чтобы Хюррем жила в покоях Валиде. Хюррем берёт к себе в гарем трёх девушек — Клару, Настю и Фирузе, найденную Барбароссой. Михримах очень хочет свои покои, её слезы смягчают сердце отца, и Сулейман разрешает Хюррем переехать в покои Валиде. Во время купаний в хаммаме, одна из девушек замечает на шее Фирузе странное тату, но никто даже и не подозревает, что Фирузе не просто рабыня, а представительница персидской династии Сефевидов — соперников Османской империи. Мустафа знакомится с одной деревенской девушкой по имени Элена. Сулейман решает назначить регентом султана на время похода Мустафу. Хатидже жалуется на Хюррем брату. Сулейман просит Хатидже не унывать. Ибрагим в походе знакомится с поэтом Ташлыджалы. После разговора с братом, Хатидже становится плохо, однако Фирузе спасает её. Во дворец в качестве новой хазнедар приезжает кормилица Сулеймана Афифе-хатун со своим слугой Киразом-агой. Она сразу же принимает свои методы обращения с девушками и наказывает Гюльшах и Фатьму ударами фалокой. Хюррем собирается наладить отношения с Афифе, однако, Хатидже настраивает Афифе против неё. Хатидже просит Афифе выбрать девушек на вечер к Повелителю, и предлагает взять Фирузе. Ташлыджалы по приказу Искендера совершает покушение на Ибрагима, но стрела попадает в одного из воинов. Акушерка, нанятая Ибрагимом, и Перчем-ага, помощник Хюррем, пытаются вывести Нигяр из дворца Хатидже, но в последний момент у Нигяр начинаются роды. Сюмбюль докладывает Хюррем о планах Хатидже и Афифе. |    |             |                      |              |                              |                          |
| 66 | 3  | «Серия 66»  | Ягмур и Дурул Тайлан | Йылмаз Шахин | 10,34                        | 26 сентября 2012         |
| Фирузе интересуется, женщиной, спасшей её. Афифе рассказывает ей, что это — Хасеки Хюррем Султан, законная жена Сулеймана и мать его пятерых детей. Гюльфем сообщает Хатидже и Махидевран о родах Нигяр. Хюррем врывается к Афифе с объяснениями и предупреждает её, что она против развлечений султана. Хатидже даёт указания акушерке. Во время родов Нигяр теряет сознание. Искендер сообщает Сулейману о планах Ибрагима. Главный казначей пытаться нарушить его планы, однако попытка убийства вновь проваливается. Гюльфем говорит Нигяр, что её дочь родилась мёртвой. Мустафа очарован Эленой и назначает ей свидание, скрывая своё настоящее имя. Нигяр пытается покончить с собой, но ничего не выходит. Она умоляет Хатидже убить её. Имена девушек, выбранных для султана, держатся в тайне. По приказу Хатидже Нигяр готовят к казни. Хатидже боится, что Хюррем может воспрепятствовать празднику в покоях Сулеймана. Фирузе танцует перед Сулейманом, и в первый раз за много лет фиолетовый платок султана достаётся не Хюррем. Перчем-ага докладывает Хюррем о смерти ребёнка Нигяр, однако она не верит этому. Их разговор подслушивает Рустем. Ибрагим понимает, что если выживет, то вернётся к Нигяр. Хюррем говорит мужу, что если он позовёт к себе наложницу, получившую платок, то её солнце никогда не взойдёт. Несмотря на слова супруги, Сулейман вызывает к себе Фирузе. Хюррем приказывает привести соперницу в прачечную. |    |             |                      |              |                              |                          |
| 67 | 4  | «Серия 67»  | Ягмур и Дурул Тайлан | Йылмаз Шахин | 10,41                        | 3 октября 2012           |
| Гюльшах делает ещё одну ошибку: она приводит к Хюррем не ту девушку. Тем временем, сам Сулейман проводит ночь с Фирузе. Гюльшах не знает, что Хатидже привела Настю, чтобы сбить Хюррем с толку. Афифе возмущена планом Махидевран и Хатидже. Фирузе просит Афифе защитить Настю. Она хочет рассказать правду Хюррем. У Джихангира снова начинаются боли. Лекари не могут помочь маленькому шехзаде, однако это удаётся сделать Фирузе. Попавшись на уловку Искендера, Ибрагим идёт в поход на Тебриз, и неожиданно завоёвывает его. Он подписывает все приказы, как сераскир-султан Ибрагим. Перед отъездом Рустем привозит к Хюррем живую Нигяр и рассказывает, что убил палачей Хатидже. Михримах привязывается к Фирузе. Сулейман проводит много ночи с Фирузе, однако, на вопрос Хюррем, любит ли он наложницу, он отвечает нет. В Стамбул приезжает Мустафа, который на время похода станет регентом султаната. Сюмбюль добавляет в еду девушек снотворное и на ночью вместе с Гюльшах вешает Настю. На утро девушки приходят в ужас. Хатидже угрожает Хюррем, но Хюррем говорит, чтобы Хатидже не путала её с Нигяр, ведь Хюррем может за себя постоять. Махидевран говорит Хюррем, что скоро она будет сгорать в огне ревности, на что Хюррем отвечает, что её не сожжёт ни один огонь, ведь она сама — огонь. Хюррем интересуется, на что надеется Хатидже в отношениях с Ибрагимом, ведь Хатидже отобрала у мужа и Нигяр, и их общего ребёнка. Хатидже, получившая любовное письмо от Ибрагима, отвечает, что любовница её мужа уже получила наказание. На утро Хатидже среди служанок Хюррем видит живую Нигяр. |    |             |                      |              |                              |                          |
| 68 | 5  | «Серия 68»  | Ягмур и Дурул Тайлан | Йылмаз Шахин | 10,14                        | 10 октября 2012          |
| Хатидже ошеломлена появлением Нигяр. Махидевран и Гюльфем пытаются вступиться за Хатидже, но сестра султана отсылает всех прочь, остаётся один на один с Хюррем и вновь начинает угрожать ей. Хатидже требует выслать Нигяр и пытается ударить султаншу, но Хюррем быстро ловит её руку. Ибрагим, чтобы лишить Искендера поддержки, казнит всех его сторонников, обвиняя их в разграблении государственной казны. Сюмбюль готов помочь Нигяр бежать и предупреждает Хюррем, что Нигяр жаждет мести и ей доверять нельзя. Суд приговаривает Искендера к смерти. Казначей просит Рустема продолжить его дело. Сулейман говорит Ибрагиму, что решает помиловать его из-за Хатидже и упрекает его в связи с Нигяр, однако великий визирь уверяет султана, что Нигяр - просто увлечение. Хатидже отдаёт приказ Афифе взять Нигяр под арест и жалуется Мустафе. Мустафа приказывает Хюррем избавиться от Нигяр. Хюррем соглашается после публичного суда над Нигяр и Ибрагимом. Искендера казнят. Рустем очень расстроен смертью такого сторонника. Хатидже вынуждена согласиться на присутствие Нигяр в Топкапы. К Хюррем приходит письмо, адресованное Сулейманом Фирузе, и она понимает, что её соперница всё ещё жива. Рустем уничтожает письмо Афифе с компроматом на Хюррем. Хюррем кажется, что она теряет любимого. Гюльшах подслушивает разговор Хатидже и Фирузе и узнаёт истинную наложницу султана. Она успевает сказать об этом Нигяр перед тем, как её сажают в темницу по приказу Хатидже. Сулейман жалеет о казни Искендера. Нигяр начинает вести двойную игру и отдаёт Гюльшах приказ Хюррем убить Хатидже. Проснувшись, Сулейман клянётся Ибрагиму, что через год его будет ждать та же участь, что и Искендера. Гюльшах прокрадывается к постели Хатидже. |    |             |                      |              |                              |                          |
| 69 | 6  | «Серия 69»  | Ягмур и Дурул Тайлан | Йылмаз Шахин | 11,34                        | 17 октября 2012          |
| Гюльшах собирается убить Хатидже. Она нападает на султаншу, но в комнату врывается Нигяр и убивает Гюльшах, тем самым спасая жизнь Хатидже. Махидевран, Хатидже и Гюльфем уверены, что Гюльшах действовала по приказу Хюррем. Махидевран советует не верить Нигяр, но её никто не слушает. Хюррем понимает, что Нигяр ждёт смерти Хатидже и говорит ей, что час мести скоро наступит. Хатидже требует, чтобы Нигяр рассказала истинную причину её поступка. Сулейман и Ибрагим возвращаются из похода. Сулеймана с нетерпением ждут Хюррем и повзрослевшие Мехмед и Михримах. Ибрагим пытается вымолить прощения у Хатидже. Сулейман в первую же ночь зовёт к себе Хюррем, чем расстраивает Фирузе. Михримах в саду знакомится с Ташлыджалы. Ибрагим отказывается говорить с Нигяр и прогоняет её. Хатидже жалуется брату на Хюррем. Рита советует Элене забыть любимого. Михримах встаёт сторону матери. Хюррем настраивает Мехмеда против Мустафы, а Махидевран Мустафу — против Мехмеда. Фаворитка Мустафы Фатьма беременна. Глядя на неё, Нигяр вспоминает свою беременность. Мехмед проходит церемонию вручения меча. Сулейман вызывает к себе Фирузе. Хюррем собирается подобрать девушек для гарема Мехмеда и приказывает Сюмбюлю взять Фирузе. Фирузе признаётся Хюррем, что она - наложница султана. |    |             |                      |              |                              |                          |
| 70 | 7  | «Серия 70»  | Ягмур и Дурул Тайлан | Йылмаз Шахин | 9,58                         | 24 октября 2012          |
| Хюррем, узнав о признании Фирузе, обещает расправиться с ней. Афифе всё рассказывает султану. Он велит хазнедар делать всё, что приписывают правила гарема. Нигяр признаётся Сюмбюлю, что знает, кто такая Фирузе, и именно она посоветовала Хюррем отправить её на хальвет к Мехмеду. Фирузе переселяют на этаж для фавориток. Хюррем идёт к Повелителю, чтобы узнать правду, но Хюррем становится плохо и она теряет сознание в покоях мужа. Махидевран приезжает в Манису. Хатидже говорит Хюррем, что она пропустила любовницу султана. Родители Элены обручили дочь с торговцем Аббасом-агой, обещавшим, взамен простить все долги. Хатидже продолжает грязную игру против Хюррем. Она шантажирует Нигяр, докладывая ей о каждом шаге Хюррем, не зная, что Нигяр ведёт собственную, ещё более изощрённую игру, чем Хатидже. Рустем рассказывает султану о том, что Ибрагим снял с поста всех, кто поддерживает Искендера. В ответ Ибрагим решает отослать конюха в санджак, далёкий от Стамбула. Рустем рассказывает обо всём Хюррем. Она обещает решить проблему, но взамен просит передать подарок одной из наложниц гарема. Во время встречи с Эленой Мустафа спрашивает у неё, любит ли она его, на что Элена даёт ему пощёчину и в слезах убегает, сказав, что она уже обручена. Хюррем спрашивает у мужа, любит ли он Фирузе, но Сулейман молчит. Хюррем понимает, что это правда. С помощью Сюмбюля, Рустема и Нигяр Хюррем собирается подготовить покушение на Фирузе. Мустафа рассказывает Ташлыджалы о своей любви к Элене. Рита советует Элене поговорить с Мустафой. Джихангиру становится плохо и Михримах решает помочь брату, позвав Фирузе, однако, вместо неё заходит Хюррем и велит дочери не идти против воли матери. По приказу Хюррем в еду Сулеймана и Фирузе подмешивают яд. Пока Повелитель решает дела с Сюмбюлем, Фирузе съедает еду и засыпает. В покои султана заходит Рустем и выносит Фирузе на балкон, чтобы сбросить её вниз. |    |             |                      |              |                              |                          |
| 71 | 8  | «Серия 71»  | Ягмур и Дурул Тайлан | Йылмаз Шахин | 11,05                        | 31 октября 2012          |
| В последний момент, когда Рустем решался выбросить Фирузе с балкона, появляется Нигяр и просит его этого не делать. Хюррем возмущена её поступком, однако, Нигяр говорит Хюррем, что есть способ избавиться от Фирузе без кровопролития. Хатидже решается помириться с Ибрагимом, если тот выбросит его прощальное письмо в огонь. У Хатидже сдают нервы: она сама сжигает письмо и просит Ибрагима вернуться. Ибрагим собирается устроить ужин в честь примирения с женой. Мустафа отдаёт долг семьи Элены и приказывает Аббасу-аге больше не приближаться к ним. Отец Элены узнаёт, что её забирают в гарем шехзаде. Хатидже, узнав о поступке Нигяр, разрешает ей самой выбрать себе мужа, но позже лишает её этого предложения. Фирузе подозревает в покушении на неё Хюррем и врывается к ней с угрозами. Нигяр делает повторную попытку примирения с Ибрагимом, напоминая ему о малышке, но он прогоняет любовницу. Вечером Ибрагим спрашивает у жены, как умерла его дочь, и Хатидже приходится обмануть мужа. Её совесть не даёт ей покоя, она делится с Гюльфем своими страхами. Фирузе жалуется султану на то, что Хюррем запрещает ей общаться с детьми и Сулейман обещает ей, что возьмёт её с собой в охотничий домик. Во время ужина, Хатидже интересуется, поедет ли Хюррем вместе с султаном. Михримах отвечает, что Хюррем поедет. Когда она выясняет, что с отцом поедет не Хюррем, а Фирузе, то тоже отказывается ехать. Сулейман ошеломлён смелостью дочери и решает взять только Мехмеда. Воспользовавшись отсутствием мужа, Хюррем решает навсегда избавиться от соперницы. |    |             |                      |              |                              |                          |
| 72 | 9  | «Серия 72»  | Ягмур и Дурул Тайлан | Йылмаз Шахин | 11,07                        | 7 ноября 2012            |
| Узнав, что приглашение во дворец было подложным, Афифе и Хатидже спешат в Топкапы. Они находят связанного Кираза-агу в прачечной. Хатидже врывается к Хюррем, требует у неё объяснений и угрожает расправой, если с Фирузе что-то случится. Фирузе находят в музыкальной комнате. Она говорит, что Хюррем приходила поговорить с ней, однако на самом деле Хюррем и Фирузе заключили пари: если Повелитель выберет Фирузе, то Хюррем добровольно примет яд; если же Повелитель выберет Хюррем, то Фирузе умрёт. В Манисе Элену готовят к ночи с шехзаде. В наследнике Османского трона она узнаёт своего возлюбленного Ибрагима. Сулейман намекает своему окружению, что своим наследником он хочет видеть Мехмеда. Элена узнаёт, что у неё есть соперница - Фатьма. Михримах отправляет тайное послание Ташлыджалы. Хюррем собирается создать благотворительный фонд за счёт личных сбережений. Махидевран воспринимает Элену в штыки. Фирузе собирается лишить Хюррем ночи четверга. Хюррем приходит на встречу с Ибрагимом в мраморный дворец, но застаёт там Нигяр. Михримах просит прощения у отца за своё поведение. Хюррем сообщает Хатидже, что Ибрагим всё ещё изменяет ей. Фирузе празднует победу, однако радость её омрачает сам Повелитель. Хюррем собирается покончить с собой. От смерти её спасает Афифе. Фирузе удивлена тем, что Хюррем всё ещё жива. Ибрагим и Хатидже решают женить Рустема на Нигяр. Хюррем узнаёт, что Хатидже скрывает дочь Ибрагима и Нигяр - Кадер. |    |             |                      |              |                              |                          |
| 73 | 10 | «Серия 73»  | Ягмур и Дурул Тайлан | Йылмаз Шахин | 10,14                        | 14 ноября 2012           |
| Хюррем приказывает привезти дочь Ибрагима и Нигяр во дворец и велит Сюмбюлю приглядывать за ней, однако, она запрещает ему говорить Нигяр, что её дочь жива. В разговоре с Хюррем Нигяр признается, что сама попросила Ибрагима выдать её замуж за Рустема. Сулейман позволяет Фирузе видеться с Джихангиром. Фирузе признаётся султану в своем желании родить ему ребёнка. Мустафа и Элена приезжают в гости к её семье. Ибрагим разыскивает могилу дочери. Фирузе пытается вымолить прощения у Михримах. В разговоре с Ибрагимом Гюльфем признается ему, где находится могила его дочери, однако тела ребёнка там нет. Фатьма говорит Фидан, что желает избавиться от Элены. Ибрагим узнает, что его дочь Кадер жива и находится у Хюррем. Фатьма пытается утопить Элену, однако её попытки прерываются неожиданными схватками. Мустафа и Ташлыджалы на рынке находят странную стриженную девицу - Диану, базарную воровку. Они приводят её в гарем в качестве рабыни. Ибрагим и Хюррем заключают сделку: Ибрагим получит дочь, если избавится от Фирузе. У Фатьмы рождается сын. Мустафа срочно отправляет гонца к султану. У Мехмеда появляется любимая наложница - Клара. Хатидже обманывает Фирузе, что хочет видеть её в своем дворце, чтобы вылечить Хуриджихан. В ночь перед никяхом в комнате Нигяр появляется девочка и просит воды, однако Сюмбюль, не уследивший за Кадер, забирает девочку. Рустем отказывается проводить с Нигяр первую брачную ночь, так как для него брак был нежелателен. Фирузе отправляют на корабль, где её ждет неожиданная встреча с Сюмбюлем-агой. Хюррем отправляет Кадер во дворец Хатидже. |    |             |                      |              |                              |                          |
| 74 | 11 | «Серия 74»  | Ягмур и Дурул Тайлан | Йылмаз Шахин | 10,78                        | 21 ноября 2012           |
| Ибрагим принимает Кадер в семью, но Хатидже против её нахождения во дворце. Михримах решает не упустить шанс встретиться с Ташлыджалы. Клара принимает у Мехмеда ислам и получает новое имя, Нурбахар. Хатидже не желает общения Кадер со своими детьми, и Ибрагим покупает для дочери дом. Фирузе возвращается в гарем и сталкивается с Хюррем, и она поняла, что Ибрагим не сдержал своего слова. Диана конфликтует со стражей, об этом узнаёт Махидевран. Мустафа готовится к встрече с семьёй. Сулейман узнаёт правду о Кадер. Хюррем приказывает Рустему избавиться от Фирузе. Махидевран оставляет Диану в гареме Мустафы. Сулейман с семьёй приезжает в Манису и нарекает сына Мустафы своим именем, чему не рада Хюррем. Михримах и Ташлыджалы продолжают тайно встречаться. Фирузе и Афифе приходят в конюшню. Переодетый Сулейман и Мехмед слышат оскорбления в их адрес. При Сулеймане Аббас обвиняет Мустафу в никяхе с Эленой, чему против. Фатьма угрожает Элене, но за неё вступается Хюррем. Сулейман обвиняет Махидевран в решении Мустафы и решает уехать из Манисы. Нигяр решает сблизиться с мужем, но Рустем не обращает на неё внимания. Рустем, седлая лошадь для Фирузе, подрезает ей уздечку. Матракчи отводит Нигяр в дом Кадер. Рустем, увидев Фирузе без сознания, замечает на её шее странное тату. Человек Аббаса-аги запускает стрелу в Мустафу, однако его прикрывает своим телом Мехмед. |    |             |                      |              |                              |                          |
| 75 | 12 | «Серия 75»  | Ягмур и Дурул Тайлан | Йылмаз Шахин | 10,86                        | 28 ноября 2012           |
| Мехмед оказывается на волосок от смерти. Хюррем подозревает в нападении на сына Мустафу и Махидевран. Ташлыджалы находит лучника, но ему приходится убить его. Нигяр узнаёт, что Ибрагим разрешит ей иногда видеться с дочерью. Рустем привозит Фирузе из леса. Диана продолжает скандалить с девушками: она ударяет Назлы, служанку Хюррем, по лицу. Во время встречи Нигяр с дочерью в дом к Кадер приходят Хатидже и Гюльфем. Фирузе в лазарете приходит в себя. Хатидже выгоняет Нигяр из дома. Нигяр грозится всё рассказать Ибрагиму и пожаловаться кадию. После слёз и молитв Хюррем, Мехмед приходит в себя и рассказывает, что хотел защитить Мустафу. Ибрагим даёт дочери новое имя — Эсманур. Фатьма собирается разлучить Мустафу с Эленой. Махидевран берёт Диану к себе на службу. Сулейман с женой и детьми возвращаются в Стамбул. Мустафа готовится совершить никях с Эленой. Сулейман по просьбе Ибрагима назначает Рустема санджак-беем Теке, однако, отъезд Рустема перестаёт радовать великого визиря. Люди, верные Мустафе, находят пропавшего Аббаса-агу. Рустем показывает Хюррем рисунок тату Фирузе и говорит, что это её путь к избавлению от наложницы. Мустафа собственноручно убивает Аббаса-агу. Хюррем приказывает бросить Фирузе в темницу и ждёт, когда Афифе расскажет обо всём султану. Гонец из Манисы привозит Сулейману голову Аббаса-аги. Сулейман требует у Хюррем объяснения. Хюррем отдаёт приказ привести Фирузе, показывает Сулейману тату и объясняет её значение. |    |             |                      |              |                              |                          |
| 76 | 13 | «Серия 76»  | Ягмур и Дурул Тайлан | Йылмаз Шахин | 10,09                        | 5 декабря 2012           |
| Фирузе вновь бросают в темницу. Ибрагим допрашивает её, но она отказывается разговаривать с кем либо кроме султана. Перед Сулейманом стоит выбор: совершить никах с Фирузе либо выгнать её из дворца. Фатьма пытается убить Елену, но Диана спасает фаворитку. Фирузе уезжает из столицы, но её люди её похищают и она вновь возвращается к себе в государство и обретает прежнюю власть. Михримах продолжает тайные встречи с Ташлыджалы. Мохидевран пишет Ибрагиму письмо и просит его приехать в Бурсу и поговорить с Шехзаде Мустафой. Ибрагим говорит повелителю, что направляется в Эдирне, а сам едет в Бурсу. Он пишет Мохидевран ответное письмо, которое перехватывает Хюррем. Хюррем отдаёт письмо Сулейману.Сулейман считает, что Ибрагим его предал и объединился с Мустафой против него и хочет свергнуть его. Нигяр похищает Эсманур и пытается уехать из столицы |    |             |                      |              |                              |                          |
| 77 | 14 | «Серия 77»  | Ягмур и Дурул Тайлан | Йылмаз Шахин | 11,48                        | 12 декабря 2012          |
| Сулейман читает письмо Ибрагима о его местонахождении. В Бурсе Ибрагим утешает Мустафу, расстроенного из-за последних событий. Матракчи занят поисками Нигяр. Рустем подозревает супругу в большей неверности. Вернувшийся из Бурсы Ибрагим приказывает Айясу прийти к султану. Сулейман расспрашивает Ибрагима о его нахождении в Бурсе. Хюррем продолжает настраивать мужа против Ибрагима и Мустафы. Диана настраивается против Элены. Рустем намерен развестись с Нигяр. В убежище Нигяр и Эсманур не обнаруживают. По совету Ибрагима Мустафа решает вернуть Элену её семье. Хюррем разыскивает тайного любовника дочери. Ибрагим отчитывает Ташлыджалы по поводу письма. Элена уходит из гарема Мустафы. Махидевран рада такому решению сына. Ташлыджалы назначает Михримах тайное свидание, но Хюррем узнаёт тайну дочери и настаивает на расставании. Нигяр и Эсманур выходят на судно, однако их перехватывает Ибрагим и лишает её возможности видеться с дочерью. Хюррем узнаёт новые события. В Манисе наложницы пытаются оказаться в постели Мустафы. В разговоре с Рустемом Хюррем настаивает на временном сохранении брака. Ибрагим подозревает, что Мехмеда втягивают в интриги против Мустафы. Рустем получает от жены золото. Эбуссууд одновременно доволен Зейнеб и расстроен Ахмедом. Хюррем обещает Айясу место великого визиря при одной просьбе: Айяс должен выполнять все её условия. Ибрагим внушает Мехмеду, что он ещё не готов иметь санджак. Махидевран узнаёт о приказе султана. Ибрагим уговаривает Мехмеда откровенно поговорить с отцом. Сулейман теряет сознание. |    |             |                      |              |                              |                          |
| 78 | 15 | «Серия 78»  | Ягмур и Дурул Тайлан | Йылмаз Шахин | 11,18                        | 19 декабря 2012          |
| Хюррем приходит в шок, увидев Сулеймана без сознания. Вспомнив слова Ибрагима, она понимает, что он предал друга. Ибрагим спешит за помощью к Яхье Эфенди. У Мустафы началось плохое предчувствие. Хатидже и Ибрагим решают оповестить о произошедшем Мустафу. Сулейман приходит в себя. Мустафа рассказывает матери о своём плохом сне, связанном с Ибрагимом. Когда все близкие пришли к Сулейману, он приказывает Ибрагиму и Хатидже удалиться. Ибрагим начинает расследование по делу с отравлением. Сюмбюль не даёт деньги Киразу, но его образумила Афифе. Нигяр приходит навестить дочь, но Хатидже выгоняет её. От Фидан Махидевран узнаёт о предательстве пришедшей торговки. Эбуссууд получает жалобу на Ахмеда. Фидан ударяют по голове. Подозрения в этом падают на торговку, но её находят уже мёртвой. Хюррем уверена, что Мехмед не дорос до своего санджака. В Стамбуле все готовятся к пятничному намазу. Ахмед получает взбучку от отца. Сулейман видится с Яхьёй. Матракчи докладывает, что Фирузе попала в руки к персам. Хюррем и Рустем продолжают следить за Ибрагимом. Махидевран подозревает Ташлыджалы в тайных чувствах к Михримах. После разговора с Хюррем на Ибрагима совершается покушение. |    |             |                      |              |                              |                          |
| 79 | 16 | «Серия 79»  | Ягмур и Дурул Тайлан | Йылмаз Шахин | 12,28                        | 26 декабря 2012          |
| Ибрагим попадает в ловушку, устроенную Хюррем, однако ему удается спастись. Вернувшись во дворец, Ибрагим в присутствии Хюррем рассказывает Сулейману о нападении, не сказав при этом, кто именно устроил его. Хатидже, узнав о произошедшем с Ибрагимом, решает отомстить Хюррем и приказывает вызвать в столицу свою сестру Шах с мужем Лютфи-пашой. Тем временем, в Манисе Мустафа и Махидевран продолжают поиски шпиона. Махидевран видит, как Ташлыджалы сжигает письмо от Михримах и обвиняет его в том, что он и есть шпион Хюррем. Ташлыджалы приходится признаться в своих чувствах к Михримах. Гюлизар подбрасывает Диане письмо и ту бросают в темницу по обвинению в предательстве. На допросе Диана говорит Ташлыджалы, что настоящим шпионом является Гюлизар. Мустафа хочет казнить Диану, а Гюлизар выгнать из дворца. Чтобы отомстить Хюррем, Ибрагим берет Мехмеда с собой на верфи. Узнав, что Мехмед отправился с Ибрагимом, Хюррем беспокоится и лично бросается на поиски сына. Позже, найдя окровавленную одежду Мехмеда, Хюррем еще больше изводится и отправляется к Сулейману за помощью. В этот момент появляется живой и невредимым Мехмед. Гюлизар, узнав, что ее хотят выгнать из дворца, пытается убить Мустафу, но сбежавшей из темницы Диане, удается ей помешать. Мустафа решает отправить Гюлизар Ибрагиму. Последний хочет рассказать Сулейману о покушении на Мустафу. Хюррем оказывается в шаге от того, чтобы не попасть в свою же ловушку. |    |             |                      |              |                              |                          |
| 80 | 17 | «Серия 80»  | Ягмур и Дурул Тайлан | Йылмаз Шахин | 11,65                        | 2 января 2013            |
| Ибрагим грозится Хюррем рассказать обо всём султану. Рустем обещает Сюмбюлю решить проблему. Ибрагим убивает шпиона, пришедшего за Гюлизар. Рустем допрашивает супругу об Эсманур. Михримах разговаривает с Мехмедом о Нурбахар и советует ему поскорее покончить с беременностью девушки. Афифе замечает отсутствие Сюмбюля. Гюлизар отправляют на допрос к султану. Хюррем видит Гюлизар на балконе и говорит Сюмбюлю, что это их конец. На допросе у султана Гюлизар опровергает сказанное Ибрагиму. Обвинив Ибрагима в давлении, девушка прыгает с балкона султанских покоев. Хюррем с облегчением приказывает Сюмбюлю позаботиться о семье девушки. Сулейман в гневе требует от Ибрагима объяснений. Махидевран замечает жар у своего внука и отчитывает Фатьму. На совете Дивана Ибрагим советует Эбуссууду тщательно следить за поведением Ахмеда Челеби. Во дворце у Ибрагима Сулейман интересуется у Хатидже о приезде их сестры. Лекарь говорит Мустафе, что болезнь шехзаде Сулеймана может быть неизлечимой. Хатидже рассказывает брату о покушениях на Мустафу и Ибрагима. Мехмед просит сестру не беспокоиться о Нурбахар. Махидевран обвиняет Фатьму в недосмотре за шехзаде. Хюррем принимает у себя Зейнеб-хатун, жену Эбуссууда, и супругу местного богача, которая дарят ей Коран в золотом переплёте. Хюррем предлагает передарить Коран Ибрагиму. Михримах и Мехмед грозятся друг другу выдать тайны матери. В Стамбул приезжает третья сестра Сулеймана — Шах-ы-Хубан Султан. Она встречает Хюррем очень приветливо, что беспокоит Хатидже. Во время прохождения по Стамбулу на Ибрагима с обвинениями обрушился народ. |    |             |                      |              |                              |                          |
| 81 | 18 | «Серия 81»  | Ягмур и Дурул Тайлан | Йылмаз Шахин | 12,14                        | 9 января 2013            |
| Не выдержав обвинений в свой адрес, Ибрагим наказывает зачинщика. Хюррем отвергает обвинения Сулеймана и сваливает вину на Ибрагима. Фатьма винит Хюррем в смерти сына. Мустафа пытается утешить её. Жители Стамбула направились ко дворцу Ибрагима, но повороты событий пошли в обратную сторону. Хатидже рассказывает Шах о проблемах. Сулейман расспрашивает Ибрагима о его поступке. В Манисе хоронят шехзаде Сулеймана. Перед отъездом Рустем встречается с Хюррем и Сулейманом. Нигяр прощается с Эсманур, и Ибрагим обещает ей, что она встретится с дочерью. Хатидже оскорбляет Хюррем во время ужина, но Шах вступается за султаншу. Мехмед вновь расспрашивает сестру о её романе. Сулейман уверяет сестру, что рассмотрение дела пойдёт Ибрагиму на пользу. Сайф приговаривается к наказанию. Ибрагим получает известия о его участи. Узнав о решении суда, Хюррем приходит в ярость и просит помощи от Айяса. В Манисе Айше ждёт ребёнка от Мустафы. Михримах обманывает Мехмеда насчёт аборта. Айяс получает от француза протоколы встреч Ибрагима. Кираз случайно узнаёт об аборте, и Михримах угрожает ему. Фатьма винит Айше в смерти сына. Махидевран советует Мустафе поскорее выслать Фатьму. Хюррем в восторге от нового плана. Сулейман начинает подозревать Ибрагима в неверности. Кираз рассказывает Афифе об аборте Нурбахар, и Михримах выгоняет его из дворца. Мустафа узнаёт об итоге дела. Не перенеся последних событий, Фатьма повесилась. Махидевран приходит к ней слишком поздно. Сулейман понимает, что Ибрагим предал его и решает казнить его. |    |             |                      |              |                              |                          |
| 82 | 19 | «Серия 82»  | Ягмур и Дурул Тайлан | Йылмаз Шахин | 11,84                        | 16 января 2013           |
| Сулейман вспоминает, что решением совета Дивана он защитил Ибрагима даже от самого себя и поэтому перед исполнением смертного приговора решает посоветоваться с Эбусуудом Эфенди. Выслушав вопрос, волнующий Сулеймана, Эбусууд впадает в замешательство и просит дать ему время для ответа. Сам Ибрагим ничего не знает о решении Сулеймана и строит счастливые планы. Хюррем не понимает, что вокруг нее творится. Она считает, что избавиться от Ибрагима ей уже никогда не удастся и что надо предпринимать какие-то действия. Но к этому моменту она еще не видела истинное лицо Шах Султан. Поэтому Хюррем счастлива, считая, что отношения между ними очень хорошие и предлагает Шах присоединиться к своему благотворительному фонду. Но как только в Стамбул прибывают ее муж Лютфи-паша и дочь Эсмахан, Шах начинает проявлять свои истинные намерения. Шехзаде Мехмед очень сожалеет о том, что его любимица Нурбахар сделала аборт и винит во всем себя. Однако, вскоре Мехмед узнает, что приказ избавиться от ребенка отдала Михримах. Отношения между братом и сестрой начинают портиться. После того, как в их ссору вмешивается Хюррем, ситуация накаляется почти до предела. Шехзаде Мустафа приезжает на ферму в Сарухане, где ему в руки попадает вещь, некогда принадлежавшая Ибрагиму-паше. Мустафа погружается в воспоминания о прошлом. Сулейман получает ответ от Эбусууда Эфенди в котором сказано, что во время казни Ибрагима султан должен будет спать. Вечером Сулейман просит Ибрагима остаться на ночь во дворце. Ничего не подозревающий Ибрагим с радостью принимает предложение повелителя. Как только Сулейман засыпает, в покои Ибрагима входят четыре немых палача и душат его. |    |             |                      |              |                              |                          |
| 83 | 20 | «Серия 83»  | Ягмур и Дурул Тайлан | Йылмаз Шахин | 13,00                        | 23 января 2013           |
| Палачи выносят мертвое тело Ибрагима из покоев. Это видит Сюмбюль и будит Хюррем, чтобы сообщить ей новость о казни Ибрагима. Хюррем в шоке, ведь она давно уже перестала надеяться на то, что ее давний заклятый враг наконец-то умрет. Утром Хатидже выходит на балкон и обнаруживает под окнами гроб с Ибрагимом. У нее случается истерика, и она едет во дворец Топкапы, чтобы спросить Сулеймана о причинах убийства ее любимого мужа. Матракчи по приказу султана хоронит Ибрагима в тайном месте, о котором не будет знать даже сам султан. Шах, узнав о смерти Ибрагима от Мерджана-аги и Афифе-хатун, испытывает шок. Хатидже заявляет Сулейману, что больше не считает себя его сестрой, а затем встречает Хюррем и обвиняет ее в убийстве Ибрагима. Ночью Хатидже встречает на балконе дух Ибрагима, а после пытается покончить жизнь самоубийством, но ее спасает Шах. Она клянется сестре, что поможет ей отомстить за смерть мужа. |    |             |                      |              |                              |                          |
| 84 | 21 | «Серия 84»  | Ягмур и Дурул Тайлан | Йылмаз Шахин | 11,17                        | 30 января 2013           |
| Во время возвращения в Стамбул на Малкочоглу нападают люди Папы Римского. Тем временем сам Папа узнаёт о смерти Ибрагима. Гюльфем предлагает Афифе взять Фахрие во дворец. Хатидже, вопреки воле брата, оставляет в своём саду все скульптуры. Мустафа напоминает Аясу-паше об успехах Ибрагима. Шах клянётся Хатидже, что гибель Ибрагима не останется для Хюррем безнаказанной. Фахрие приступает к своим обязанностям. Хюррем собирается устроить праздник в честь окончания Рамазана. Мехмед просит отца отправить его в санджак, но Сулейман отказывает ему в этом. Махидевран ставит Ташлыджалы ультиматум: либо верность к Мустафе, либо любовь к Михримах. Малкочоглу узнаёт о смерти Ибрагима. Махидевран сообщает Хатидже о празднике. Сулейман решает взять Лютфи-пашу в совет Дивана. Мехмед подозревает, что отец отказал ему из-за Мустафы. Хатидже врывается в гарем к Хюррем с оскорблениями и упрёками. Михримах пытается вступиться за мать, но, чтобы не было проблем, Хюррем просит дочь уйти. За этой сценой наблюдает Сулейман и просит сестру вернуться во дворец, ведь Хюррем действовала с его согласия. Михримах узнаёт о своём расставании с Ташлыджалы. Шах привлекает Нигяр на свою сторону. Матракчи обрушивается на Рустема с обвинениями. Махидевран радуется расставанию Михримах и Ташлыджалы. Хатидже по-прежнему не находит себе места после смерти мужа. Мустафа и Махидевран уезжают в Манису. Фахрие в хаммаме готовит покушение на Хюррем по приказу Хатидже. |    |             |                      |              |                              |                          |
| 85 | 22 | «Серия 85»  | Ягмур и Дурул Тайлан | Йылмаз Шахин | 11,58                        | 6 февраля 2013           |
| План Хатидже провалился. Фахрие не успела убить Хюррем, но сумела втереться к ней в доверие. Шах Султан берёт убийство Хюррем на себя, а Фахрие теперь служит ей. Сулейман узнаёт, что Хатидже причастна к покушению и высылает её в ссылку в Манису вместе с детьми. Шах Хубан переезжает во дворец сестры. Фахрие-калфу назначают за “спасение" Хюррем "ункяр" калфой. Сулейман, Рустем, Бали Бей, Айяс Паша,Лютфи Паша, а так же Шехзаде Мехмед и Селим уезжают в поход. Шах Султан устраивает ужин с Хюррем и Афифе Хатун. Сюмбюль ага получает вести и немедленно сообщает их Хюррем. Султанша встречается с Мустафой Пашой и узнаёт что эти кошмарные вести правда... |    |             |                      |              |                              |                          |
| 86 | 23 | «Серия 86»  | Ягмур и Дурул Тайлан | Йылмаз Шахин | 11,99                        | 13 февраля 2013          |
| Хюррем узнаёт кошмарные вести: войско попало в засаду, Сулейман был смертельно ранен и очевидно погиб, а Рустем, Малкочоглу, Шехзаде и Паши скорее всего были взяты в плен; Шехзаде Мустафа узнавший об этом первый собрал войско и вскоре выедет в столицу, чтобы завоевать Стамбул и сесть на трон. Баязид, Джихангир и Михримах переезжают в покои Хюррем. Хюррем понимает, что у этого дела только два исхода: бездействовать и умереть вместе со своими сыновьями от рук Мустафы, или же возвести Баязета на престол. Шах султан хочет передать Мустафе на казнь Баязида и Джихангира. Хюррем сопротивляется и отправляет своих сыновей и Фахрие далеко за пределы столицы. На карету нападают и всех троих похищают. Фахрие сбегает и рассказывает где прячут Шехзаде. Хюррем захватывает дом в котором их держат, но вместо детей обнаруживает Шах Султан и Мерджана агу. Шах сообщает Хюррем о том, что Сулейман в полном порядке, Мустафа не собирал войско и даже не намеревался отправиться в столицу, а Баязид и Джихангир вернулись во дворец. Хюррем понимает, что Шах - теперь ее заклятый враг, и клянется отомстить ей. |    |             |                      |              |                              |                          |
| 87 | 24 | «Серия 87»  | Ягмур и Дурул Тайлан | Йылмаз Шахин | 10,31                        | 20 февраля 2013          |
| Хатидже читает Шах Султан любовное письмо к Ибрагиму, которое та якобы написала. Она обвиняет сестру в предательстве и требует покинуть дворец. Афифе и Гюльфем понимают, что Хатидже собирается вернуться в свой дворец. Шах Султан подозревает в произошедшем Хюррем. Нигяр приходит во дворец. Сюмбюль уверяет Нигяр, что в смерти Ибрагима виновата Шах. Хюррем навещает Шах и предлагает ей помощь. Мерджан нападает на Назлы, служанку Хюррем. Хатидже получает совет от Гюльфем - не верить Хюррем и не ссориться с Шах. По приказу Шах Султан Назлы отправляют в темницу. После угроз Мерджана она признаётся Шах, что подбросила Хатидже любовную записку по приказу Хюррем. Хюррем видит мёртвую Назлы. Хатидже обвиняет Хюррем в том, что из-за её интриг пролилась невинная кровь. В Манисе Мустафа знакомится с синьорой Габриэлой, генуэзской купчихой. В походе Сулейману не хватает поддержки Ибрагима. Он решает остановить поход из-за приближения зимы. Хатидже собирается навести на Хюррем порчу. Михримах встречается с Малкочоглу, в это время за ней следит Эсмехан. Между Баязидом и Селимом по-прежнему нет согласия. Хатидже замечает в саду Михримах и Бали-бея. Нигяр докладывает Хюррем о свидании Малкочоглу и Михримах в мраморном павильоне. Хюррем отправляется туда, но видит там Хатидже. Во время разговора с ней на Хюррем нападает Салиха и Хюррем теряет сознание. |    |             |                      |              |                              |                          |
| 88 | 25 | «Серия 88»  | Ягмур и Дурул Тайлан | Йылмаз Шахин | 10,67                        | 27 февраля 2013          |
| Проснувшись в покоях с потерей памяти, Хюррем обнаруживает на руках странные пятна. Шах подозревает Хатидже в неладном. Сулейман рассказывает Яхье Эфенди о дурном сне. Рустем подозревает, что нашли не всё золото Ибрагима. Лекарша утверждает у Хюррем болезнь от нервного расстройства. Михримах обещает матери заботиться о братьях. Сулейман узнаёт о болезни Хюррем и просит помощи у Яхьи Эфенди. Рустем подозревает Нигяр в деле против Хюррем. Благодаря мази, пятна на руках Хюррем исчезают. Избежав смерти, Нигяр рассказывает Хюррем о её заклятии. Эбуссууд рассказывает Сулейману о делах в Стамбуле. Хюррем обвиняет Хатидже и Шах в произошедшем. Хатидже хочет остаться в своём дворце. Хюррем преследуют ночные кошмары и она не может спать. Сулейман созывает совет по поводу венецианцев, вставших на сторону Карла. Рустем узнаёт о симпатии Михримах к Бали-бею, и из ревности пишет письмо от его имени. Ночью болезнь Хюррем доходит до галлюцинаций. Начинается обыск золота Ибрагима, и Хатидже в спешке направляется к султану и обвиняет его в смерти Ибрагима. Хюррем решает положить точку сплетням, но ей не удается, и она, встретив в коридоре Хатидже, избивает её. |    |             |                      |              |                              |                          |
| 89 | 26 | «Серия 89»  | Ягмур и Дурул Тайлан | Йылмаз Шахин | 11,44                        | 6 марта 2013             |
| Хюррем вынуждена избавиться от следов после произошедшего. Афифе находит серёжку Хатидже. Обыск золота Ибрагима прошёл безрезультатно. Барбаросса рассказывает Мустафе о давнем поджоге товара Габриэлы. Гюльфем и Шах-ы-Хубан обнаруживают пропажу Хатидже. Афифе приходит к сыну и просит лекарство для Хюррем от порчи. Шах подозревает Хюррем в произошедшем. В гареме начался официальный допрос слуг. Сулейман узнаёт о пропаже сестры и винит себя в этом. В лесу окровавленная Хатидже приходит в сознание и с трудом добирается до дворца. Она рассказывает Повелителю о произошедшем с ней. К счастью Хюррем успевает доказать мужу обратное. Янычары находят калфу Хатидже, и Сулейман допрашивает её. Габриэла рассказывает Мустафе о своём горе и обманывает его о смерти своей сестры. Хатидже показывает сестре место, где находится золото Ибрагима. Айяс-паша рассказывает Повелителю причину снятия с должностей многих людей. Яхья Эфенди даёт Хюррем указания для выздоровления. Габриэла выпрашивает у бывшего друга, синьора Бениты, местонахождение сестры. Балибей понимает, что за письмом, написанном Михримах, стоит Рустем. Сюмбюль находит в комнате Салихи предметы для порчи и обнаруживает вместе с Хюррем её, убитую Фахрие. Они догадываются, что за этим стоит и Фахрие, и ночью Хюррем пытается защититься от неё. |    |             |                      |              |                              |                          |
| 90 | 27 | «Серия 90»  | Ягмур и Дурул Тайлан | Йылмаз Шахин | 11,16                        | 13 марта 2013            |
| Хюррем теряет самообладание: она считает, что Фахрие подослали, чтобы убить её. Хатидже и Шах ищут того, кто подчиняется Хюррем, и останавливаются на Шахине-аге. Сулейман во время борьбы на матраках вновь вспоминает Ибрагима. Михримах рассказывает Эсмехан о том, что письмо, написанное от имени Малкочоглу, написал не он. Михримах подозревает в этом Эсмехан. Шах Султан говорит Фахрие, что знает о том, как она написала письмо Махидевран, и приказывает подчиняться только ей. Гюльфем рассказывает Хатидже и Шах о поступке Фахрие. Шах отдает приказ Фахрие убить Шахина-агу и даёт ей в помощники Джафера-ага. Но после убийства Шахина-аги, Фахрие сама оказывается в смертельной ловушке. Джафер-ага пытается убить Хюррем, но её спасает Фахрие. Она признаётся Хюррем во всём и переходит на её сторону. Мерджан докладывает Хатидже и Шах о том, что Шахин и Джафер мертвы. Сестры султана понимают - Фахрие стала их врагом. Фахрие говорит Хюррем, что Салиха-хатун отравила Хюррем благовонием. Мерджана назначают старшим агой в Топкапы. Хатидже продолжает прятать золото Ибрагима. Айяс-паша снимает с должности Касыма-пашу. Махидевран обеспокоена частыми встречами Мустафы с Габриэлой. Новая рабыня гарема Мустафы Румейса привлекает к себе внимание Махидевран. Михримах получает письмо от Бали-бея. Во дворце Хатидже и Шах грузят золото Ибрагима, однако их планы срываются неожиданным появлением Повелителя в сопровождении Рустема и охраны. |    |             |                      |              |                              |                          |
| 91 | 28 | «Серия 91»  | Ягмур и Дурул Тайлан | Йылмаз Шахин | 11,08                        | 20 марта 2013            |
| Усложнив дело Хюррем и Рустема, Малкочоглу везёт золото во дворец. Михримах понимает, что Бали-бей не хочет быть с ней. Узнав о приказе Повелителя Мустафе казнить Рамазаноглу Пири-пашу, Хюррем желает очернить Мустафу в глазах султана с помощью Рустема. В таверне Рустем спасает и берёт к себе на службу Оливию-хатун. Сулейман решает выдать Хатидже замуж и выделяет ей новый дворец. Мустафа отправляется в поход. Габриэла дарит Махидевран зеркало греха. Во время стрельбы из лука Селим портит Баязиду лук, и в ответ последний позволил себе оскорбить брата. В походе Мустафа вызывает на допрос Пири-пашу, и тот доказывает обратное. В гареме пошли ложные слухи об отношениях Малкочоглу и Эсмехан. Хюррем хочет строить свою мечеть в квартале невольничьего рынка. Шах-ы-Хубан решает женить Малкочоглу на своей дочери. Мустафа против воли султана вместе с армией убивает Искендера-пашу. Сулейман отдаёт приказ готовиться к походу на Молдавию. В столицу приезжает бейлербей Румелии Хюсрев-паша. Сулейман назначает его визирем совета и решает женить его на сестре. Хатидже узнаёт о выборе Сулеймана по поводу свадьбы. Хюррем узнаёт о встрече Малкочоглу и Эсмехан и решает приехать к ним, но застаёт с Бали-беем Михримах. |    |             |                      |              |                              |                          |
| 92 | 29 | «Серия 92»  | Ягмур и Дурул Тайлан | Йылмаз Шахин | 10,62                        | 27 марта 2013            |
| Решение Сулеймана выдать сестру замуж приводит Хатидже в бешенство. Мустафа хочет встретиться с отцом, чтобы обсудить произошедшее. Хюррем приказывает Михримах немедленно прекратить все отношения с Малкочоглу, однако Михримах напоминает матери о клятве, которую та дала ей, когда Михримах была ребёнком. К удивлению Шах Султан Хатидже всё же даёт согласие на брак с Хюсревом-пашой. Рустем сообщает султану, что Мустафа нарушил волю отца. В Манисе к Махидевран приходит Габриэла, но та прогоняет её и советует больше не появляться во дворце. Мустафа получает приказ немедленно прибыть в Стамбул. Он доказывает свою правоту. Михримах продолжает открыто насмехаться над Эсмехан. Эсмехан сообщает матери, что готова выйти замуж за Бали-бея. Узнав о готовящемся браке Эсмехан и Малкочоглу, Михримах бросается к отцу, чтобы упросить его запретить этот брак. У покоев Повелителя она сталкивается с матерью, которая сообщает, что Малкочоглу отказался от брака, заявив, что его сердце принадлежит другой. Михримах вызывает Бали-бея на откровенный разговор, в котором узнаёт, что он не испытывает к ней никаких чувств. Баязид, расстроенный тем, что его снова не берут в поход, решает отправиться с армией тайно. Габриэла проникает во дворец, чтобы встретиться с Румейсой, но её планы срывает Махидевран. Взаимные колкости между Михримах и Эсмехан перерастают в драку. |    |             |                      |              |                              |                          |
| 93 | 30 | «Серия 93»  | Ягмур и Дурул Тайлан | Йылмаз Шахин | 10,19                        | 3 апреля 2013            |
| Хюррем разыскивает Баязида. Тем временем сам шехзаде переодевшись в янычара спешит в лагерь отца. Опасаясь, что убила Эсмехан, Михримах просит помощи у Афифе. Вместе они решают рассказать обо всём Шах Султан. Мустафа не знает, как поступить с Габриэлой. Та успевает рассказать Румейсе о её происхождении. Пришедшая в себя Эсмехан покрывает Михримах. Джихангир выдаёт матери замыслы брата. В одном из янычар Селим с удивлением узнаёт брата Баязида. Он выдаёт брата отца; тот приказывает сыну вернуться в столицу. Несмотря на заверения дочери, у Шах Султан не остаётся никаких сомнений в виновности Михримах. Габриэла открывает Мустафе истинную причину сближения с шехзаде. Она просит его даровать свободу Румейсе, но тот отказывает и приказывает женщине покинуть страну. В гареме зреет недовольство из-за задержки жалования. Шах предлагает свою помощь, но Хюррем отказывается. Она просит помощи у еврейки, дававшей в долг ещё Валиде Султан. Мустафа разрешает Румейсе покинуть гарем, но та, к всеобщему удивлению, отказывается. Месть Эсмехан настигает Михримах. На Сюмбюля, вёзшего деньги от Ракель-хатун, совершают нападение и отбирают всё золото. Наложницы близки к бунту. Шах Султан решает выплатить им жалование из своих средств. |    |             |                      |              |                              |                          |
| 94 | 31 | «Серия 94»  | Ягмур и Дурул Тайлан | Йылмаз Шахин | 10,05                        | 10 апреля 2013           |
| Михримах говорит Эсмехан, что сделает всё, чтобы её опозорить. Хюррем требует от Шах Султан прекратить вмешиваться в дела гарема. Сулейман приказывает казнить провинившихся солдат. Во время казни все взгляды прикованы к Селиму. Хюррем рассказывает ростовщице о пропаже денег и вновь просит у неё взаймы, однако та отказывает ей, поскольку таких денег у неё больше нет. Ракель-хатун говорит Хюррем, что помочь ей могут только венецианцы. Мустафа собирается построить флот для борьбы с корсиканцами. Волнения в гареме не утихают. Рустем перехватывает письмо Мустафы к отцу. Хюррем настраивает Михримах против Мустафы и Махидевран. Впечатлённая Михримах даёт матери клятву во всём помогать ей. Хюррем берёт деньги взаймы у венецианской купчихи. Чтобы расплатиться с долгами Хюррем решает продать одну из своих усадеб. Об этом узнаёт Шах Султан. Расплатившись с долгами, Хюррем попадает в ловушку: расписка, данная Хюррем венецианке пропала. Шах обвиняет Хюррем в государственной измене и говорит, что обо всём расскажет брату. Она решает не медлить и отправляется навстречу султану. По дороге на неё нападают. Шах рассказывает брату о произошедшем и добавляет, что у неё есть доказательства предательства его жены. |    |             |                      |              |                              |                          |
| 95 | 32 | «Серия 95»  | Ягмур и Дурул Тайлан | Йылмаз Шахин | 9,59                         | 17 апреля 2013           |
| После разговора с сестрой Сулейман отдаёт приказ Бали Бею привезти Хюррем в Эдирне. Хюррем пытается отыскать венецианку. Михримах пытается вызвать Малкочоглу на откровенный разговор. Хатидже пытается отыскать могилу мужа. Подозревая, что Нигяр что-то знает, она приказывает следить за ней. Мустафа, так и не дождавшись ответа от отца, продолжает заниматься флотом. Махидевран пытается предостеречь сына, однако тот просит не лезть её в мужские дела. Несмотря на красноречие жены Сулейман понимает, что Шах Султан сказала правду. Он решает оставить Хюррем в Эдирне. Шах Султан потешается на Хюррем. Хюррем говорит ей не радоваться раньше времени: она найдёт способ вернуться во дворец. Узнав о ссылке матери, Михримах просит у отца разрешения отправиться к ней, но тот отказывает. Шах Султан предлагает Рустему перейти на её сторону. Шах Султан пытается убедить Хатидже, что замужество пойдёт ей на пользу. Рустем решает разыграть карту с флотом Мустафы. Рустем соглашается перейти на сторону Шах, если та организует ему брак с Михримах. Шах Султан с негодованием отвергает это предложение. Рустем с помощью хитрости собирается добиться согласия Хюррем на брак с Михримах. |    |             |                      |              |                              |                          |
| 96 | 33 | «Серия 96»  | Ягмур и Дурул Тайлан | Йылмаз Шахин | 9,97                         | 24 апреля 2013           |
| Михримах с Джихангиром навещает мать в Эдирне. Шах Султан пытается переманить Айаса-пашу на свою сторону. Мустафа решает вывести в море флот под своим командованием. Хюррем испытывает сомнения в необходимости свадьбы Михримах и Рустема. Она решает выяснить, взаимно ли чувство Малкочоглу к её дочери. Получив ответ, Хюррем даёт согласие на брак с Рустемом. Михримах ищет поддержки у Бали Бея. Лютфи-паша убеждает жену, что именно он должен занять пост великого визиря. Айас-паша обнаруживает в своей постели чумную женщину. Сулейман, застав Хатидже в доме Шах Султан, приказывает ей немедленно переехать к мужу. Главный лекарь обнаруживает в Эдирне чуму. Хюррем, рассчитывавшая на возвращение в Стамбул, глубоко разочарована решением супруга перевести её в Бурсу. Она демонстративно решает остаться в Эдирне. Айас-паша умирает. Сулейман возвращает жену из ссылки. Лютфи-паша становится великим визирем. |    |             |                      |              |                              |                          |
| 97 | 34 | «Серия 97»  | Ягмур и Дурул Тайлан | Йылмаз Шахин | 9,38                         | 1 мая 2013               |
| Шах Султан настаивает на переезде Хатидже в дом Хюсрева. Хюррем уговаривает дочь дать согласие на брак с Рустемом. Мустафа вновь вызывает недовольство отца. Румейса не оставляет попыток соблазнить Мустафу. За её действиями пристально следит Махидевран. Сулейман решает лично встретится с Мустафой в Бурсе и обсудить ситуацию с кораблями. Во дворце венецианского посла Бали Бей встречается с Сильвией, покорившей его во время визита в Италию. Хюррем посылает во дворец Шах Султан Арсен-хатун, чтобы та соблазнила Лютфи-пашу. Хюсрев-паша пытается завоевать благосклонность Хатидже, но несмотря на все попытки, она остаётся холодна к нему. В Бурсе Сулейман предостерегает Мустафу от необдуманных действий. Он также дарит фамильный перстень Мехмеду, проявляя к нему большую благосклонность, нежели к Мустафе. Малкочоглу узнаёт, что Михримах организовала слежку за ним. В Манисе Мустафа рассказывает Махидевран о поездке в Бурсу. Хюррем вызывает Малкочоглу на откровенный разговор по поводу Михримах. Этот разговор слышит сама девушка. Вечером она даёт согласие на брак с Рустемом. |    |             |                      |              |                              |                          |
| 98 | 35 | «Серия 98»  | Ягмур и Дурул Тайлан | Йылмаз Шахин | 8,73                         | 8 мая 2013               |
| Узнав о предстоящем браке с Михримах, Рустем разводится с Нигяр. Машуки, вопреки запрету, продолжает проповедовать в Стамбуле. Чтобы предотвратить возвышение Рустема, Хатидже и Шах Султан планируют убить его. Михримах просит помощи у Мехмеда, но тот не в силах что-либо изменить. В Манисе узнают о предстоящем торжестве. Михримах умоляет мать отменить свадьбу. Лютфи докладывает султану, что Рустем болен проказой, а значит ни о какой свадьбе не может быть и речи. Хатидже нападает на мужа, когда тот пытается сблизиться с её детьми. Шах запугивает дворцового лекаря, чтобы тот вынес «верный» диагноз Рустему. Хюррем рассказывает Шах Султан об интрижке между Лютфи-пашой и Арсен-хатун. Её слова подтверждает Мерджан-ага. Малкочоглу расстаётся с Сильвией. Лекарь обнаруживает у Рустема вшей, а это значит, что он совершенно здоров. Нигяр узнает от Насуха-эфенди, где находится Эсманур и отправляется на её поиски. По пути в столицу карета Рустема взрывается. |    |             |                      |              |                              |                          |
| 99 | 36 | «Серия 99»  | Ягмур и Дурул Тайлан | Йылмаз Шахин | 9,24                         | 15 мая 2013              |
| Весть о смерти Рустема разносится по дворцу и доходит до Повелителя. Он отдаёт распоряжение начать расследование. В это время к разочарованию Шах Султан и Михримах Рустем появляется во дворце. Султан объявляет о грядущих торжествах по поводу свадьбы Михримах и Рустема и вводит последнего в совет дивана. Махидевран обвиняет Хюррем в том, что ради собственной выгода та готова пожертвовать счастьем единственной дочери. После свадьбы, когда молодожёны остаются в покоях одни, Рустем делает супруге предложение: если она не хочет быть с ним, то он сейчас же покончит с собой. Рустем собирается выпить яд, но Михримах останавливает его. Прошёл год. У Михримах с Рустемом рождается дочь — Айше Хюмашах Султан. Шах Султан, зная о проблемах Михримах, подсылает к ней кормилицу Эмине. Она также собирается избавиться от Хюррем: с отъездом Мехмеда в санджак, Хюррем должна будет отправиться с ним. Нигяр возвращается в Стамбул после бесполезных поисков Эсманур. Султан решает отправить в санджаки не только Мехмеда, но и Селима с Баязидом. Мехмеда назначают в Амасью, Селима в Конью, Баязида в Кютахью. Однако Хюррем не согласна с такой расстановкой дел. Она собирается отправиться с Мехмедом в Манису. Шах Султан подсылает Нигяр убить Рустема и Хюррем, но та сходит с ума без своей дочери и крадет ребёнка у Михримах. |    |             |                      |              |                              |                          |
| 100 | 37 | «Серия 100» | Ягмур и Дурул Тайлан | Йылмаз Шахин | 8,98                         | 29 мая 2013              |
| Среди ночи Рустем и Михримах узнают о пропаже Хюмашах. Хюррем обвиняет Шах Султан и Лютфи-пашу в пропаже ребёнка. Тем временем Рустем выясняет, что к похищению причастна Нигяр. С отрядом янычар он настигает беглянку на краю обрыва. Матракчи после долгих переговоров забирает девочку, а Нигяр прыгает вниз. Мустафа впадает в депрессию, думая, что отец охладел к нему. Между тем шехзаде Мехмед, шехзаде Селим и шехзаде Баязид должны отправиться в свои санджаки. Рустем готовит ловушку Мустафе. Сулейман узнаёт о встрече австрийских послов с Мустафой и приходит в ярость. Вести о расправе над мусульманкой, уличённой в проституции, доходят до Шах Султан. Она требует объяснения у мужа, после чего решает развестись с ним. Лютфи-паша набрасывается на жену с кулаками. Об этом узнаёт Сулейман. Лютфи-пашу снимают с должности и должны казнить, но Эсмехан попросила мать поговорить с Повелителем. Сулейман решает отправить Лютфи-пашу в ссылку в Диметоку. Новым великим визирем вопреки традициям назначен Сулейман-паша. |    |             |                      |              |                              |                          |
| 101 | 38 | «Серия 101» | Ягмур и Дурул Тайлан | Йылмаз Шахин | 7,71                         | 5 июня 2013              |
| Сулейман отчитывает Мустафу за непозволительные беседы с послами. Он приказывает сыну покинуть Манису и переехать в Амасью. Вместо него Манисой править будет Мехмед. Мустафа недоволен таким решением отца. Понимая, что за этим назначением стоит Хюррем, Махидевран отправляется к ней. Хюррем отказывается говорить с ней, и Махидевран ничего не остаётся, кроме как передать свои угрозы через Сюмбюля. Сулейман отправляется в поход с Мехмедом, Мустафа остается в столице. От шехзаде Селима приходит письмо Хюррем Султан, в котором он пишет, что очень болен и хочет видеть её. Хюррем отправляется в Конью. Михримах узнаёт о том, что письмо было фальшивым. Хюррем оказывается в западне. Шах обвиняет Хатидже в произошедшем. Узнав о болезни Селима, Сулейман решает как можно скорее вернуться в столицу. Там его встречает Мустафа с вестью о пропаже Хюррем. |    |             |                      |              |                              |                          |
| 102 | 39 | «Серия 102» | Ягмур и Дурул Тайлан | Йылмаз Шахин | 8,00                         | 12 июня 2013             |
| Сулейман в ярости ищет виновника. Михримах рассказывает о письме, сообщающем о болезни Селима. Мехмед обвиняет Мустафу в причастности к похищению Хюррем. Рустем пользуется этим, чтобы окончательно рассорить братьев. Бали Бей допрашивает сестёр султана, а также Мустафу и Махидевран. Рустем в это время в темнице допрашивает Мерджана. Мехмед извиняется перед Мустафой. Во дворце появляется слуга, сопровождавший Хюррем. Он рассказывает о нападении, и Сулейман решает немедленно отправиться на поиски жены. Но в лесу он находит только перстень. Проходит два года. Сулейман в апатии: ему безразлично всё, кроме судьбы его любимой Хюррем. Махидевран замышляет убийство Мехмеда, ставшего санджакбеем Манисы. Мустафа ни с кем не хочет общаться, боясь навредить им. Хатидже рассказывает Сулейману, что пропажу Хюррем устроила она. Дабы не выдать местонахождение Хюррем и навсегда избавиться от неё, Хатидже выпивает яд. Со словами, что у Хюррем не будет могилы, также как нет её и у Ибрагима, Хатидже умирает на руках у брата. |    |             |                      |              |                              |                          |
| 103 | 40 | «Серия 103» | Ягмур и Дурул Тайлан | Йылмаз Шахин | 8,21                         | 19 июня 2013             |
| Барбаросса подбадривает Мустафу. По приказу Махидевран, близкий слуга Мехмеда Ильяс предпринимает попытку убить его, но она проваливается. Потеряв сестру и жену, Сулейман решает уйти в поход. Михримах, оставшаяся за главную в гареме, запрещает Шах появляться в столице. Ильяс заражает Мехмеда оспой. Мехмед умирает. Сулейман впадает в глубокую печаль. Спасает его лишь чудесное возвращение Хюррем. Выполнив желание Повелителя, Малкочоглу покидает Стамбул. |    |             |                      |              |                              |                          |

### Сезон 4 (2013—2014)
| № | #  | Название    | Режиссёр                        | Сценарист    | Зрители Турции (в миллионах) | Оригинальная дата показа |
| --- | -- | ----------- | ------------------------------- | ------------ | ---------------------------- | ------------------------ |
| 104 | 1  | «Серия 104» | Мерт Байкал и Ягыз Альп Акайдын | Йылмаз Шахин | 9,15                         | 18 сентября 2013         |
| 1546 год. Возвращение Хюррем не приносит ей радости: Мехмед мёртв, младшие сыновья выросли, а сама Хюррем постарела. Хасеки - султан, которая иногда проводит время в обществе старой гадалки, расстроена. Однако Сулейман очень рад возвращению любимой. Падишах созывает шехзаде в столицу, чтобы решить, кто станет управлять Манисой. Мустафа прибывает в столицу вместе с матерью, беременной Румейсой и дочерью Нергисшах. По дороге его встречают янычары во главе с Али - агой и с султанскими почестями провожают во дворец. Рустем - паша пользуется этим фактом и всё рассказывает султану во время устроенного для шехзаде приёма. Шехзаде Джихангир при поддержке своего отца - султана проходит церемонию вручения меча. При этом Махидевран говорит Хюррем, что Джихангир — это расплата за все её грехи. Рустем и Михримах делают всё, чтобы в Манису поехал Баязид. Хюррем наказывает Сюмбюлю подобрать девушек для шехзаде. В гарем попадает пленная венецианка Сессилия, внебрачная дочь дожа. Михримах узнаёт, что Баязид влез в долги. Сессилия, тоскующая по прежней жизни, вскрывает вены. Селим спасает девушку. Между Селимом и Баязидом вновь происходит стычка. Рустем сообщает, что по воле Повелителя Манисой будет управлять шехзаде Селим. |    |             |                                 |              |                              |                          |
| 105 | 2  | «Серия 105» | Мерт Байкал и Ягыз Альп Акайдын | Йылмаз Шахин | 9,30                         | 25 сентября 2013         |
| Баязид в гневе требует у матери объяснения, что в итоге приводит к ещё более напряжённым отношениям между братьями. Мустафа снова разочарован. Тем временем Сессилия, узнав о назначении Селима на высокий пост, приступает к осуществлению опасного плана. Она просит Сюмбюля ввести её в гарем шехзаде. Хюррем, чтобы отомстить своим врагам, готовит ловушку для Мустафы. В лесу Атмаджа и Явуз, тайные защитники Мустафы, пытаются спасти шехзаде. По воле судьбы план покушения на шехзаде срывается, и убивают не Мустафу, а беременную Румейсу. Во время охоты Сулейман, узнав об этом от Рустема - паши, впадает в ярость. Валерия предаёт свою бывшую хозяйку Сесс илию и вместо неё оказывается в гареме Селима. Мустафа объявляет войну Хюррем. Сессилия решается на отчаянный шаг: девушка просит помощи у Хюррем. Хюррем принимает её просьбу и дарует ей новое имя — Нурбану. Селим и его гарем отправляются в Манису. Просыпаясь утром, Хюррем находит у себя на кровати шкатулку. Решив, что это подарок от повелителя, Хюррем открывает шкатулку и видит в ней живого скорпиона. |    |             |                                 |              |                              |                          |
| 106 | 3  | «Серия 106» | Мерт Байкал и Ягыз Альп Акайдын | Йылмаз Шахин | 9,27                         | 2 октября 2013           |
| В Стамбул прибывает четвёртая сестра Сулеймана — Фатьма Султан. Вместе с ней приезжает повзрослевшая дочь Ибрагима - паши Паргалы и, соответственно, султанская племянница Хуриджихан. Сулейман рассказывает Хюррем про связанный с Мустафой сон. Селим терпит крупную неудачу в Манисе: защищая переодетого шехзаде, его стража убивает торговца. Хуриджихан влюбляется в Баязида. Фатьма посылает наложницу брату, однако та так и не попадает в покои Повелителя. Михрюнниса, дочь Барбароссы, прибывает к Мустафе в Амасью. Фатьма рассказывает Хуриджихан истинную причину их прибытия во дворец. Нурбану всеми силами пытается попасть в покои шехзаде Селима. Фатьма узнаёт настоящую причину недомоганий Хюррем и решает устроить ей ловушку, однако Хюррем делает то, чего никто от неё не ожидает — она посылает султану наложницу. |    |             |                                 |              |                              |                          |
| 107 | 4  | «Серия 107» | Мерт Байкал и Ягыз Альп Акайдын | Йылмаз Шахин | 8,96                         | 9 октября 2013           |
| На приёме у Али-аги Рустема окружают янычары, преданные Мустафе. Опасаясь отравления, Рустем закатывает скандал. Хуриджихан и Фатьма приводят свой коварный план в действие. Селим, вновь вспомнив случай на рынке, прогоняет Нурбану. Фатьма ломает скрипку Хуриджихан. Баязид решает помочь ей и отправляется с ней на рынок за новой скрипкой, где почти сталкивается с Сюмбюлем. Хуриджихан целует Баязида, но потом, испугавшись, убегает. Нурбану переезжает в комнату для фавориток, однако, жить ей придётся с Дильшах. Фатьма обещает Валерии свою помощь и дарует ей новое имя — Назенин. Хюррем пытается образумить Баязида, но он не хочет ничего слышать. Сюмбюль на рынке знакомится с Джевхер — торговкой тканями. Михрюнниса признаётся Мустафе в своих чувствах. Баязид уезжает в Кютахью. Хюррем приходится столкнуться с самым страшным своим кошмаром. |    |             |                                 |              |                              |                          |
| 108 | 5  | «Серия 108» | Мерт Байкал и Ягыз Альп Акайдын | Йылмаз Шахин | 8,81                         | 23 октября 2013          |
| Сулейман взволнован в ожидании ещё одного ребёнка, тогда как Хюррем весьма опечалена этим фактом. Селим снова попадает в неприятности. Нурбану пытается решить проблему, однако это портит её отношения с шехзаде. Баязид всеми силами пытается выдворить Селима из Манисы. Махидевран собирается разлучить Мустафу с Михрюннисой. Сулейман узнаёт о произошедшем в гарнизоне янычар и принимает жёсткое решение в отношении своего зятя Рустема — он отправляет садразама в ссылку в Герцеговину. Михрюнниса оказывается в руках у людей Рустема - паши во главе с Залом Махмудом. Чтобы задержать мужа в столице, Михримах делает вид, что больна. |    |             |                                 |              |                              |                          |
| 109 | 6  | «Серия 109» | Мерт Байкал и Ягыз Альп Акайдын | Йылмаз Шахин | 8,56                         | 30 октября 2013          |
| Баязид собирается покинуть свой санджак вопреки правилам, чтобы узнать, что натворил в Манисе Селим. Угрожая жизни Михрюннисы, Хюррем вынуждает Хайреддина - пашу Барбароссу просить у султана отставки. Хюррем решает избавиться от Назенин и приказывает подмешать в её лекарство яд. Мехмед Соколлу обнаруживает весьма неприятный факт из прошлого шейх-уль-ислама Фенеризаде Эфенди, и тот покидает свой пост. Понимая, что возможность снова стать отцом через много лет для Сулеймана большая радость, Хюррем спешит спасти Назенин. Джихангир думает, что Хуриджихан влюблена в него. Мустафа, не сообщив никому, приезжает в столицу и у постели больного Барбароссы сталкивается с отцом. Селим узнаёт, что Нурбану беременна. |    |             |                                 |              |                              |                          |
| 110 | 7  | «Серия 110» | Мерт Байкал и Ягыз Альп Акайдын | Йылмаз Шахин | 9,17                         | 6 ноября 2013            |
| Гадалка предрекает Хюррем, что «будет новый шехзаде во дворце. И он сядет на трон». Сулейман требует ответа у Мустафы. Баязид решает сообщить отцу о делах Селима. Хюррем убеждена, что Мустафа замышляет переворот. Султан решает казнить Али-агу и Мустафа лично арестовывает его. На глазах у султана Али - аге отрубают голову, однако он перед этим признаётся шехзаде Мустафе в верности. Рустем возвращается в столицу. На утро после свадьбы Фатьмы Султан Мустафу-пашу находят мёртвым. Нурбану наживает врага в лице Дильшах. Сулейман назначает на должность нового главнокомандующего янычарским корпусом Ферхата-агу. Новый глава янычар предлагает Мустафе совершить переворот. Джихангир и Хуриджихан отправляются в Кютахью к Баязиду. У Назенин начинаются роды, которые рушат планы Хюррем. В Кютахье Джихангир понимает, что он ошибался по поводу чувств Хуриджихан. Мустафа делает Михрюннисе предложение. |    |             |                                 |              |                              |                          |
| 111 | 8  | «Серия 111» | Мерт Байкал и Ягыз Альп Акайдын | Йылмаз Шахин | 8,92                         | 13 ноября 2013           |
| У Назенин рождается дочь Разие. Сулейман отказывает Барбароссе в отставке. Однако скоро жизнь Капудан-паши оказывается под угрозой. Хюррем сжигает письмо Селима, в котором тот сообщает отцу о тайной поездке Баязида в Манису. Нурбану, заставшая Селима с другой наложницей, приходит в ярость. Она ставит шехзаде условие: пока есть она, других женщин у него не будет. Баязид в тайне ото всех прибывает в Стамбул, чтобы встретиться с Хуриджихан, но вместо этого вначале сталкивается с получившей ранее письмо от Лалы Мустафы - паши матерью, а затем получает упреки на свою голову от Повелителя. Фатьма собирается разрушить брак Рустема и Михримах. Матракчи докладывает султану о результатах своей миссии в санджаки шехзаде. Мустафа женится на Михрюннисе. Сулейман подозревает, что Матракчи рассказал ему не всё о делах Мустафы. Баязид мирится с отцом. Ранее навестивший смертельно больного капудан - пашу в его дому Рустем - паша сообщает Повелителю о смерти Хайреддина Барбароссы. |    |             |                                 |              |                              |                          |
| 112 | 9  | «Серия 112» | Мерт Байкал и Ягыз Альп Акайдын | Йылмаз Шахин | 9,02                         | 20 ноября 2013           |
| Все шехзаде приезжают в столицу на похороны Барбароссы. Хюррем советует Михримах наладить отношения с мужем. Между Нурбану и Назенин назревает конфликт. Баязид и Джихангир сближаются с Мустафой, чем вызывают гнев Селима. Михримах, чтобы помирить братьев, решает устроить в своем дворце ужин. Мехмед Соколлу получает должность Капудан-паши, в отличие от соратника Барбароссы Тургута - реиса. Сюмбюль, выпив много вина, разбалтывает Джевхер тайну Хюррем. На ужине у Михримах Баязид и Селим устраивают драку. Селим просит отца снять его с должности санджакбея Манисы. Хюррем винит Мустафу в произошедшем с её сыновьями. Фатьма узнаёт о расположенной в здании совета дивана тайной комнате Хюррем. Атмаджа, получивший приказ избавиться от Михрюниссы, узнаёт о её беременности. |    |             |                                 |              |                              |                          |
| 113 | 10 | «Серия 113» | Мерт Байкал и Ягыз Альп Акайдын | Йылмаз Шахин | 9,37                         | 27 ноября 2013           |
| Поддержав Селима, Сулейман делает пропасть между братьями ещё больше. Сюмбюль понимает, что Джевхер предала его. Сулейман узнаёт о делах Хюррем. Атмаджа принимает решение сохранить жизнь Михрюннисе. Сюмбюль по приказу Хюррем убивает Джевхер. Махидевран собирается скрыть положение невестки. Хуриджихан решает покинуть столицу. В хаммаме Нурбану застаёт Селима с другой наложницей и устраивает скандал, который оканчивается начавшимися родами. У Нурбану рождается сын Мурад. Фатьма сообщает Хюррем, что Повелитель уехал в Манису с Назенин. |    |             |                                 |              |                              |                          |
| 114 | 11 | «Серия 114» | Мерт Байкал и Ягыз Альп Акайдын | Йылмаз Шахин | 9,71                         | 4 декабря 2013           |
| Сулейман, приехав к Селиму, застаёт его пьяным, и позднее ругаёт сына за это. Фатьма говорит Соколлу, что скоро он займёт место Рустема. Получивший свободу Сюмбюль покидает гарем. В Амасье Баязид воссоединяется с Хуриджихан. Сулейман вспоминает годы, проведённые в Манисе. Поговорив с вдовой торговца, султан решает простить Селима. Баязид решает забрать Хуриджихан с собой и жениться на ней. Мустафа рассказывает ему о своём никяхе с Михрюннисой и её беременности. Во время ссоры с Нурбану Назенин падает с балкона. Узнав новости из Амасьи, где, как оказалось, местные беи прославляют Мустафу, Сулейман приходит в ярость. Мустафа получает от отца отравленный усилиями Зала Махмуда кафтан. Сулейман решает отправить Хюррем в ссылку в Кютахью. |    |             |                                 |              |                              |                          |
| 115 | 12 | «Серия 115» | Мерт Байкал и Ягыз Альп Акайдын | Йылмаз Шахин | 10,61                        | 11 декабря 2013          |
| Джихангир посылает Атмаджу на помощь брату Мустафе, но тот попадает в засаду. Рустем готовится к приезду персидского шехзаде Элькаса Мирзы. А в это время Мустафа с армией подходит к столице, где его встречают янычары. Неожиданный приезд в Кютахью Хюррем рушит планы Баязида. Повелитель приказывает остановить Мустафу любыми способами и позднее даёт аудиенцию своему сыну. Под влиянием Михримах Джихангир меняет показания. Нурбану пытается наставить Селима на истинный путь. Отношения между Хюррем и Баязидом портятся. Селим находит женщину на стороне. Баязид и Хуриджихан совершают никях. Мустафа видит в глазах собственного отца свою смерть. |    |             |                                 |              |                              |                          |
| 116 | 13 | «Серия 116» | Мерт Байкал и Ягыз Альп Акайдын | Йылмаз Шахин | 9,45                         | 18 декабря 2013          |
| Хюррем возвращается в Стамбул и просит прощения у султана. Нурбану узнаёт правду об Эфталии. Ташлыджалы больше не доверяет Атмадже, которого ранее Мустафа спас из плена. Мустафа узнаёт, что за его защитниками стоит Пири-реис. Хюррем приказывает Хуриджихан немедленно вернуться к Бейхан Султан в Скопье. Сулейман готовится идти в поход на Иран и принимает решение оставить Мустафу наместником в столице. У Михрюниссы рождается сын. Мустафа нарекает его Мехмедом. Хуриджихан заключает сделку с Хюррем. Ревность Рустема доводит Михримах до решения о разводе. Сулейман из донесения лалы шехзаде Баязида узнаёт о тайном браке Мустафы. |    |             |                                 |              |                              |                          |
| 117 | 14 | «Серия 117» | Мерт Байкал и Ягыз Альп Акайдын | Йылмаз Шахин | 9,85                         | 25 декабря 2013          |
| Хюррем просит Михримах отсрочить развод до окончания похода. Элькас признаётся Фатьме в любви. Разочарованный Повелитель посылает Мустафе письмо, в котором говорит, что знает его тайну и приказывает оставаться в своём санджаке. Махидевран подозревает, что Баязид выдал тайну Мустафы отцу. Мустафа разочаровывается в брате Баязиде. Хюррем угрожает Фатьме расправой, если та не отстанет от её детей. Лала Мустафа рассказывает Баязиду о причастности Хуриджихан к делу Мустафы. Рустем возвращает Сулейману печать великого визиря и говорит, что ему не нужна должность без Михримах. Под давлением Нурбану Селим принимает решение убить Эфталию и её мужа Димитрия. Михримах узнаёт, что письма от Элькаса написала Фатьма Султан. На правах регента Селим отправляется в Стамбул вместо Мустафы. |    |             |                                 |              |                              |                          |
| 118 | 15 | «Серия 118» | Мерт Байкал и Ягыз Альп Акайдын | Йылмаз Шахин | 9,67                         | 8 января 2014            |
| Сулейман пытается скрыть свою болезнь. Оскорблённый Селимом Джихангир просит отца взять его в поход. Помощник кадия застаёт Фатьму с Элькасом Мирзой; на помощь им приходит Рустем. Хюррем, надеясь, что Джихангир передумает идти в поход, посылает ему наложницу, но девушка выводит его из себя. Сулейман даёт согласие на брак Фатьмы и Элькаса Мирзы. Узнав об этом, Михримах приказывает Зал Махмуду-аге убить Элькаса в походе. Джихангир решает остаться в Стамбуле, но Сулейман соглашается взять его с собой. Баязид говорит Хуриджихан, что расскажет обо всём Повелителю. Сюмбюль собирается открыть кофейню. Селим в отсутствие отца проявляет свои амбиции. Рустем отговаривает Баязида от необдуманного поступка. Мустафа просит у отца прощения, но пропасть между ними становится всё больше. Повелитель прощает его, но предупреждает, что это было в последний раз. Нурбану говорит Селиму, что путь к власти лежит через его мать. Поймавший ранее персидского лазутчика Атмаджа сообщает Мустафе о готовящемся покушении на Повелителя. |    |             |                                 |              |                              |                          |
| 119 | 16 | «Серия 119» | Мерт Байкал и Ягыз Альп Акайдын | Йылмаз Шахин | 8,57                         | 15 января 2014           |
| Болезнь Сулеймана прогрессирует. Пири-реис решает убрать Хюррем с пути Мустафы. Рустем даёт Баязиду наставления. Покушение персов на султана в военном лагере срывается благодаря Мустафе. Однако Сулейман больше не верит сыну. Хюррем пытается отговорить Михримах от развода. Повелитель отчитывает Элькаса Мирзу за то, что он допустил предателей к себе. В столицу прибывает польская принцесса Анна Ягеллонка. Она просит помощи у Хюррем для своего народа. Её сближение с Селимом беспокоит Нурбану. В Тебризе Дервиш делает Сулейману мрачное предсказание. Хюррем узнаёт об обещаниях, данных Баязидом и Мустафой друг другу, и решает поддержать Селима. На улицах Стамбула Хюррем совершено посредством Явуза покушение, однако жертвой его становится Афифе. Перед смертью она успевает сообщить Хюррем о болезни Повелителя. В военном лагере на глазах у Баязида больной султан произносит речь перед янычарами, но тут же падает в обморок. |    |             |                                 |              |                              |                          |
| 120 | 17 | «Серия 120» | Мерт Байкал и Ягыз Альп Акайдын | Йылмаз Шахин | 8,89                         | 22 января 2014           |
| Сулейман несмотря на состояние своего здоровья решает въехать в Стамбул верхом. Рустем говорит Хюррем, что в случае смерти султана на трон должен взойти Баязид. Хюррем сообщает Сулейману о смерти Афифе-хатун и обстоятельствах произошедшего. Михримах рассказывает Фатьме, какая участь ожидает Элькаса. Хюррем сообщает детям о состоянии отца. Сулейман в бреду зовёт Мустафу, и Хюррем решает вызвать шехзаде в столицу. Рустем делает Михримах заманчивое предложение. По дороге в столицу на Мустафу совершено покушение, жертвой которого становится Явуз, переодетый в шехзаде. Янычары при содействии Пири-реиса готовятся к бунту. Сулейману становится лучше, а в это время Тургут-реис выстраивает флот напротив дворца. Несмотря на запрет врача, Сулейман собирается отправиться на пятничное приветствие в мечеть Шехзаде, но на выходе из покоев он теряет сознание. Янычары начинают подозревать, что от них скрыли смерть султана. В хамаме находящегося в бессознательном состоянии Сулеймана погружают в ванну с холодной водой и кусками льда и он затем видит вновь во сне своего отца султана Селима Явуза. Рустем решает избавиться от Селима. Нурбану отговаривает Селима от участия в затее Рустема. Хюррем просит помощи у Мустафы. Гнев Селима толкает его к краю бездны. |    |             |                                 |              |                              |                          |
| 121 | 18 | «Серия 121» | Мерт Байкал и Ягыз Альп Акайдын | Йылмаз Шахин | 9,11                         | 29 января 2014           |
| Селим не может справиться с ситуацией в гарнизоне янычар, но получает помощь от Мустафы. Народ в столице прославляет Мустафу, а Сулейман тем временем идёт на поправку. Селим обвиняет Мустафу в организации произошедшего в корпусе янычар. У постели султана Хюррем благодарит Мустафу за спасение сына и признаётся ему, что если бы он был её сыном, то всё могло сложиться по-другому. Селим рассказывает Михримах, что для янычар Мустафа уже стал султаном. Хюррем обвиняет Рустема в нападении на Мустафу и на Селима. Рустем говорит ей, что их жизни отныне в руках Мустафы. Сюмбюль рассказывает Хюррем о разговорах в народе. Рустем показывает Михримах яд, который носит он и Хюррем Султан на случай, если на трон взойдёт Мустафа. В столицу прибывает Махидевран. Михримах обвиняет Мустафу, его мать и Фатьму Султан в том, что они хотят смерти Повелителя. Рустем спустя много лет встречается со своим братом Андро, носящим теперь имя Синан и являющимся наместником Герцеговины. Мустафа заверяет Михримах, что если он взойдёт на трон, то её братья не пострадают. Сулейман поднимается с постели, чем несказанно радует Хюррем. Хюррем советует Махидевран начать сборы и вместе с Мустафой возвращаться в Амасью. Сулейман вместе с сыновьями навещает янычар в их корпусе, где собственноручно казнит их главу мечом Мустафы. По приказу Повелителя Локман - ага хоронит в земле ранее оказавшийся в руках у Сулеймана дневник Ибрагима - паши. 1553 год. Хюррем решает с помощью Рустема подставить Мустафу, обвинив его в дружбе с Тахмаспом. Рустем намекает Повелителю на новый поход против персов. Михримах предлагает матери помощь в борьбе против Мустафы. Сулейману докладывают о положении дел на персидских границах. Пока Атмаджа докладывает Мустафе о проделках Рустема в столице, Михримах в ходе поездки в Амасью крадёт печать Мустафы. Рустем в это время пишет письмо от имени Мустафы Тахмаспу. |    |             |                                 |              |                              |                          |
| 122 | 19 | «Серия 122» | Мерт Байкал и Ягыз Альп Акайдын | Йылмаз Шахин | 8,72                         | 5 февраля 2014           |
| Хюррем готовится праздновать победу над Мустафой. Янычары возмущены командованием Рустема в походе на Персию. Главный звездочёт рассказывает Сулейману и Хюррем о дурном предзнаменовании. Нурбану в Манисе также предсказывает затмение. Баязид говорит Лале, что если бы у него было всё то, что есть у Мустафы, он не был бы таким терпеливым. Хуриджихан всеми силами пытается забеременеть. Фатьму собираются выдать замуж за Кара Ахмеда-пашу. Джихангир навещает Михримах и интересуется у неё о происходящем. Он говорит, что если с Мустафой что-то случится, то виновными он будет считать сестру, мать и Рустема. Фахрие назначают на место Афифе. Селим обеспокоен перспективой стать регентом султаната на время похода. Кара Ахмед-паша примыкает к сторонникам Мустафы. Смерть Туфана-аги приводит янычар в ярость. Рустем докладывает Сулейману, что янычары готовят бунт. Кара Ахмед докладывает султану о визите на совет сторонников Мустафы. Сулейман назначает Пири-реиса капуданом Индийского океана. Между Кара Ахмедом и Фатьмой возникает взаимная симпатия. Джихангир требует у матери объяснений, но она прогоняет его. Люди Рустема во главе с Залом Махмудом перехватывают письмо Тахмаспа. Казааскер Румелии рассказывает Атмадже о предательстве Ахмеда-паши. На глазах у Хюррем Соколлу отдаёт Повелителю письмо, добытое Зал Махмудом-агой. Мустафа с сыном Мехмедом отправляется на охоту, где маленький шехзаде исчезает. Счастливо возвратившись во дворец с спасенным из болота сыном, Мустафа узнаёт о письме. Сулейман получает письменный ответ от Эбусууда, в котором говорится, что Мустафу «позволено умертвить». |    |             |                                 |              |                              |                          |
| 123 | 20 | «Серия 123» | Мерт Байкал и Ягыз Альп Акайдын | Йылмаз Шахин | 11,56                        | 12 февраля 2014          |
| Мустафа получает вызов в военный лагерь от отца. Туда же отправляется и Селим. В столице остаётся Баязид, который весьма удивлён таким решением отца. Махидевран пытается открыть сыну глаза на происходящее, но тот отказывается её слушать, поскольку верит, что отец не причинит ему вреда. Атмаджа и Ташлыджалы собираются возвести Мустафу на престол. Джихангир просит отца взять его с собой в поход. Махидевран напоминает сыну об участи Ибрагима-паши. Рустем-паша готовится к предстоящему столкновению с Мустафой. Атмаджа готовит бунт янычар в военном лагере. Фатьма просит мужа защитить Мустафу. Сулейман берёт с собой в лагерь палачей. Михримах начинает жалеть о содеянном. Хюррем говорит ей, что если Мустафу не казнят, то из военного лагеря вернутся тела её братьев и отца. Сулейман узнаёт о прибытии в лагерь Мустафы. Кара Ахмед с помощью выпущенной из лука стрелы тайно передаёт Мустафе записку с предупреждением. Джихангир тайком пробирается к шатру Мустафы и сообщает ему о решении Повелителя. Мустафа оставляет Джихангиру прощальный подарок. Хюррем понимает, что сердце Повелителя ожесточилось. Сулейман отправляет Селима и Джихангира на охоту. Мустафа отправляется в лагерь, однако дорогу ему преграждают янычары, верные шехзаде. Хусейн Чавуш умоляет его вернуться назад, однако Мустафа приказывает им освободить путь. Верные своему шехзаде, янычары подчиняются. По приказу аги корпуса янычар Семиза Али на глазах у Хикмета-аги зачинщиков бунта убивают. Джихангир, предчувствуя неладное, собирается вернуться в лагерь, но Селим останавливает его. Янычары приветствуют Мустафу, чем ещё больше злят Повелителя. Атмаджа понимает, что их предали. Он отправляется к Ташлыджалы, но по пути его ранят стрелой. Джихангир на охоте не находит себе места. Он понимает, что его отец не выполнит обещание. На балкон Махидевран падает мёртвый голубь. Воины, верные султану, перекрывают вход в шатёр, когда безоружный Мустафа входит внутрь. Сулейман отказывается выслушать своего сына и садится на свой трон. Палачи нападают на шехзаде, однако тот не собирается сдаваться. В конце концов Мустафу убивает Зал Махмуд-ага. С мёртвым сыном на руках Сулейман осознаёт всю тяжесть своего поступка. |    |             |                                 |              |                              |                          |
| 124 | 21 | «Серия 124» | Мерт Байкал и Ягыз Альп Акайдын | Йылмаз Шахин | 13,85                        | 19 февраля 2014          |
| Тело Мустафы палачи выносят из шатра Повелителя. Шокированные янычары во главе с Хусейном Чавушем бьют себя в грудь. Повелитель читает в слезах ранее оказавшееся в его руках письмо Мустафы. Джихангир обвиняет отца во лжи и убийстве невиновного. Из-за волнений янычар, во время которых предатель Хикмет погибает, снятый с должности Рустем вынужден бежать из лагеря в Стамбул. Кара Ахмеда-пашу назначают великим визирем. Ташлыджалы приносит во дворец Амасьи весть о казни шехзаде. Также он доставляет Махидевран приказ султана отправиться вместе с гаремом в Бурсу. Михримах разносит весть о смерти брата по дворцу. Фатьма, Баязид и Гюльфем обвиняют в смерти Мустафы Рустема и Хюррем. В столице назревают волнения: янычары планируют свергнуть султана и возвести на трон сына Мустафы Мехмеда. Михримах признаётся мужу, что не верила, что отец сможет казнить брата. По пути из Амасьи Махидевран с семьёй видит толпы людей, скандирующих: «Да здравствует шехзаде Мехмед!». Нурбану получает письмо от Селима, в котором он пишет, что стал на шаг ближе к трону, но не может понять, счастлив ли он. Нурбану признаётся, что ей жаль Мустафу. Хюррем сообщает Сулейману о готовящемся бунте. На похоронах Мустафы Махидевран обвиняет Баязида в смерти сына. Один из янычар в Сюмбюле узнаёт прислужника Хюррем; Сюмбюля избивают, а его кофейню разносят. Михрюнниса подозревает, что её сына хотят казнить. Селим рассказывает отцу о состоянии Джихангира. Хюррем тайком прибывает во дворец дочери с намерением забрать её с мужем и дочерью в Топкапы, но капудан - паша Синан отговаривает её. Махидевран с гаремом сына по приказу повелителя переезжает в Гемлик. Джихангира находят в лесу в неадекватном состоянии. Он вновь обвиняет отца и говорит, что со смертью Мустафы умер и его отец. Под предлогом поломки карета Махидевран останавливается, в это время карета с Мехмедом продолжает путь. Михрюнниса понимает, что произошло на самом деле. Хадым Ибрагим-паша говорит Мехмеду, что он больше не сможет увидеться с матерью. Хюррем втайне оплакивает Мустафу. |    |             |                                 |              |                              |                          |
| 125 | 22 | «Серия 125» | Мерт Байкал и Ягыз Альп Акайдын | Йылмаз Шахин | 12,85                        | 26 февраля 2014          |
| Ни лекари, ни сам султан не могут справиться с болезнью Джихангира. Селим просит отца написать матери о состоянии брата, но тот уверен, что Джихангир выздоровеет, и отказывается. В столицу прибывает Атмаджа, чтобы отомстить Рустему за смерть шехзаде. Рустем сближается с братом. Джихангиру становится хуже. Фахрие сообщает Хюррем о том, что на дворец в Ускюдаре движется толпа вооружённых людей. Рустем с женой и дочерью пытается спешно покинуть дворец. Один из слуг впускает бунтовщиков. Выбравшись из дворца, Рустем с семьёй оказывается в ловушке. На помощь им приходит Баязид. Михримах винит Рустема в происходящем. Атмаджа вспоминает просьбу Мустафы о присяге Баязиду. Бунтовщики собираются перед Топкапы. Больной Джихангир просит Селима отвезти его в столицу. Баязид выходит к бунтовщикам и требует прекратить бунт. Бунтовщики безропотно покидают дворец. Селим упрашивает отца выполнить просьбу брата, но тот отказывает. Джихангиру становится лучше, и он отправляется к отцу. Между Хюррем и Фатьмой происходит стычка в гареме. Во время прогулки в лесу Сулейман понимает, что его сын не в себе. Он решает отправить его с Селимом домой. Хюррем приходит письмо от Селима и она решает ехать в лагерь. Баязид собирается ехать с ней. Джихангир отдаёт отцу прощальный подарок Мустафы и умирает, выпив перед этим опий. Рустему приносят ларец от брата, в котором оказывается отрубленная Атмаджой кисть Синана и записка. Михримах отговаривает мужа от встречи с врагами. Раненый Синан приходит к Рустему. По дороге Баязид с матерью встречает Селима, везущего гроб с телом брата в столицу. Хюррем при этом падает в обморок. |    |             |                                 |              |                              |                          |
| 126 | 23 | «Серия 126» | Мерт Байкал и Ягыз Альп Акайдын | Йылмаз Шахин | 11,42                        | 5 марта 2014             |
| Хюррем не может прийти в себя после смерти сына. Нурбану прибывает в столицу, чтобы поддержать мужа. Баязид считает, что кроме матери и Рустема в смерти Мустафы виновна и Хуриджихан. Рустем ухаживает за братом, но тот отказывается ему верить и отвергает помощь. Газанфер-ага перехватывает письмо Баязида к Хуриджихан и передаёт его Нурбану. Михримах пытается вернуть мать к жизни. Махидевран с Михрюннисой прибывают в Стамбул, чтобы переправить Михрюннису в Алжир к её брату. В присутствии Хюррем и Махидевран Михрюнниса на глазах у всего гарема перерезает себе горло. В Амасье Сулейман встречается с Ташлыджалы. Кара Ахмед рассказывает Баязиду о поднявшем бунт против султана лже-Мустафе. Фатьма с мужем решают поддержать Селима в борьбе за трон. Хуриджихан приезжает в столицу, но Баязид не рад ей. Они узнают, что письмо с вызовом в Стамбул было подложным. Махидевран с кулаками и проклятиями бросается на Хюррем. По совету Фатьмы Махидевран спешно уезжает в Бурсу. Перед отъездом Фатьма даёт ей деньги для строительства тюрбе Мустафы. Во дворце быстро распространяются слухи о никяхе Баязида и Хуриджихан. Хуриджихан обвиняет во всём Нурбану. Баязид же во всём винит брата. На глазах у великого визиря предпринявший попытку избавиться от Рустема в его доме Атмаджа убивает Синана-пашу своим топором. |    |             |                                 |              |                              |                          |
| 127 | 24 | «Серия 127» | Мерт Байкал и Ягыз Альп Акайдын | Йылмаз Шахин | 10,02                        | 12 марта 2014            |
| Хюррем пытается примирить сыновей, но вражда становится всё сильней. В этом Хюррем винит Нурбану и говорит ей, что если она не остановится, то отправится покорять воды Босфора в мешке. Рустем требует, чтобы Хюррем выбрала одного из своих сыновей. Баязид собирается в Румелию, чтобы подавить восстание лже-Мустафы. Газанфер советует Нурбану помириться с Хуриджихан. Гюльфем советует Хуриджихан привлечь на свою сторону Хюррем и Михримах. Джанфеда подозревает Газанфера в запретных чувствах к Нурбану. Атмаджа рассказывает Баязиду о последней просьбе Мустафы и присягает ему на верность. Селим при поддержке великого визиря оказывают помощь лже-Мустафе от имени Баязида. Кара Ахмед и Соколлу настраивают Повелителя против Баязида. Хуриджихан отправляется Повелителю, чтобы рассказать о никяхе, но Сулейман прерывает её и говорит, что давно знает об этом. Баязид решает отправиться к лже-Мустафе вместе с Атмаджой. Ночью в покоях Джихангира Сулейман сталкивается с Хюррем. Михримах просит отца не лишать своего расположения Рустема. Соколлу захватывает в плен лже-Мустафу и привозит его в Стамбул. Хюррем умоляет Рустема спасти Баязида. Сулейман навещает могилу Разие и сталкивается с неприязнью молочного брата Яхьи. Яхья просит Султана позаботиться о Махидевран. Баязид отказывается возвращаться в Стамбул из-за страха, что отец казнит и его. В Эдирне Рустем набрасывается на Атмаджу, но ему приходится объединиться со своим врагом ради будущего Баязида. Баязид отправляется к султану; туда же вызывают и Селима. Повелитель говорит, что уверен, что на трон после него должен взойти именно Селим. Баязид приходит в ярость и на глазах у Рустема объявляет войну отцу и брату. |    |             |                                 |              |                              |                          |
| 128 | 25 | «Серия 128» | Мерт Байкал и Ягыз Альп Акайдын | Йылмаз Шахин | 9,50                         | 19 марта 2014            |
| Хюррем, желая сохранить жизнь обоих сыновей, пишет письмо, в котором просит султана одуматься. Нурбану говорит Селиму, что пойдёт на всё, чтобы он взошёл на трон. Баязид уверен, что Селим стоит за обвинениями в восстании лже-Мустафы. Соколлу докладывает Сулейману, что именно Махидевран оказывала финансовую помощь восставшим, и султан, вопреки просьбе молочного брата, лишает Махидевран всех выплат. Кара Ахмед вступает в противостояние с Хюррем. Баязид пытается выяснить, кто подставил его, но гонца, отвозившего деньги лже-Мустафе, убивают. Война между Хюррем и Фатьмой набирает обороты. Михримах, настроенная против Селима, требует, чтобы мать выбрала Баязида. Кара Ахмеда обвиняют в присвоении золота из казны и отправки его восставшим. Сулейман в покоях общается с детьми Селима и Баязида. Идиллию нарушает Селим, пожелавший провести церемонию обрезания Мурада в столице. Сулейман снимает Кара Ахмеда-пашу с должности и затем палачи убивают через удушение султанского зятя. Рустем снова становится великим визирем. Во время празднования обрезания Мурада Хуриджихан застаёт Нурбану с Газанфером-агой. Нурбану пытается объяснить ей, что произошло на самом деле, но та говорит, что ей никто не поверит. Между ними завязывается драка, из которой Нурбану выходит победителем. |    |             |                                 |              |                              |                          |
| 129 | 26 | «Серия 129» | Мерт Байкал и Ягыз Альп Акайдын | Йылмаз Шахин | 9,95                         | 26 марта 2014            |
| Раненая Хуриджихан приходит в гарем и падает без чувств. Нурбану обнаруживает пропажу серёжки. Сулейман приказывает начать расследование и наказать виновного. В Бурсу прибывает Чавуш, чтобы передать Махидевран приказ о лишении её доходов и сообщить, что Нергисшах выдали замуж. Селим замечает следы драки на теле Нурбану. Хюррем вызывает к себе Нурбану и показывает пару серёжек, одна из которых была найдена в покоях Селима, а другая в коридоре, где ударили Хуриджихан. Хюррем приказывает бросить Нурбану вместе с Джанфедой в темницу, но Нурбану угрозами избегает наказание. Хуриджихан приходит в себя, но не сказав ни слова умирает. В убийстве Хуриджихан обвиняют наложницу Баязида Рану Султан. Баязид отправляется к ней, чтобы допросить, но находит её в комнате уже мёртвой. Хюррем по предложению Рустема и Михримах решает отправить с Селимом в Манису Лалу Мустафу. Кроме того, с разрешения повелителя в Манису также отправляется Фахрие, а с Баязидом едет Локман-ага. Баязид с Атмаджой посылает Махидевран деньги на строительство тюрбе Мустафы, но та отвергает их. В Манисе Фахрие собирается отправить на хальвет к Селиму Дильшах, но Нурбану перехватывает их и отправляет Дильшах назад в мастерскую. Во дворец Баязида привозят новых девушек из столицы, среди которых оказывает Дефне, подосланная Нурбану. Сулейман, услышавший речи людей на рынке, интересуется у жены приложила ли она руку к смерти Мустафы. По совету Фахрие Дильшах решает избавиться от надоедливой венецианки и топит её в ванной. |    |             |                                 |              |                              |                          |
| 130 | 27 | «Серия 130» | Мерт Байкал и Ягыз Альп Акайдын | Йылмаз Шахин | 9,90                         | 2 апреля 2014            |
| От смерти Нурбану спасают верная Джанфеда и Газанфер, который случайно убивает Дильшах. Между Дефне и Баязидом завязывается тайная переписка. Нурбану обвиняет в нападении Фахрие и Хюррем. Михримах обнаруживает на теле сыпь, которую не может вылечить ни один лекарь. Фатьма предлагает на должность хазнедар Мелек, но Хюррем выдвигает кандидатуру Гюльфем, которую и выбирает Повелитель. Нурбану объявляет войну Хюррем. Соколлу предлагает Рустему помощь испанского лекаря Педро, служащего ему. Нурбану упрашивает Селима оставить Газанфера во дворце или выслать Фахрие, но он отказывает ей. Нурбану предлагает Газанферу выход — кастрацию. Селим лично знакомится с Иосифом Наси. Баязид отвечает на чувства Дефне. Фатьма подстрекает людей к нападению на Хюррем. Хюррем отправляется к больной гадалке и та сообщает, что болезнь Михримах излечима, а саму Хюррем ждёт скорая смерть и смерть одного из её сыновей. Дом гадалки окружает разъярённая толпа, вооружённая палками и камнями. Сулейман отправляется на выручку к жене. Несмотря на увещевания Сюмбюля, Хюррем решает выйти к толпе, и толпа, присмирев, уступает ей дорогу. Однако, один из бунтовщиков решается на нападение, но его своим кинжалом убивает подоспевший Сулейман. Фатьма, ожидавшая вестей о смерти Хюррем, встречает её во дворце. Нурбану рассказывает Селиму новости из Кютахьи. Сулейман объявляет кофе вне закона. Мелек выдаёт Фатьму Хюррем, и та рассказывает обо всём султану. Сулейман приказывает Фатьме покинуть дворец. Баязид находит людей Селима, похитивших золото, которое везли из Стамбула для уплаты долгов шехзаде. Фатьма покидает столицу. Сулейман отправляется в Эдирне, чтобы покончить с преследующими его воспоминаниями. |    |             |                                 |              |                              |                          |
| 131 | 28 | «Серия 131» | Мерт Байкал и Ягыз Альп Акайдын | Йылмаз Шахин | 9,58                         | 9 апреля 2014            |
| Проснувшись ночью, Хюррем обнаруживает на плече странную рану. Селим получает от брата сундук с головой разбойника и гневное письмо. Нурбану советует шехзаде избавиться от соперника. Хюррем вновь встречается с гадалкой, и та повторяет своё пророчество. В Эдирне Сулейман знакомится с еврейской купчихой Грацией Мендес и берёт её под своё покровительство. Хюррем решает скрыть свою болезнь и отправится в Эдирне. Видя, что Селим не намерен воевать с братом, Нурбану решается на отчаянный шаг. По наущению Нурбану Селим отправляет Дефне приказ отравить Баязида. Прерванное лечение отрицательно сказывается на здоровье Михримах, и она решает обратиться к Педро без ведома супруга. Со слезами на глазах Дефне вливает яд в еду Баязида, но шехзаде спасает Атмаджа. Получив вести из Манисы, Хюррем отправляется к сыну. Дефне выдаёт Нурбану Атмадже и признаётся, что ждёт ребёнка от шехзаде. Михримах выясняет причину своей болезни, но решает во что бы то ни стало продолжать встречи с Педро. Баязид с армией подходит к Манисе. В дороге Хюррем становится плохо, и лекарша говорит, что болезнь султанши смертельна. |    |             |                                 |              |                              |                          |
| 132 | 29 | «Серия 132» | Мерт Байкал и Ягыз Альп Акайдын | Йылмаз Шахин | 9,25                         | 16 апреля 2014           |
| Прибывшая к Манисе Хюррем успевает остановить братоубийство и падает без чувств. По совету Сюмбюля лекарша скрывает истинную причину обморока султанши, списывая всё на усталость. Селим узнаёт, что Нурбану вопреки его приказу пыталась отравить Баязида. Грация сближается с Соколлу, чем вызывает недовольство Рустема. Хюррем полна решимости казнить Нурбану, но Селим заступается за неё. Соколлу перехватывает письмо Баязида Повелителю. Михримах сближается с Педро, и Соколлу решает подарить лекаря султанше. Рустем приходит от этой новости в бешенство и собирается убить Педро, но Михримах дарует Педро свободу и спасает жизнь. Лала Мустафа узнает, что Хюррем смертельно больна, и переходит на сторону Селима. Хюррем примиряет сыновей. Баязид забирает с собой в санджак сестру Дефне Анну. Грация нелегально привозит евреев в Стамбул. Об этом узнаёт султан, но, выслушав доводы Грации, решает оставить людей в столице. Селим всё ещё не может простить Нурбану и решает отправить её вместе с сыном в санджак Айдын. Сюмбюль рассказывает султану о смертельной болезни Хюррем. |    |             |                                 |              |                              |                          |
| 133 | 30 | «Серия 133» | Мерт Байкал и Ягыз Альп Акайдын | Йылмаз Шахин | 9,07                         | 23 апреля 2014           |
| Хюррем прогоняет Сюмбюля из дворца. Сулейман созывает лекарей в надежде на избавление Хюррем от болезни. Лала под руководством Селима пишет жалобу на Баязида султану, но отправляет её самому Баязиду. Айше Султан требует отца вернуть ей Дефне. Педро предлагает Михримах уехать с ним, но та отказывается. В порту их застаёт Рустем. Михримах просит мужа отпустить Педро на родину. Селим скучает по Нурбану. Рустем сближается с Грацией, чтобы заставить жену ревновать. Хюррем просит мужа, чтобы он отослал лекарей, и её оставили в покое. Баязид вызывает брата на поединок. Хюррем просит прощения у Гюльфем. Она вместе с Сулейманом отправляется на лечение в Бурсу. Султан получает упрёки на голову от Махидевран, а затем навещает могилу сына. Хюррем просит у Махидевран прощения и благословения. На лесной дороге происходит столкновение между Селимом и его братом. В ходе поединка в последний момент Баязид решает сохранить побежденному и раненому брату жизнь. Хюррем просит мужа созвать в столицу родных, чтобы попрощаться. |    |             |                                 |              |                              |                          |
| 134 | 31 | «Серия 134» | Мерт Байкал и Ягыз Альп Акайдын | Йылмаз Шахин | 9,70                         | 30 апреля 2014           |
| Сулейман и Хюррем возвращаются в Стамбул. В гареме Хюррем встречает Сюмбюль, который просит у неё прощения, но Хюррем сама извиняется перед ним. Сулейман рассказывает дочери о болезни Хюррем и просит её порадовать мать перед смертью. Вести о болезни матери доходят и до Селима. Нурбану самовольно возвращается в Манису. У Дефне рождается сын, но он очень слаб. Хюррем просит Сюмбюля найти могилу Ибрагима. Хатидже-калфа говорит Михримах о своих подозрениях по поводу Рустема и Грации. Сулейман торопит Синана со строительством мечети Сулейманийе. Вопреки уговорам Фахрие Селим решает оставить Нурбану в Манисе. Михримах узнаёт о беременности. Дефне готовится к казни, но Баязид прощает её. Сулейман по просьбе Хюррем решает построить мечеть Джихангира. Хюррем отдаёт Фахрие приказ избавиться от Нурбану. Султан с семьёй отправляется на открытие мечети Сулейманийе. Хюррем просит мужа похоронить её здесь. Смерть Хюррем близка. В саду накрывают столы, за которыми собирается вся семья султана. Хюррем даёт последние наставления своим детям и прощается с семьёй. Ей становится хуже, и в гареме султанша падает в объятья султана, как в первую их встречу. Сулейман остаётся с Хюррем до последнего её вздоха. В личных покоях Сулеймана Хюррем Султан умирает. |    |             |                                 |              |                              |                          |
| 135 | 32 | «Серия 135» | Мерт Байкал и Ягыз Альп Акайдын | Йылмаз Шахин | 9,00                         | 7 мая 2014               |
| Дворец погружается в скорбь. Хюррем хоронят в Сулеймание. После погребения Сюмбюль вспоминает, что на Хюррем не было кольца. Узнав, что последней, кто был у султанши, была Джанфеда, Сюмбюль вызывает её на допрос, но их прерывает Нурбану. Селим и Баязид получают от матери прощальный подарок. Султан приказывает убрать из его комнаты драгоценности и шелка, а также велит Гюльфем нанять немых слуг. Веселье и праздники теперь в гареме тоже под запретом. Между Михримах и Рустемом встаёт стена в лице Грации, и Михримах решает переехать в султанский дворец. Противостояние между братьями набирает силу. От гадалки Нурбану узнаёт, что следующим султаном станет сын венецианки. Её радость омрачается тем фактом, что Дефне тоже родом из венецианских земель. Дефне просит Баязида быть осторожнее и помнить о детях. У Михримах рождается сын, которого султан нарекает Османом. Весть о рождении сына застаёт Рустема в доме Грации. По совету Сюмбюля Михримах оставляет в комнате Грации предупреждение. Селим показывает отцу послание Баязида и сундук. Сулейман требует объяснений. Баязид рассказывает свою версию произошедшего и призывает в свидетели Лалу Мустафу, но тот уже на стороне Селима. Михримах пытается защитить брата, но всё тщетно. Рустем попадает в ловушку, устроенную Селимом и Соколлу. Чтобы избежать наказания за измену, Рустем переходит на сторону Селима. Сулейман решает отправить Селима в Конью, а Баязида в Амасью. |    |             |                                 |              |                              |                          |
| 136 | 33 | «Серия 136» | Мерт Байкал и Ягыз Альп Акайдын | Йылмаз Шахин | 7,59                         | 21 мая 2014              |
| Из письма Селима Сулейман узнаёт о бунте Баязида. Фахрие в покоях Нурбану находит кольцо Хюррем. Она рассказывает всё Селиму, но тот, защищая Нурбану, приказывает бросить Фахрие в темницу. Сулейман посылает письма своим шехзаде, в которых предупреждает их в последний раз. Баязид собирает для войны с братом бейлербеев, которые некогда были преданы Мустафе. Михримах отправляется в Кютахью чтобы отговорить Баязида от необдуманных действий. Фахрие удаётся выбраться из темницы. Она нападает на Нурбану, но та в последний момент убивает Фахрие ножом. Рустем-паша узнает о предательстве Грации Мендес. Баязид отправляется в Амасью и продолжает собирать войско. Сулейман просит совета у Эбусууда Эфенди касательно Баязида и получает ответ, что Баязид должен быть казнён. Сулейман отправляет своё войско во главе с Мехмедом Соколлу для подавления восстания. Селим узнает о наступлении и выдвигается со своим войском. Братья встречаются на поле боя лицом к лицу. |    |             |                                 |              |                              |                          |
| 137 | 34 | «Серия 137» | Мерт Байкал и Ягыз Альп Акайдын | Йылмаз Шахин | 8,72                         | 28 мая 2014              |
| 1559 год. На равнине под городом Конья разворачивается сражение между вооружёнными армиями шехзаде, незадолго до которого Баязид видит то, что Соколлу - паша и беи Анатолии поддержали Селима. Сам шехзаде Баязид, видя сопротивление верных шехзаде Селиму янычар, вступает в бой и даже пытается прорваться к своему брату. Во время боя шехзаде Мурад выпускает стрелу в своего дядю Баязида. Атмаджа вытаскивает шехзаде из боя и отвозит в Амасью. Соколлу докладывает о произошедшем Сулейману. Узнав о предательстве Рустема, Михримах решает развестись с ним, но Повелитель запрещает ей это делать. Баязид встаёт на ноги и пишет Повелителю письма, но их перехватывают и доставляют в руки Лала Мустафы - паши. Через Михримах письмо всё же доходит до султана, и тот обещает простить сына, если тот принесёт покаяние. Однако падишах ранее приказал Мехмеду Соколлу соединиться с Селимом, чтобы добить бунт Баязида и доставить ему шехзаде живым или мёртвым. Баязид решает бежать из Амасьи вместе с четырьмя сыновьями; дочерей, младшего сына и Дефне он оставляет под присмотром Локмана-аги. Болезнь Сулеймана обостряется. Преследуемый Селимом Баязид покидает Эрзурум, где ранее он нашел убежище у наместника Аяза - паши, и добирается до персидской границы, где его встречает гонец Тахмаспа. Шехзаде Селим прибывает в Эрзурум и убивает Аяза - пашу. В Казвине шах Персии Тахмасп берёт Баязида под защиту и предлагает свергнуть Сулеймана, но шехзаде отказывается. Баязид решает выполнить давнюю просьбу Атмаджи касаемо великого визиря и отправляет его в Стамбул. Михримах с помощью Атмаджи находит решение своей проблемы. Дефне узнаёт, что Тахмасп ведёт переговоры с Сулейманом о выдаче Баязида, и решает отправиться в Казвин на помощь любимому. Атмаджа ранит Зал Махмуда и, добравшись до покоев Рустема, Атмаджа убивает великого визиря, но погибает сам. Михримах отдаёт распоряжение очистить дворец, выкинув мёртвую стражу в море, Атмаджу похоронить со всеми почестями, а смерть Рустема выдать за смерть от водянки. В Казвине Лала Мустафа предлагает Тахмаспу выдать ему Баязида в обмен на благосклонность будущего султана Селима. |    |             |                                 |              |                              |                          |
| 138 | 35 | «Серия 138» | Мерт Байкал и Ягыз Альп Акайдын | Йылмаз Шахин | 8,61                         | 4 июня 2014              |
| Михримах снова пытается уговорить отца сохранить жизнь Баязиду. Чтобы выкупить брата у Тахмаспа, Селим берёт деньги у Грации Мендес. Баязид, понимая, что Тахмасп продаст его, собирается бежать. Члена совета дивана Семиза Али-пашу назначают великим визирем. Османский посол Хюсрев-паша привозит Баязиду приказ султана вернуться домой, но Баязид отказывается и отправляет отцу письмо. Михримах жалеет, что власть ушла из её рук, и пытается завязать отношения с новым великим визирем. Нурбану готовится выдать дочерей замуж и шлёт послание Соколлу, в котором приказывает убить сына Дефне. Баязид собирается убить Тахмаспа, но его войско оказывается мёртвым. Он решает бежать, но стража шаха возвращает его назад. Ухаживающая за султаном Гюльфем пытается поговорить с ним о Баязиде. На ужине Баязид нападает на Тахмаспа. Всю его свиту убивают, а самого шехзаде и его сыновей бросают в темницу. Тахмасп требует от султана двойной выкуп за Баязида. В Амасье Дефне обнаруживает, что шехзаде Мехмеда увезли к султану. Султан разгневан наглостью Тахмаспа. Селим выкупает брата и племянников и приказывает везти их в столицу. По дороге в лесу Селим в сопровождении Лалы Мустафы встречает карету брата и говорит, что действительно отвезёт его к отцу, если тот попросит пощады. В ответ Баязид оскорбляет Селима. Во время чтения "Государя" Н. Макиавелли перед Сулейманом предстает видение в виде казни Баязида и затем султан падает в обморок на дворцовом балконе. Шехзаде Селим отдаёт приказ о казни брата и его сыновей. Мёртвый Баязид падает на землю. |    |             |                                 |              |                              |                          |
| 139 | 36 | «Серия 139» | Мерт Байкал и Ягыз Альп Акайдын | Йылмаз Шахин | 9,50                         | 11 июня 2014             |
| 1566 г. На пороге смерти Сулейман вспоминает день вступления на престол. Михримах говорит Сюмбюлю, что нужно избавиться от Нурбану. Нурбану вспоминает тот день, когда отдала приказ об убийстве маленького Мехмеда — сына Дефне; но Дефне предпочла умереть вместе с сыном с помощью яда. Дочери Нурбану, уже вышедшие замуж, прибывают в столицу. Нурбану как никогда близка к безграничной власти. Сулейман отказывается от лечения, отдавая всего себя воспоминаниям о сыновьях в детстве. Махидевран снится сон о султане и она понимает, что он скоро умрёт. Сюмбюль интересуется у хранителя покоев как погибла Гюльфем, но тому неприятно вспоминать произошедшее. Селим навещает сестру, но слышит от неё только обвинение в убийстве брата. Он не остаётся в долгу и напоминает ей о её участии в деле Мустафы. В столицу прибывает Мурад вместе со своей наложницей Сафие. Михримах настраивает Мурада против отца, говоря, что запойный Селим не лучшее будущее страны. Мурад отправляется на совет Дивана, где преподносит Повелителю подарок в виде карты Османской империи и завоёвывает расположение деда. Падишах, встретив своего единственного оставшегося сына в пьяном состоянии, приказывает закрыть питейные заведения. Сулейман тайком отправляется на рынок и слышит о себе нелестные отзывы. Нурбану намерена отдалить Сафие от сына, но оказывается, что та уже беременна. В дворцовом саду Михримах сталкивается с Махидевран, слышит от неё неприятные вещи об отце и брате и прогоняет её. Сулейман решает отправиться в поход на Венгрию, уже зная, что не вернётся обратно. Идя по дворцу, он вспоминает прошлое. В пути Сулейману становится плохо и он вынужден принимать опиум, от которого умер Джихангир. Михримах, признав победу Селима и Нурбану, уезжает в Эдирне. Нурбану пребывает в ожидании «благой вести». В военном лагере ранее давший аудиенцию князю Трансильвании Яношу Сигизмунду Запольяи и осадивший Сигетвар султан казнит Арслан - хана. Сюмбюль берёт дневник Хюррем и покидает дворец. Выпивший опий Повелитель произносит речь перед янычарами, однако в шатре ему становится плохо. Крепость Сигетвар оказывается взята турками и одновременно услышавший в предсмертном бреду голос Ибрагима - паши Паргалы Сулейман умирает. Получивший от садразама Мехмеда Соколлу весть про смерть отца Селим становится новым падишахом. Призрак Сулеймана садится на султанский трон и видит вдалеке Османское знамя на стене Сигетвара и белую лошадь. |    |             |                                 |              |                              |                          |